# Китайський сад

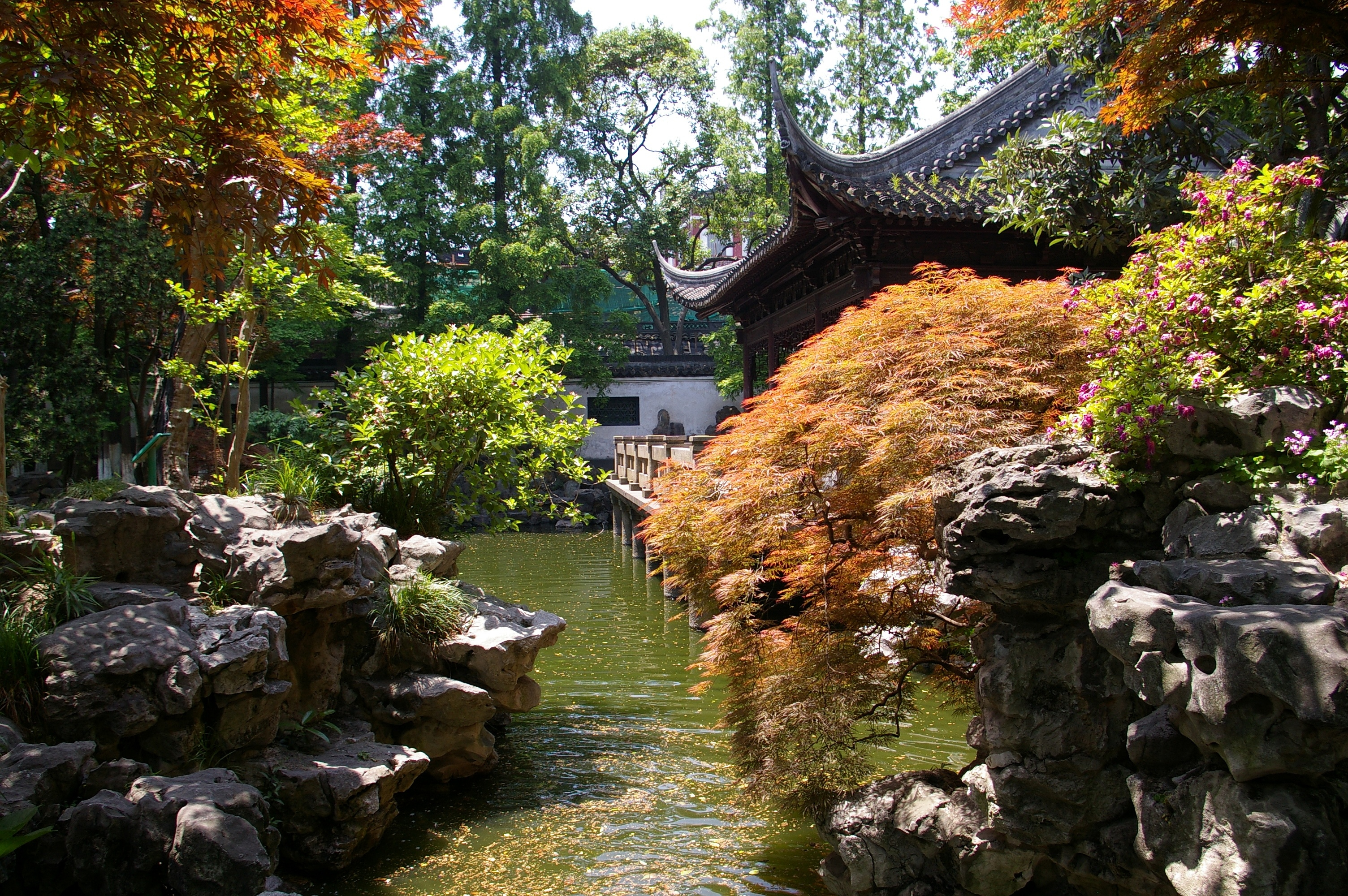
Це фото Саду щастя (Ю Юань), Шанхай (створений 1559 року) показує всі елементи класичного китайського саду — воду, архітектуру, рослинність та каміння.

Кита́йський сад (кит.: 中國園林; піньїнь: Zhōngguó yuánlín) — це стиль ландшафтного саду, що розвивався на теренах Китаю впродовж трьох тисяч років. Він включає як величезні сади китайських імператорів та членів їхніх родин, створені для насолоди та справляння враження, так і більш приватні сади вчених, поетів, колишніх урядовців, військових та купців, створені для розмірковування та втечі від зовнішнього світу. Сади створюють ідеалізовані міні-ландшафти, спрямовані на висловлення гармонії, яка має існувати між людиною та природою.
Типовий китайський сад оточений стінами та включає один чи більше ставків, кам'яні брили, дерева та квіти, а також низку залів та павільйонів у саду, поєднаних вигнутою стежкою та зиґзаґоподібними галереями. Рухаючись від будівлі до будівлі, відвідувачі можуть побачити серію дбайливо облаштованих пейзажів, що розгортаються перед ними, як пейзажний сувій.

## Історія

### Витоки
Найдавніші відомі китайські сади були створені у долині Хуанхе під час правління династії Шан (1600—1046 рр. до н. е.). Ці сади були великими парками, оточеними мурами, де правителі та аристократи полювали на дичину або де вирощували фрукти та овочі.
Ранні описи цього періоду, викарбувані на панцирах черепах, використовують три китайські ієрогліфи для слова «сад» — you, pu та yuan. You — сад правителя, де утримували птахів та тварин, pu — сад рослин. Під час династії Цінь (221—206 р. до н. е.), yuan став єдиним ієрогліфом для всіх садів. Старий ієрогліф для yuan власне є маленькою картинкою саду; він оточений квадратом, що репрезентує стіну, та має символи, що, можливо, позначали план будівлі, маленький квадрат на позначення ставу та символ посадки або гранатові дерева.
Відомим царським садом пізньої династії Хан був «Тераса, став та парк» Духу (Lingtai, Lingzhao Lingyou), створений Вень-ваном на захід від його столиці, Їньсюй. Парк був описаний у «Ши цзін» («Книга поезії») так:
Володар йде по парку Духу,
олені стоять на колінах на траві, годуючи оленят,
олені прекрасні та блискучі.
Непорочні журавлі мають блискучо-білі чубчики.
Володар підходить до ставу Духу,
вода повна риби, яка плаває колами." - переклад з тексту у «Jardins de Chine, ou la quête du paradis»
Ще одним раннім садом був «Дюни піску» (Shaqui), створений останнім правителем Шан, Чжоу-сінем (1075—1046 р. до н. е.). Сад складався з земляної тераси (tai), яка слугувала спостережною платформою в центрі великого квадратного парку. Сад описаний в одному з найбільш ранніх класичних творів китайської літератури — «Ши-цзі». Згідно з цим твором, однією з найбільш відомих рис цього парку був «винний басейн та м'ясний ліс» (酒池肉林). На палацових землях був збудований великий басейн, достатньо великий для декількох човнів, викладений полірований морським камінням, який наповнювали вином. Посеред басейну був маленький острів, на якому були висаджені дерева, з яких звисали шампури із запеченим м'ясом. Чжоу-сінь з друзями та коханками плавали у човнах по озеру, пили вино з озера долонями та заїдали м'ясом з дерев. Пізніші китайські історики та філософи наводили цей сад як приклад поганого смаку та декадансу.
Під час періоду весен та осеней у 535 р. до н. е. ваном Сіном династії Чжоу була створена «тераса Шанхуа» з розкішно прикрашеними палацами, а у 505 р. до н. е. було розпочато будівництво ще розкішнішого саду — «тераси Гусу». Вона була розташована на схилі гори та включала ряд терас, поєднаних галереями, та озеро, де плавали човни у вигляді синіх драконів. З найвищої тераси відкривався вид аж до озера Тайху.

### Легенда про Острів безсмертних

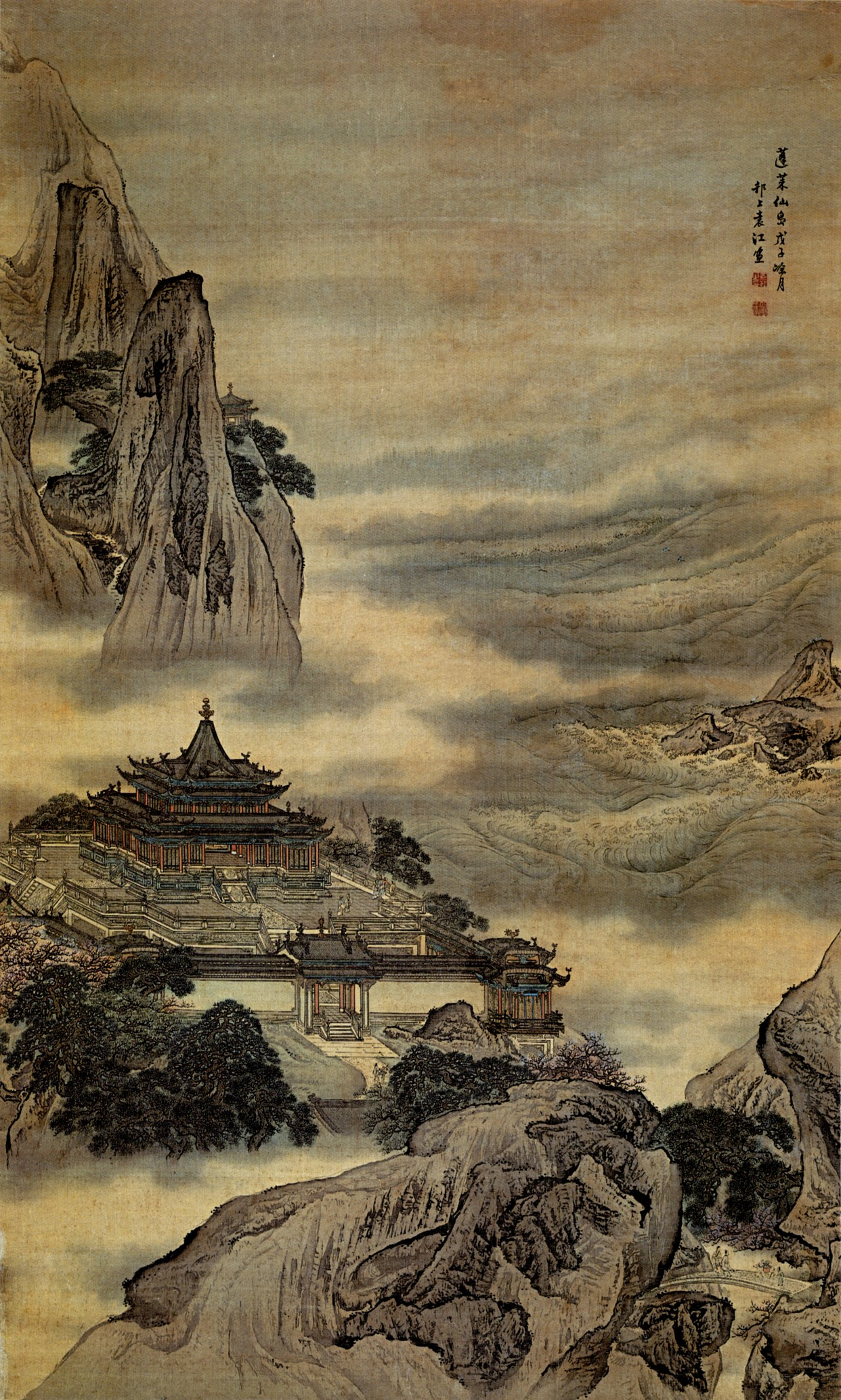
Мініатюрна версія Гора Пенлай, легендарної домівки Восьми Безсмертних, відтворювалась у багатьох канонічних китайських садах

У ранньому дизайні китайського саду суттєву роль відіграла стародавня легенда. У 4-му ст. до н. е. оповідь з «Канону гір та морів» описувала гору під назвою Пенлай, розташовану на одному з трьох островів на східному кінці затоки Бохайвань, між Китаєм та Кореєю, яка була домівкою Восьми Безсмертних. На цьому острові були палаци з золота та срібла, дорогоцінне каміння на деревах; були відсутні біль, зима, келихи були завжди повні вина, чаші — рису, а спожиті фрукти дарували вічне життя.
У 221 р. до н. е., Цінь Ши Хуан-ді підкорив інші держави-суперники та об'єднав Китай в імперію Цінь, якою правив до смерті у 210 р. до н. е. Він почув легенду про острови та послав гінців знайти їх та принести еліксир безсмертя, однак без успіху. У своєму палаці поруч зі столицею Сяньян він створив сад з великим озером під назвою Озеро Орхідей (Lanchi gong). На острові в озері він відтворив копію гори Пенлай як символ свого пошуку раю. Після його смерті імперія Цінь впала вже 206 р. до н. е.; і столиця, палац і сад були знищені, однак легенда продовжувала надихати творців китайських садів. Багато з них мали острови чи один острів зі штучною «горою», які символізували острів Восьми Безсмертних.

### Династія Хань (206р. до н.е.— 220р. н.е.)
За часів династії Хань місто Чан'ань стало новою столицею імперії, й імператор Лю Че побудував у ній новий імперський сад, що поєднував риси ботанічного саду та зоопарку з традиційними мисливськими угіддями. Натхненний іншою версією китайських міфів про Острови Безсмертних, викладеною у Ле-цзи, він створив штучне «Озеро Верховної Сутності», з трьома штучними островами по центру, які представляли три острови безсмертних. Цей сад був пізніше зруйнований, але спогади про нього століттями надихали творців китайських парків.
Іншим значущим прикладом саду цього періоду був «Сад генерала Лян Цзі», побудований за правління імператора Лю Бао (125—144 р.н. е.). Коштом багатств, накопичених за двадцять років при дворі імператора (серед іншого, він був братом імператриці), Ленг Хі побудував величезний ландшафтний парк зі штучними горами, ярами та лісами, заповненими рідкісними птахами та прирученими дикими тваринами. Це був один з перших садів, який намагався відтворити ідеалізовану копію дикої природи.

### Сади для поетів та вчених (221—618рр.н.е.)

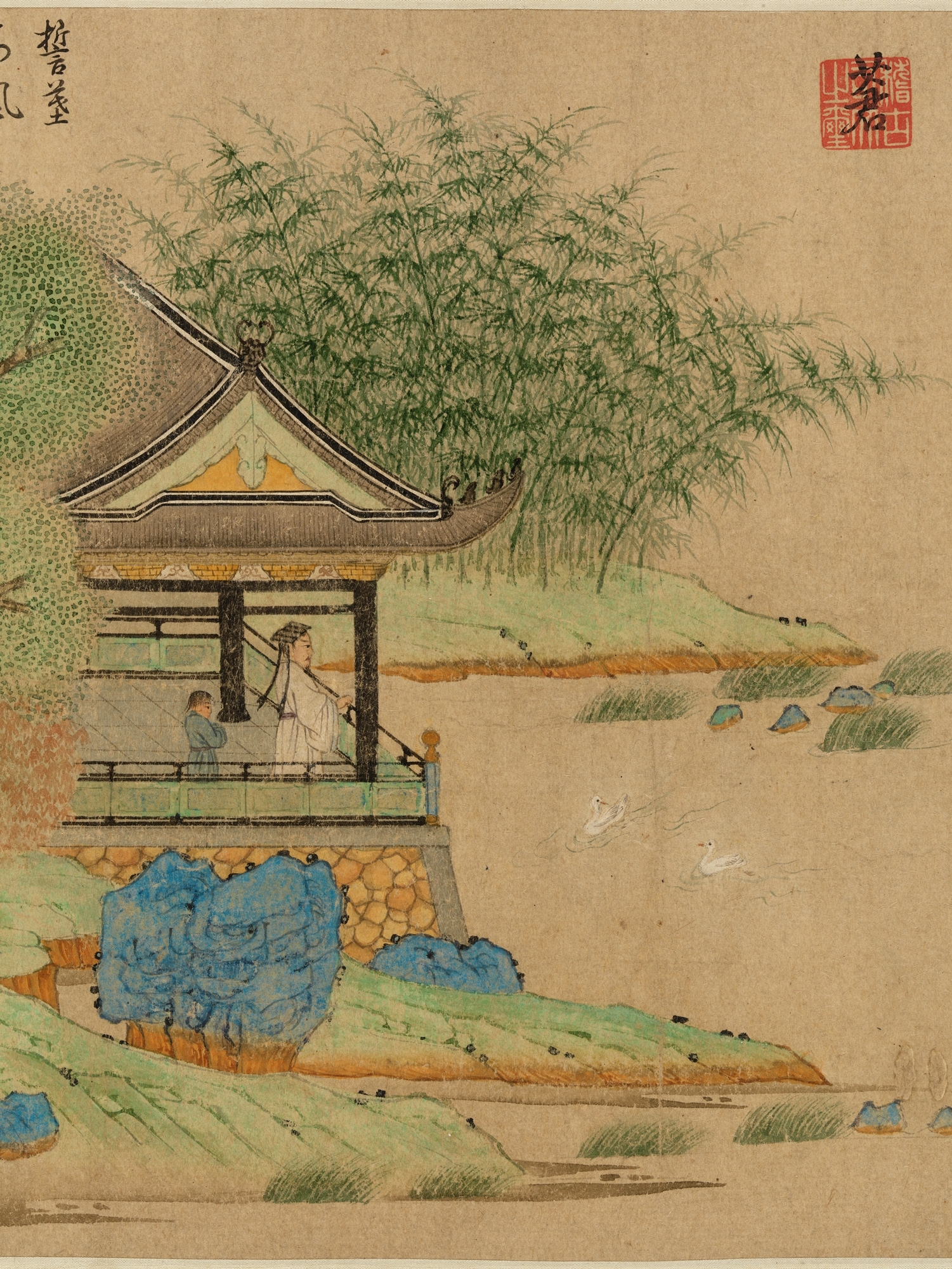
Каліграф Ван Січжи у своєму саду в Орхідейному павільйоні

Після падіння династії Хань у Китаї почався тривалий період політичної нестабільності. Незадовго до того імператор Лю Чжуан познайомив Китай з буддизмом, який досить швидко почав поширюватися. Вже у 495 р.н. е. у місті Лоян, столиці династії Північна Вей, було понад 1 300 буддистських храмів, переважно у резиденціях прихильників. Біля кожного храму був свій маленький сад.
Протягом цього періоду багато колишніх урядовців полишили імператорський двір та планували сади, куди вони могли втекти від зовнішнього світу та сконцентруватися на природі та літературі. Показовим є Сад Золотої Долини (Jingu Yuan), створений Ши Чун, аристократом та колишнім урядовцем, який у 296 р.н. е. завершив сад за 10 км на північний схід від Лояну. На бенкет у своєму саду він запросив 30 відомих поетів та залишив опис цієї події. Наслідком бенкету стала відома збірка віршів «Вірші Золотої Долини» (Jingu Shi), а також початок тривалої традиції писати вірші в садах та про сади.
Поет та каліграф Ван Січжи (307—365 р.н. е.) написав своєю чудовою каліграфією есе «Саньюе саньжи Лань-тін шисюй» («Передмова до віршів, [написаних у] Павільйоні орхідей [під час Свята] 3-го дня 3-го місяця»). Це мала бути преамбула до антології «Лань-тін ши» («Вірші Павільйону орхідей»), укладеної після зібрання поетів у сільській садибі «Орхідейний павільйон» із садом та звивистим струмком. Ван Січжи зібрав відомих поетів у своєму саду та посадовив їх вздовж струмка. По струмку він пустив чаші з вином. Якщо чаша зупинялася біла якогось поета, він мав її випити і написати вірш. Після цього «сад плавучої чаші» (liubei tang) з маленькими павільйонами та штучними звивистими струмками став надзвичайно популярною рисою імператорських та приватних садів.
Орхідейний павільйон надихнув імператора Яна (604—617 рр.н.е) з династії Суй створити новий імперський «Сад заходу» біля Ханчжоу. В його саду були звивистий струмок для плавучих чаш з вином та павільйони для написання поезії. Також він використовував парк для театральних вистав, зокрема, пускав струмком маленькі човни з фігурами, які рухались, ілюструючи історію Китаю.

### Династія Тан (618—907рр. н.е.), перша золота доба класичного саду
Династія Тан вважається періодом першої золотої доби класичного китайського саду. Імператор Сюань-цзун створив розкішний імператорський сад — Сад величного прозорого озера поблизу міста Сіань, де і жив зі своєю фавориткою — наложницею Ян Гуйфей.
Живопис та поезія досягли небаченого раніше рівня, і столицю Чан'ань заповнили нові, великі й маленькі, сади, натхненні класичними легендами та віршами. Були сади типу shanchi yuan зі штучними горами та ставами, натхненними легендою про Острови безсмертних, та типу shanting yuan з копіями гір та маленькими будиночками для спостереження чи павільйонами. Навіть звичайні будинки мали невеликі сади у дворах, з теракотовими горами та маленькими ставками.
Ці класичні китайські сади або сади вчених (wenren yuan) надихалися живописними і літературними творами та, у свою чергу, надихали класичний китайський живопис та поезію. Значущим прикладом був Сад долини Цзянте поета та художника і державного службовця Ван Вея (701—761 р.н. е.). Він придбав зруйновану віллу поета, розташовану в місці впадання річки в озеро і створив там двадцять невеликих пейзажних сцен, які називались «Сад магнолій», «Переплетені верби», «Альтанка серед бамбука», «Весна золотої пудри» та «Будинок для споглядання поруч з озером». Для кожної сцени він написав вірш та замовив відомому художнику розписати стіни вілли сценами саду. Після звільнення зі служби він проводив час, плаваючи на човні озером, граючи на цитрі та пишучи та декламуючи вірші.
Під час правління династії Тан набуло значного розвитку вирощування рослин: багато рослин піддавалися інтродукції, одомашненню, пікіруванню та щепленню; підкреслювались естетичні риси рослин, було написано численні книги з їхньої класифікації та культивації. Столиця Чан-ань була космополітичним містом, заповненим дипломатами, купцями, прочанами, монахами та учнями, які розповсюдили описи садів по всій Азії. Економічний добробут династії Тан призвів до зростання кількості садів по всьому Китаю.
Останнім великим садом періоду династії Тан став «Притулок гори безтурботної весни» (Pingquan Shanzhuang), створений на схід від Лояна Лі Дею, гранд-канцлером імперії Тан. Сад був величезний, мав понад 100 павільйонів та споруд, але найбільше був відомий колекцією каменів та рослин екзотичних форм, зібраних із усього Китаю. Камені незвичної форми, відомі як камені вчених, які часто вибирали, щоб зобразити гору чи гірський хребет у пейзажній сцені, поступово стали важливою рисою китайського саду.

### Династія Сун (960—1279рр.)

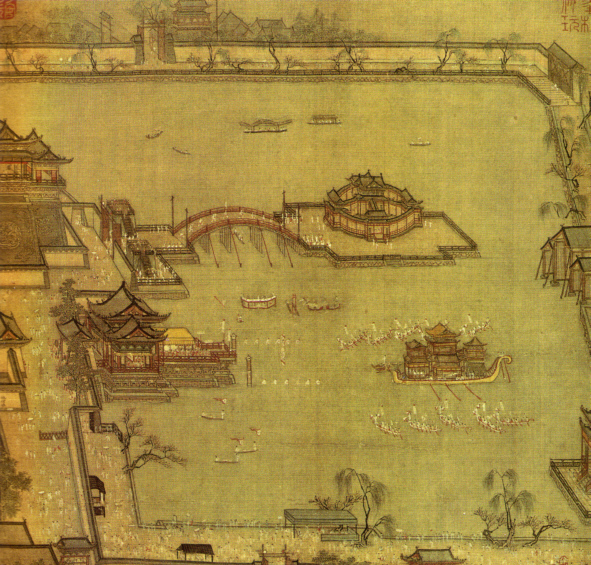
«Озеро чистоти золота», штучне озеро та сад насолод, збудовані імператором Хуей-цзун у столиці Кайфен

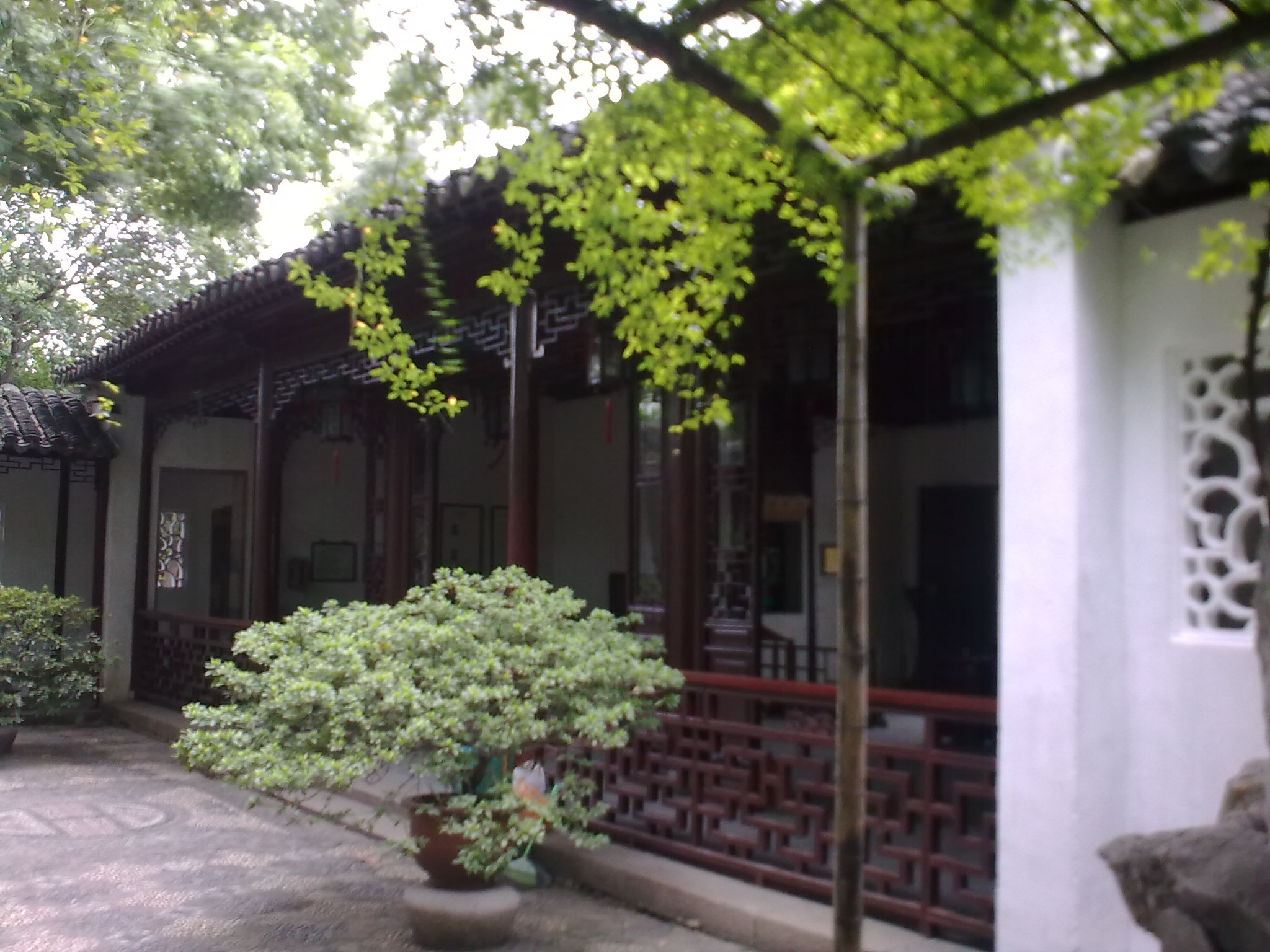
Павільйон синьої хвилі у Сучжоу (1044 р.н. е.), найстаріший сад династії Сун, що зберігся

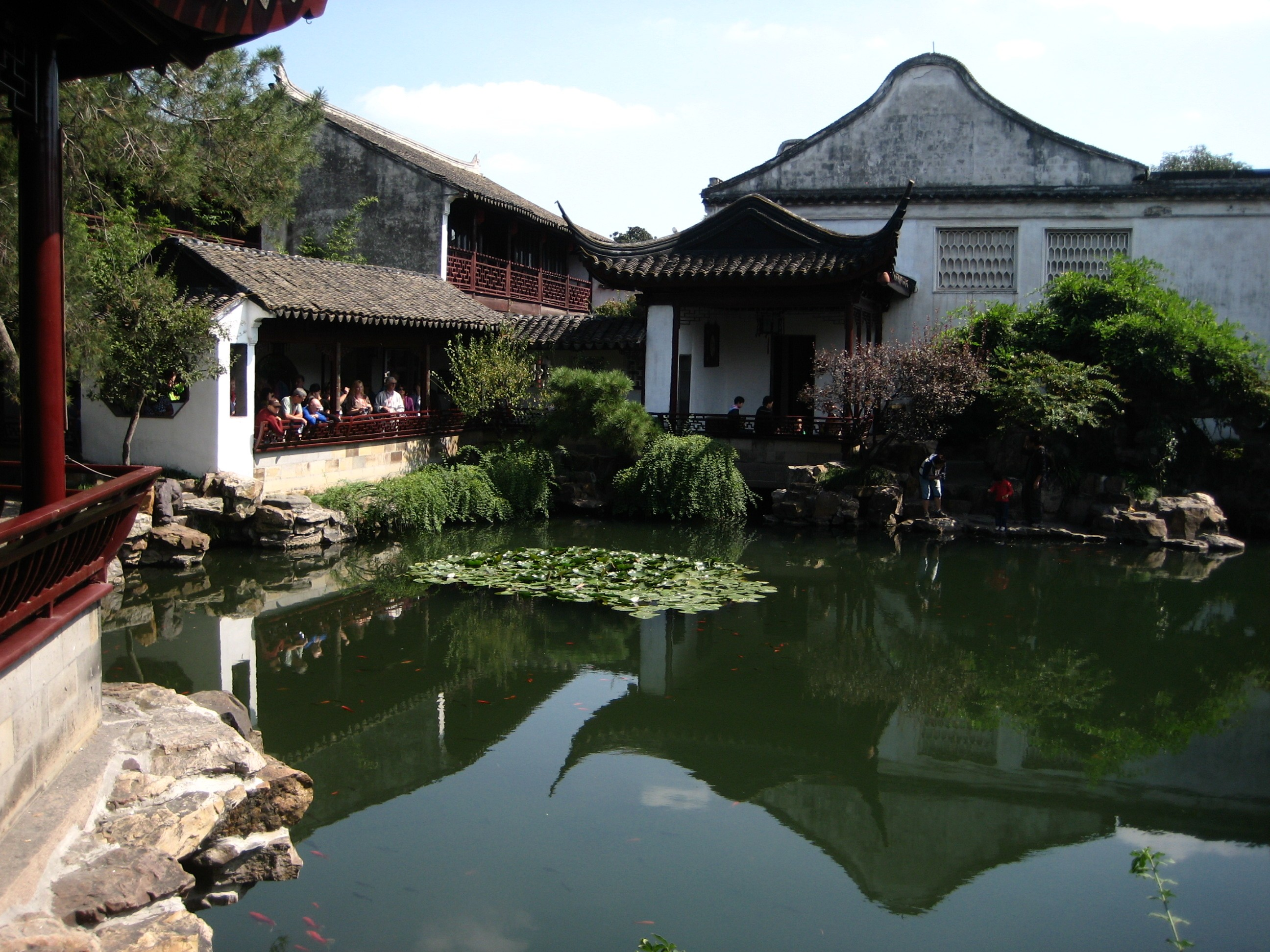
Сад Господаря Тенет у Сучжоу (1141 р.н. е.) слугував зразком пізнішим садам вчених

Династія Сун мала два періоди — північний та південний, і обидва вони відомі будівництвом значущих садів.
Імператор Хуей-цзун був відомим художником жанру "квіти і птахи". Сам вчений, він інтегрував елементи саду вчених до свого помпезного імператорського маєтку. Його перший сад «Озеро чистоти золота» включав штучне озеро, оточене терасами та павільйонами. Навесні до саду пускали громадськість для споглядання за перегонами на човнах та спектаклями на озері. В 1117 році він особисто наглядав за розбудовою нового саду, до якого йому привезли екзотичні рослини та мальовничі камені з усього Китаю, особливо цінні камені з озера Тайху. Деякі з каменів були настільки великі, що для транспортування їх по воді Великим китайським каналом були зруйновані всі мости між Ханчжоу та Пекіном. По центру його саду була створена штучна гора заввишки 100 м, з обривами та ущелинами, названа «Горою стабільності» (Genyue). Роботи над садом були завершені 1122 року, а вже 1127 року імператор був змушений втекти з Кайфену, коли столицю обложила армія династії Цзінь під керуванням чжурчженів. Коли він повернувся як полонений чжурчженів, то побачив свій сад повністю знищеним: всі павільйони були спалені, а художні роботи викрадені. Стояла лише гора.
Хоча найбільш відомі імператорські сади, в містах, таких як Лоян, будували багато менших, але мальовничих садів. Сад монастиря небесних правителів у Лояні був знаменитий своїми півоніями, на цвітіння яких приходило подивитися все місто. Сад численних весен був відомий видами на гори. Але найбільш відомим у Лояні був Сад самотньої радості (Dule Yuan), створений поетом та істориком Сима Гуаном (1021—1086 рр.). Його сад мав площу вісім му (близько 1,5 га). У центрі височів Павільйон дослідження з бібліотекою на п'ять тисяч томів. На північ від нього розташовувалося штучне озеро з маленьким островом, на якому стояла мальовнича хижа рибалки. На схід був сад лікарських трав, а на захід — штучна гора з бельведером на вершині для огляду околиць. До саду за маленьку плату міг потрапити будь-хто.
Після падіння Кайфена столиця династії Сун була перенесена до Лінаню (сучасний Ханчжоу), і досить скоро в місті на березі Західного озера було створено понад 50 садів. Іншим містом в цій же провінції, відомим своїми садами, стало Сучжоу, де свої резиденції з садами побудували багато вчених, купців та державних службовців.
Деякі з них збереглися до сьогодні, хоча і значно змінені за минулі століття. Найстарішим садом Сучжоу, що зберігся, є Павільйон синьої хвилі («Цанлан»), створений 1044 року поетом Су Шуньцінем. За часів династії Сун він включав павільйон для споглядання на вершині пагорбу. Пізніше були додані інші павільйони на березі озера, включно з Залою побожності, Залою декламації та спеціальним павільйоном для споглядання за рибами. За століття сад був значно змінений, але й досі зберігає первинне планування.
Іншим садом Сучжоу, що існує з часів династії Сун, є Сад Господаря Тенет. Він створений 1141 року Ши Чженчжи (Shi Zhengzhi), заступником міністра цивільно служби уряду династії Південна Сун. Сад мав бібліотеку (Зала десяти тисяч томів) та дотичний до неї сад під назвою «Притулок рибалки». Сад був значно перебудований між 1736 та 1796 роками, але залишається одним із найкращих прикладів садів учених епохи династії Сун.
У місті Усі між берегом озера Тайху та підніжжям двох гір історик династії Сун Чжоу Мі налічив 34 сади. Найбільш відомими з них були Сад півночі (Beiyuan) та Сад півдня (Nanyuan); обидва належали Шен Дехе (Shen Dehe), великому канцлеру імператора Гао-цзуна (1131—1162 рр.). Сад півночі був класичним, з горою та озером (shanshui) — мав озеро з Островом безсмертя (Penglai dao), на який перенесли великі валуни з озера Тайху. Сад півдня був водяним садом з п'ятьма великими озерами, поєднаними з озером Тайху каналами. Відвідувачі могли спостерігати за озером Тайху та горами з тераси.

### Династія Юань (1279—1368рр.)

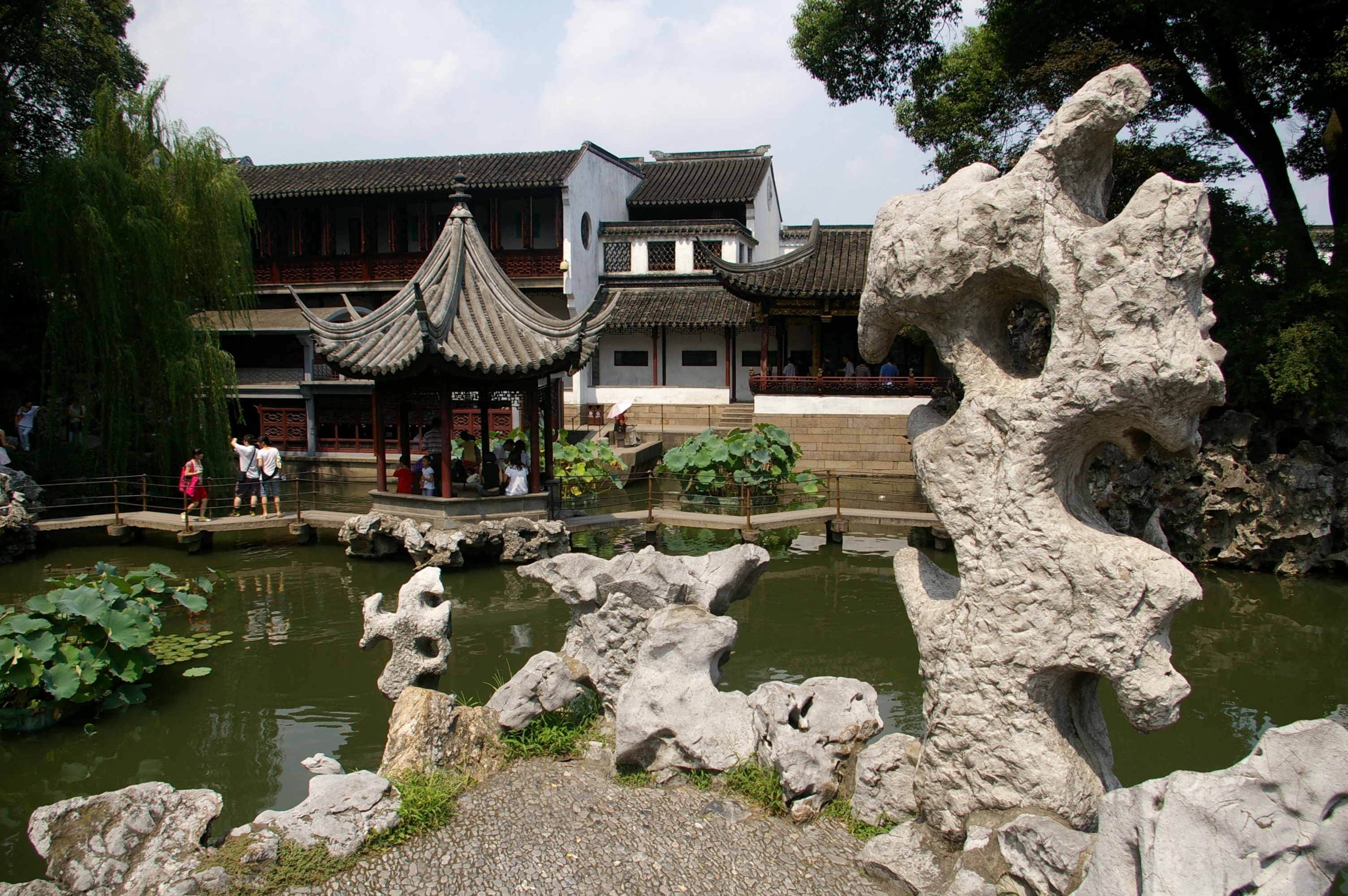
«Левова гущавина» у Сучжоу (1342 р.), відома своїм фантастичним та гротескним камінням

Найбільш відомим садом династії Юань був літній палац та сад Хубілая у Ксанаду. Вважається, що венеціанський мандрівник Марко Поло відвідав Ксанаду бл. 1275 року і описав цей сад так:

«Довкола цього палацу побудована стіна, що охоплює периметр у 16 миль, і в середині парку є фонтани і річки, і струмки, і прекрасні галявини з різними видами диких тварин (крім тих, що мають агресивну природу), які імператор придбав та помістив там як їжу для його кречетів та яструбів, яких він тримає в клітках. У нього не менше 200 кречетів без врахування інших яструбів. Хан сам кожного тижня відвідує своїх птахів в клітках, і деколи він їде через парк верхи на коні, а за спиною в нього сидить леопард; і коли якась тварина впадає йому в око, він цькує на неї леопарда, а тушу віддає для годування яструбів у клітці. Цим він займається для різноманіття.»
Цей короткий опис пізніше надихнув англійського поета Семюела Тейлора Колріджа на незакінчену поему «Кублай Хан».
По заснуванню столиці в Даду Хубілай розширив штучні озера, створені сторіччя раніше династією Цзінь, та збудував острів на Ойнху, створивши контраст між звивистими берегами озера й саду та чіткою геометрією острова, який пізніше став Забороненим містом Пекіну. Цей контраст видимий і досі.
Попри вторгнення монголів, класичний китайський сад вченого продовжував розвиватись в інших регіонах Китаю. Чудовим прикладом є «Левова гущавина» у Сучжоу. Сад був збудований 1342 року та отримав назву від колекції фантастичних та гротескних нагромаджень каміння, перенесеного з озера Тайху. Вважається, що деякі з них схожі на голови левів. Імператори Сюаньє та Цянлун з династії Цінь декілька разів відвідували сад і використали його як модель власного літнього Саду ідеальної розкоші (Юаньмін'юань) у Гірському притулку від літньої спеки.
У 1368 році сили династії Мін під керівництвом Чжу Юаньчжаня вибили монголів з Даду та скинули династію Юань. Чжу Юаньчжан наказав спалити палаци династії Юань у Даду.

### Династія Мін (1368—1644рр.)

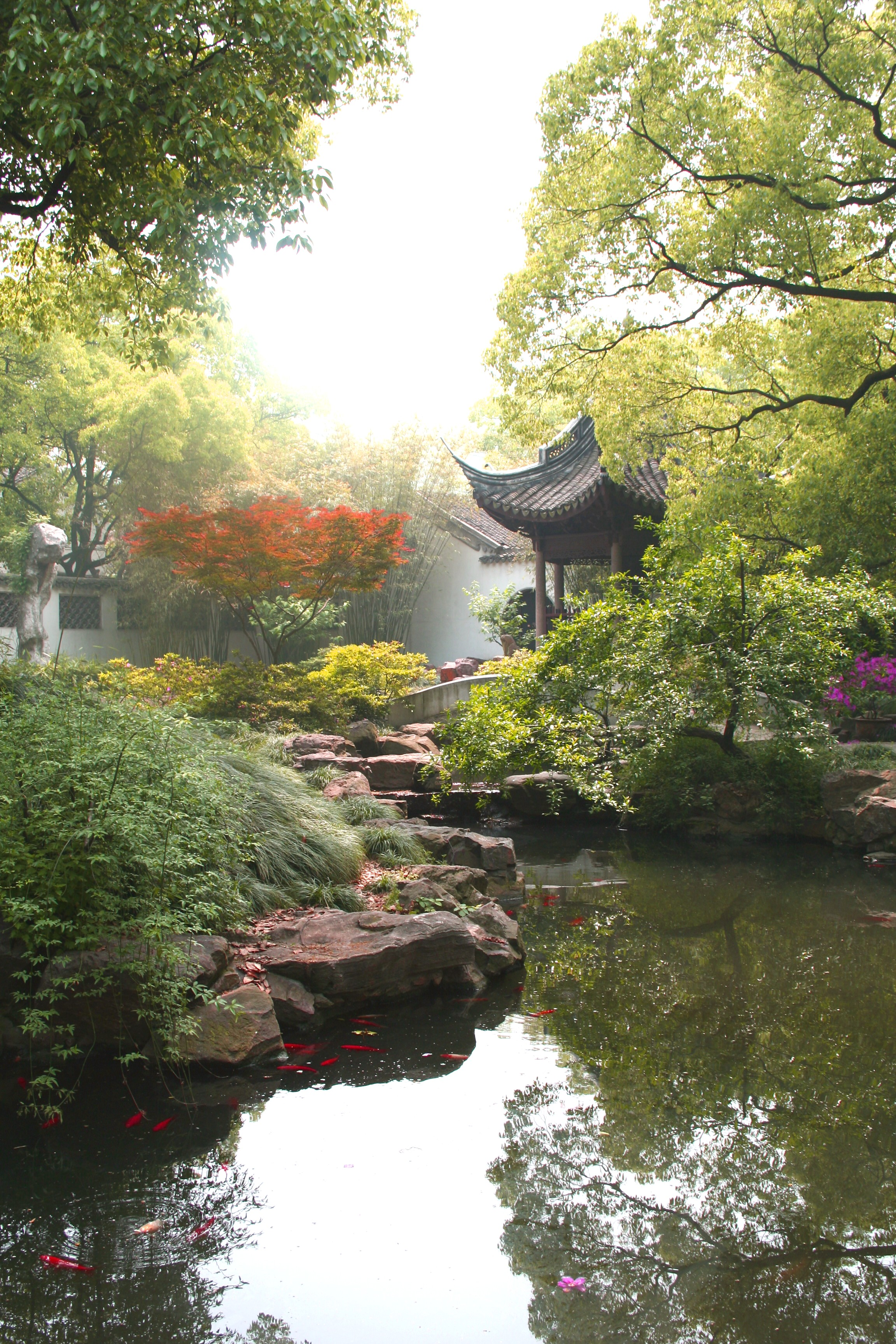
«Сад захоплення» (Jichang) в Усі (1506—1521)

З тих, що збереглися, найбільш відомим садом династії Мін є Сад скромного адміністратора (Сад Чжочжен) у Сучжоу, збудований за часів імператора Чженжде (1506—1521 рр.) Вангом Цяньченем, урядовим адміністратором невисокої посади, який пішов з державної служби та присвятив себе своєму маєтку. Від часу побудови сад значно змінився, але центральна його частина збереглася — великий став, повний квіток лотоса, оточений спорудами та павільйонами, спроектованими як оглядові точки на озеро та сади. На ставу розташований острів Ароматний у формі човна. У саду широко використовується принцип «запозиченого краєвиду» (jiejing), тобто видів на навколишні гори, уважно оточених рослинами та спорудами саду як рамками, серед яких і знаменитий вид на далеку пагоду.
«Сад, що залишає у себе» є ще одним прикладом садів династії Мін, збудованим за часів правління імператора Ваньлі (1573—1620 рр.). За часів наступної династії Цінь до саду були додані 12 високих вапнякових каменів, що мали символізувати гори. Найбільш видовищний з них має назву «Сприятлива вершина, вкрита хмарами» і став центральною окрасою саду.
Третім значущим та найкраще збереженим садом династії Мін у Сучжоу є «Сад вирощування», створений на основі старішого саду «Зала насолод» за правління імператора Тяньці (1621-27 рр.) онуком художника та каліграфа Вень Чженміна — творця Саду скромного адміністратора. В ньому став оточує сад із Павільйоном довголіття на півночі, Павільйоном піджарки на сході, дивовижним садом каменів на півдні та робочим кабінетом творця — Скромним будиночком — на заході.

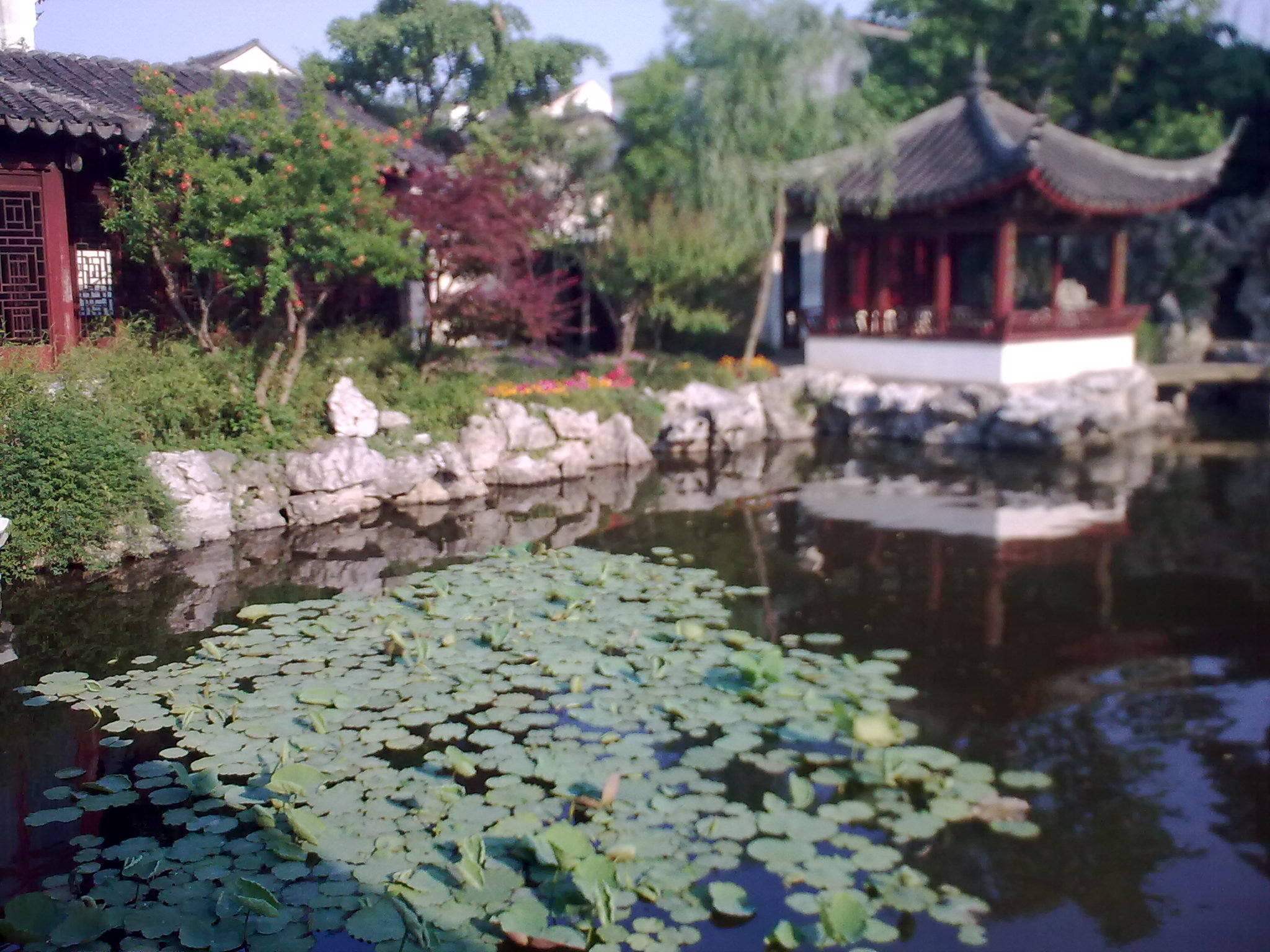
Сад вирощування (1541)
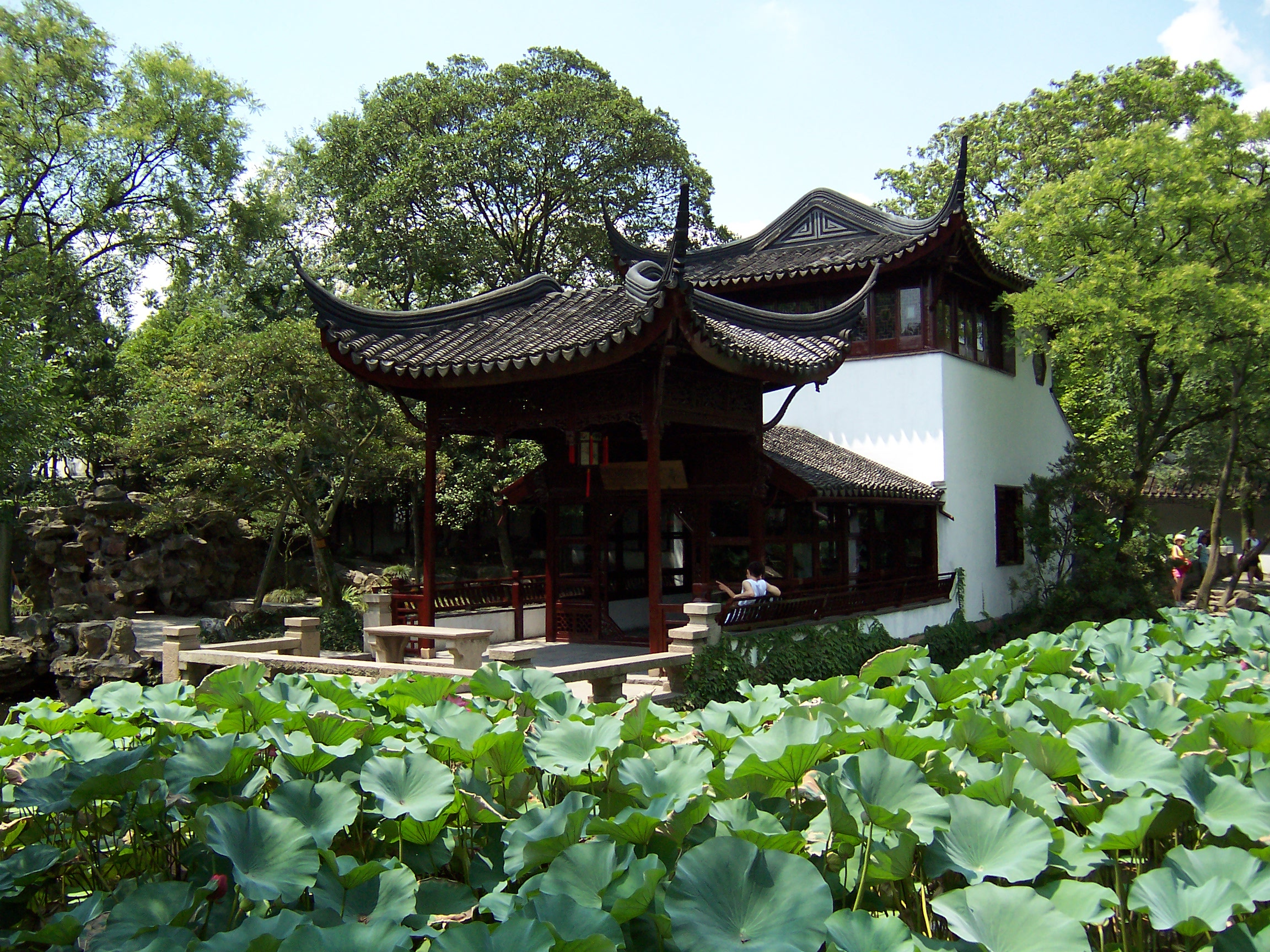
Сад скромного адміністратора (1506–1521)
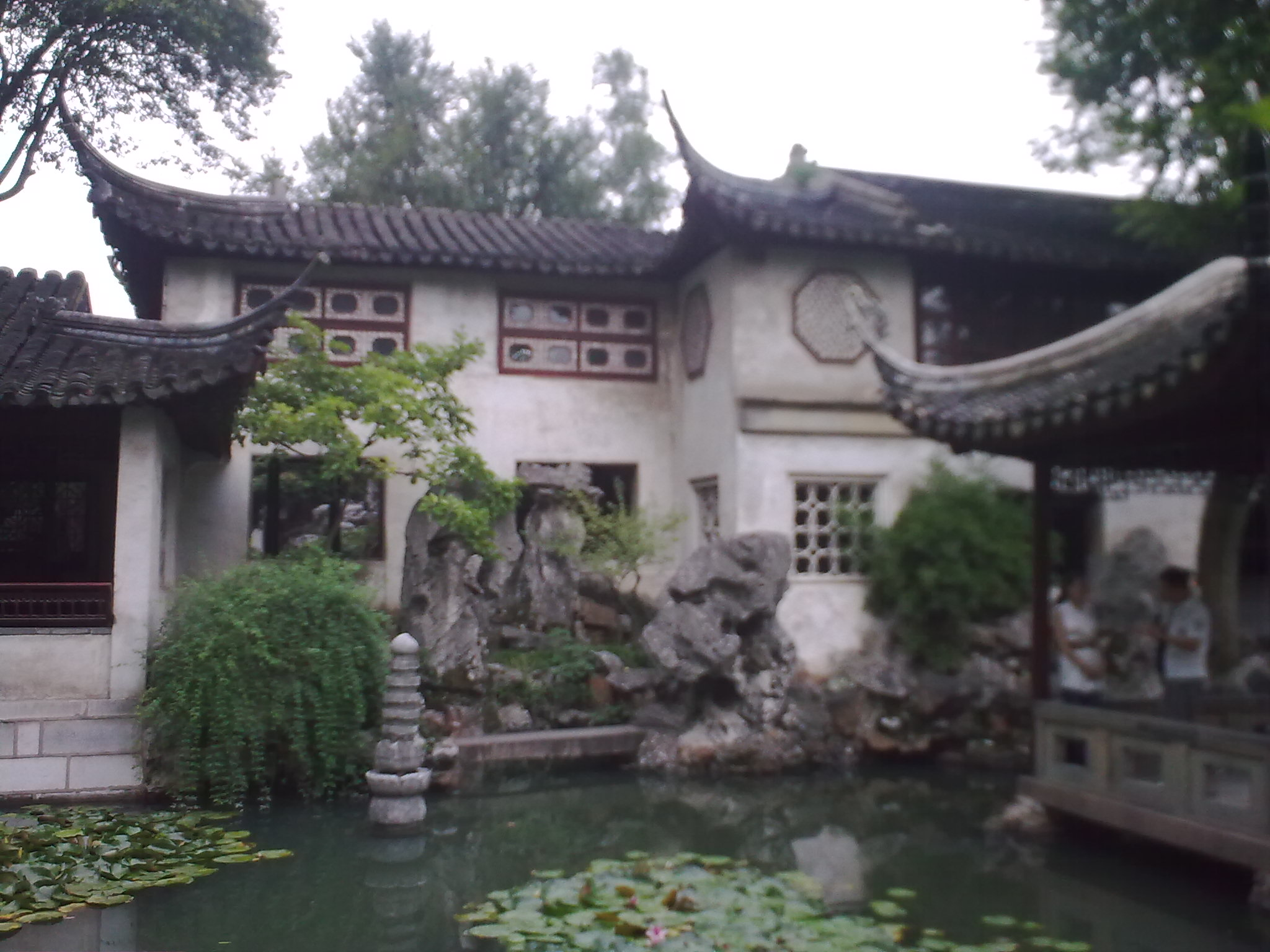
Сад, що залишає у себе (1593), заповнений вражаючим камінням, як і багато садів династії Мін
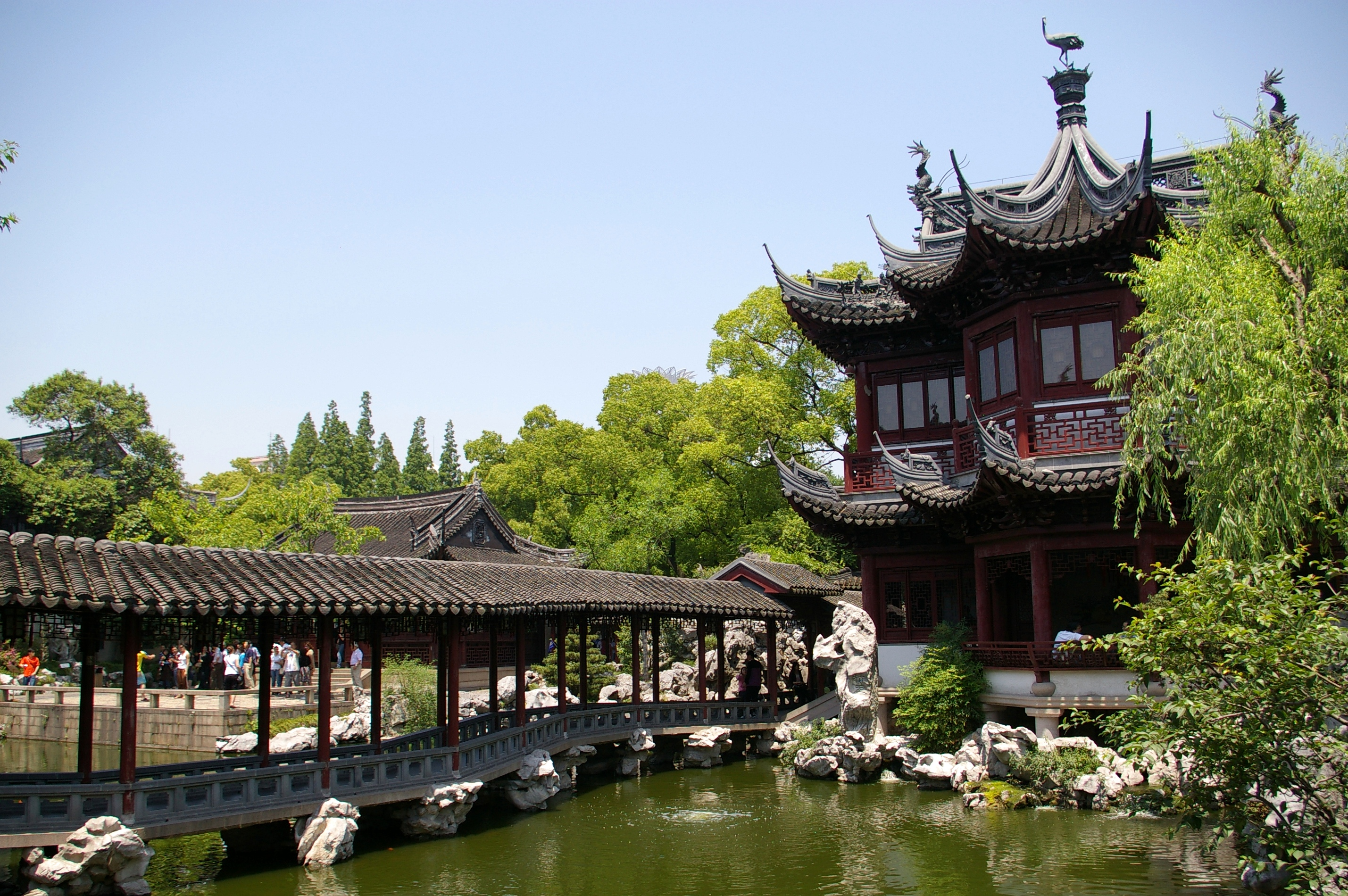
Сад щастя (Ю Юань) у Шанхаї (1559)

### Династія Цінь (1644—1912рр.)

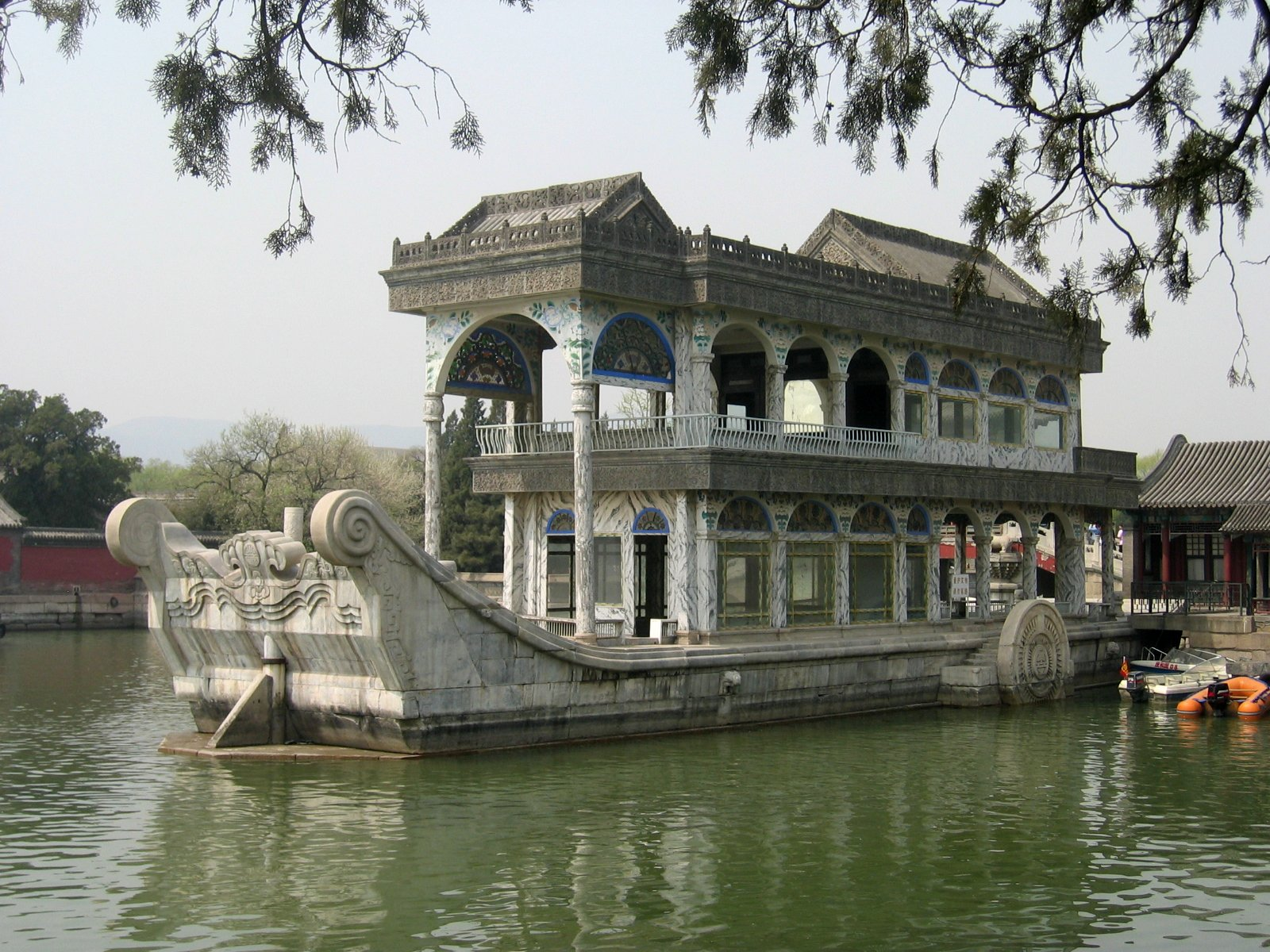
Павільйон «Мармуровий човен» у саду Літнього палацу Пекіна (1755 р.). Коли він був зруйнований під час англо-французької кампанії 1860 р., імператриця Цисі забрала кошти, призначені на модернізацію Беянського флоту, на його відбудову.

Найбільш відомим садами періоду династії Цінь (останньої в Китаї) були сади Літнього палацу та Старого літнього палацу в Пекіні. Обидва вони стали символом розкоші та витонченості й широко описувались європейцями, які їх відвідали.
Наприклад, французький священик-єзуїт Аттіре, який був придворним художником імператора Цянлуна у 1738—1768 рр., так описував Нефритову терасу Острова безсмертя на озері Літнього палацу:
Справжньою дорогоцінністю є скеля або острів посередині цього озера, на якому збудовано невеликий палац з сотнею кімнат або салонів… краси та смаку, які я не можу вам передати. Вид вартий уваги…
На будівництво та покращення садів витрачали значну частину імперської казни. Так, імператриця Цисі забрала кошти, призначені для будівництва Беянського флоту, на відбудову Літнього палацу та «Мармурового човна» (літнього будинку для чаювання) на озері Куньмінху. Літній палац та «Мармуровий човен» були знищені під час Боксерського повстання та кампаній європейських армій протягом 19-го сторіччя, але зараз їх поступово відновлюють.
Крім Старого літнього палацу та Літнього палацу, між 1703—1792 роками імператори династії Цінь побудували новий комплекс садів та палаців у горах за 200 кілометрів на північний схід від Пекіна для втечі від літньої спеки столиці. Він отримав назву «Гірський притулок від літньої спеки», займав 560 гектарів, мав 72 окремі пейзажні види, що відтворювали у мініатюрі пейзажі різних регіонів Китаю. Цей величезний сад зберігся у відносно первинному вигляді та включений до Світової спадщини ЮНЕСКО.
Серед значущих садів учених того періоду, які збереглися до нашого часу, є Сад усамітнення пар (1723—1736 рр.) та Сад усамітнення та розмірковування (1885 р.), обидва — у Сучжоу.

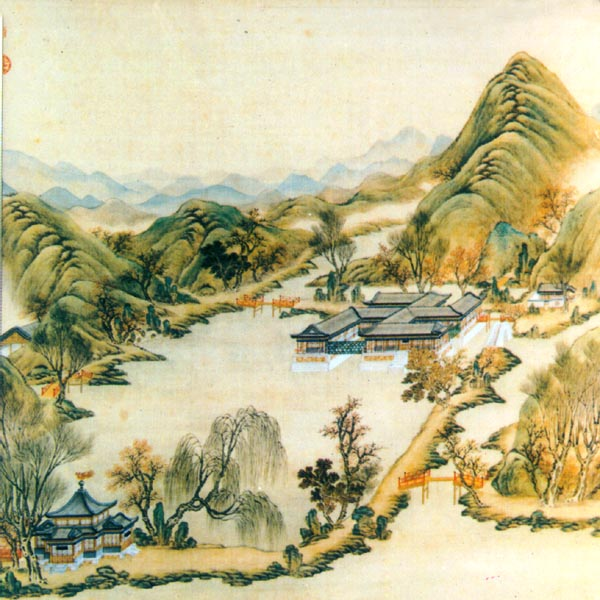
Старий літній палац за 8 км на північ від Пекіна, майже повністю зруйнований під час англо-французької кампанії 1860 р..
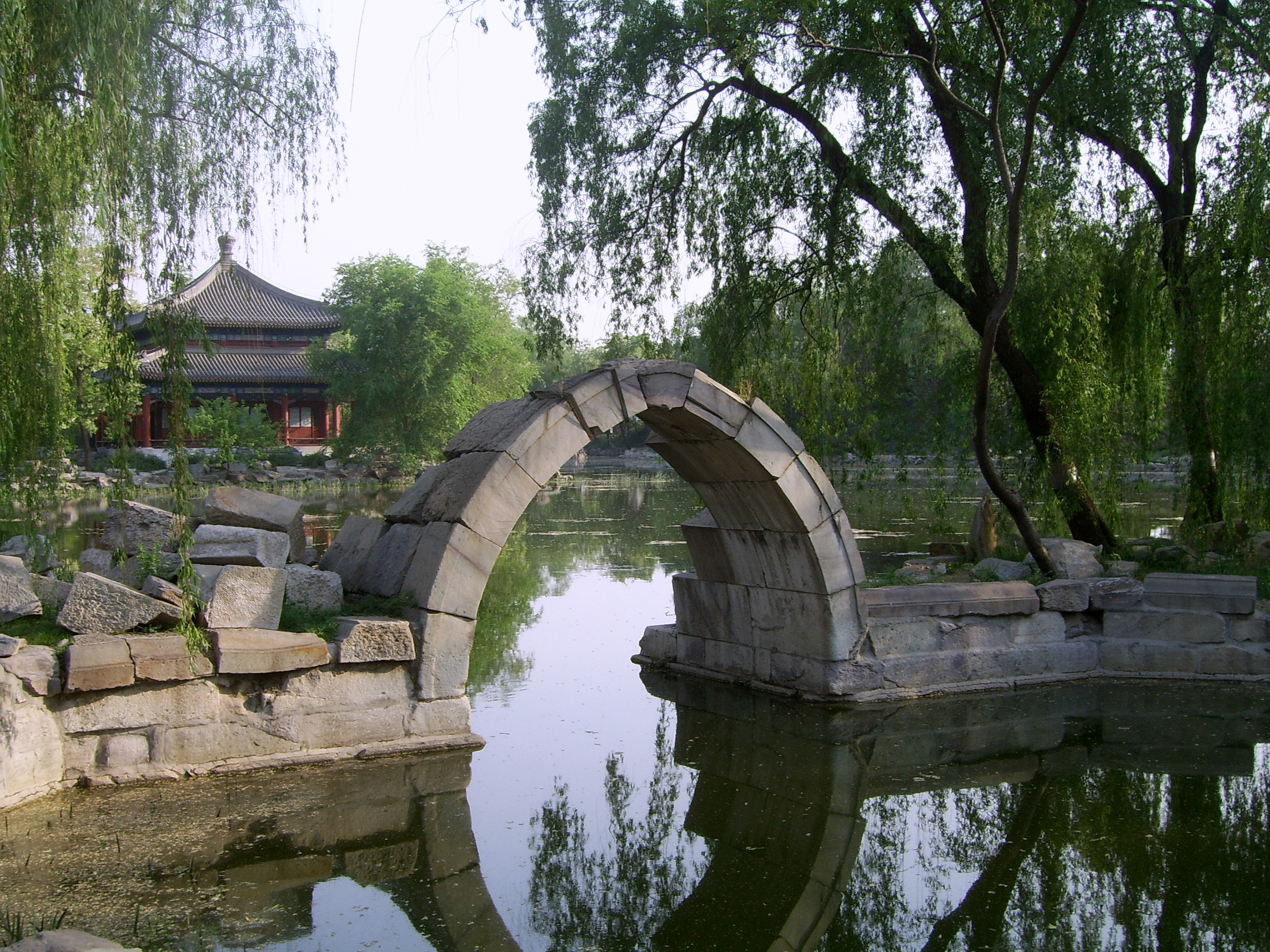
Залишки саду Старого літнього палацу
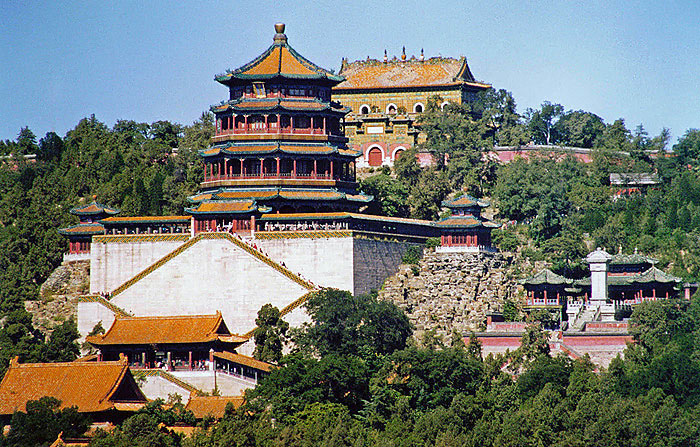
Літній палац в Пекіні сьогодні
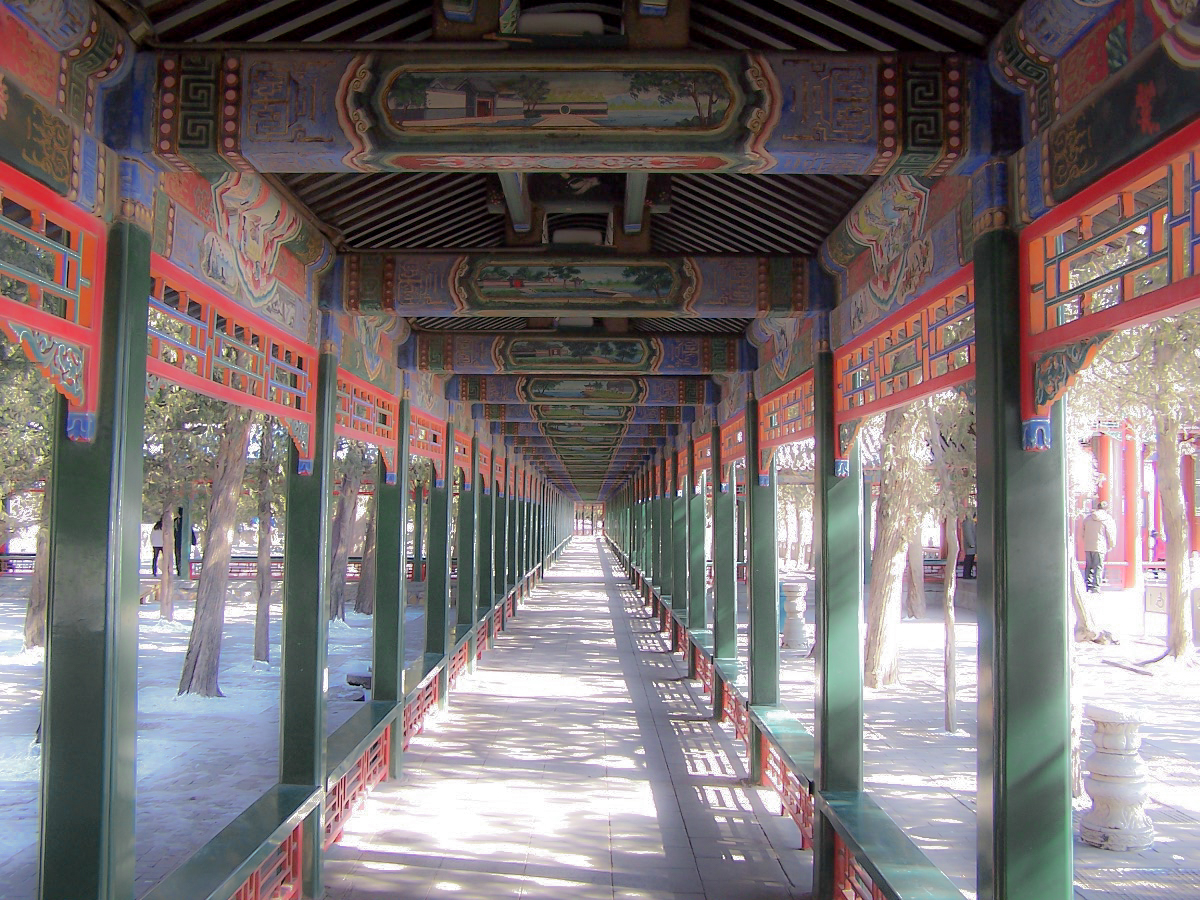
Довга галерея у Літньому палаці (1750 р.) має 728 м. у довжину та включена до Книги рекордів Гіннеса. Була збудована, щоб імператор міг прогулюватись садом, незважаючи на погодні умови.
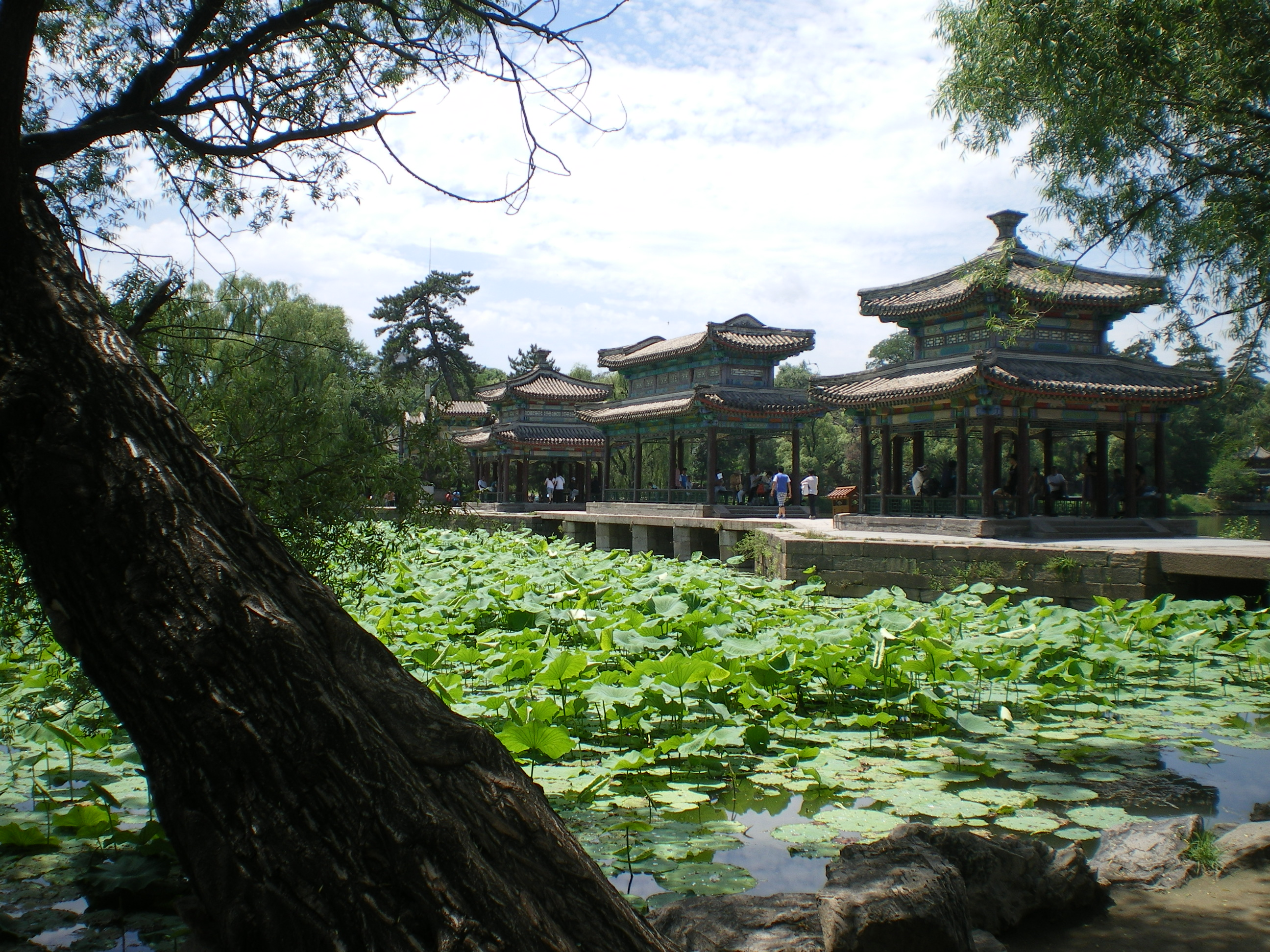
Сади Гірського притулку від літньої спеки.
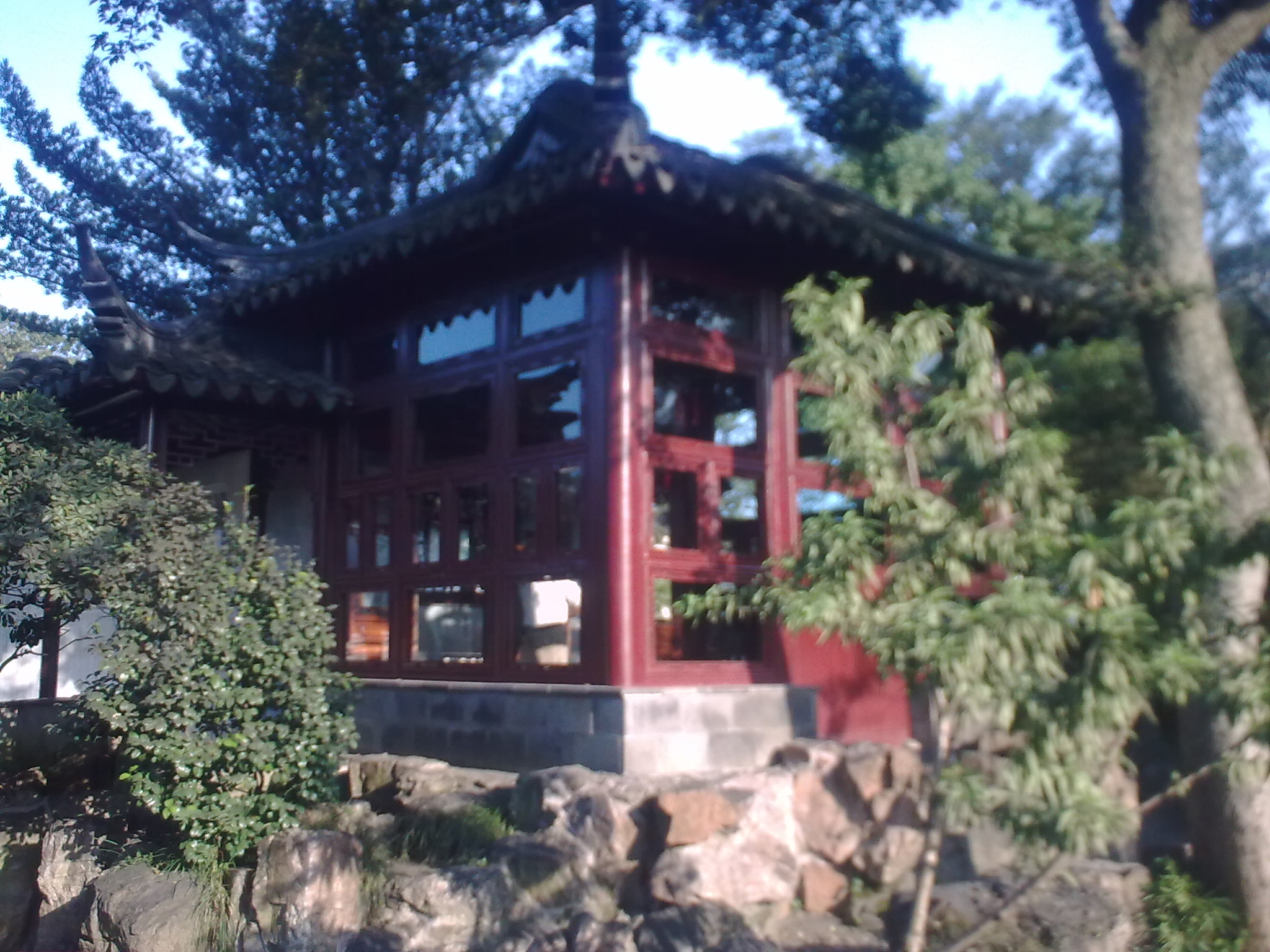
«Мій симпатичний павільйон» у Саду усамітнення пар
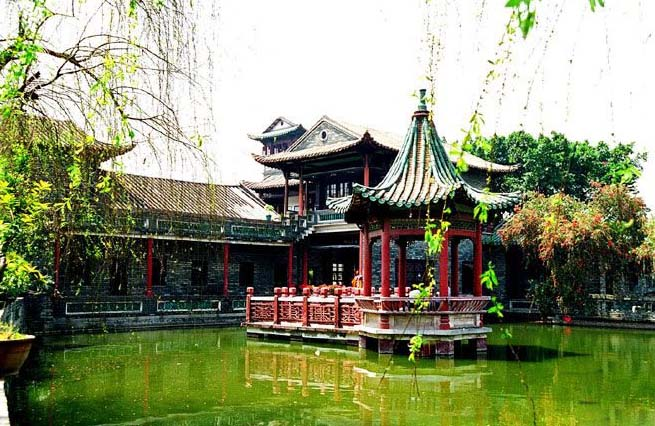
Сад Ке Юань у провінції Ґуандун (1850 р.)
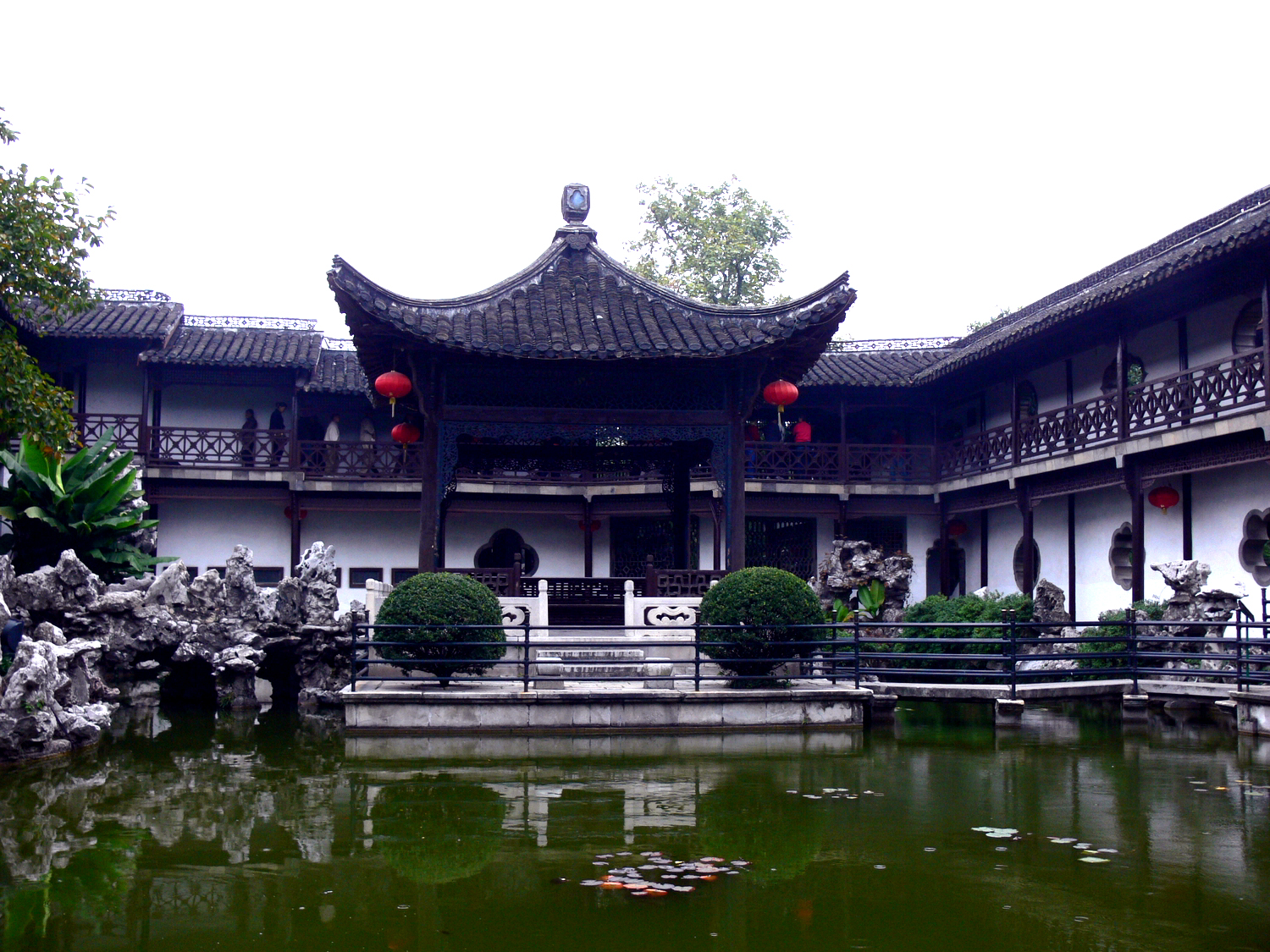
Сад Хе у Янчжоу, провінція Цзянсу (1880 р.), класичний сад приватної резиденції епохи династії Цінь.

## Дизайн класичного китайського саду
Китайський сад не був призначений для споглядання за один раз; його план надавав відвідувачу можливість побачити певні обрамлені пейзажні картинки — вид на став, камінь, бамбукову гущавину, квітуче дерево, далекі гору або пагоду. Китайський письменник та філософ 16-го сторіччя Цзі Чен (Ji Cheng) у своїй праці «Мистецтво садів» наставляв садівників «ховати вульгарне та звичайне від поглядів та включати чудове та відмінне».
Планування китайських садів та споруд в них здійснювалось за принципами феншую, щоб забезпечити вільний та сприятливий потік енергії ці для забезпечення і примноження здоров'я, благополуччя та багатства мешканців та відвідувачів саду.

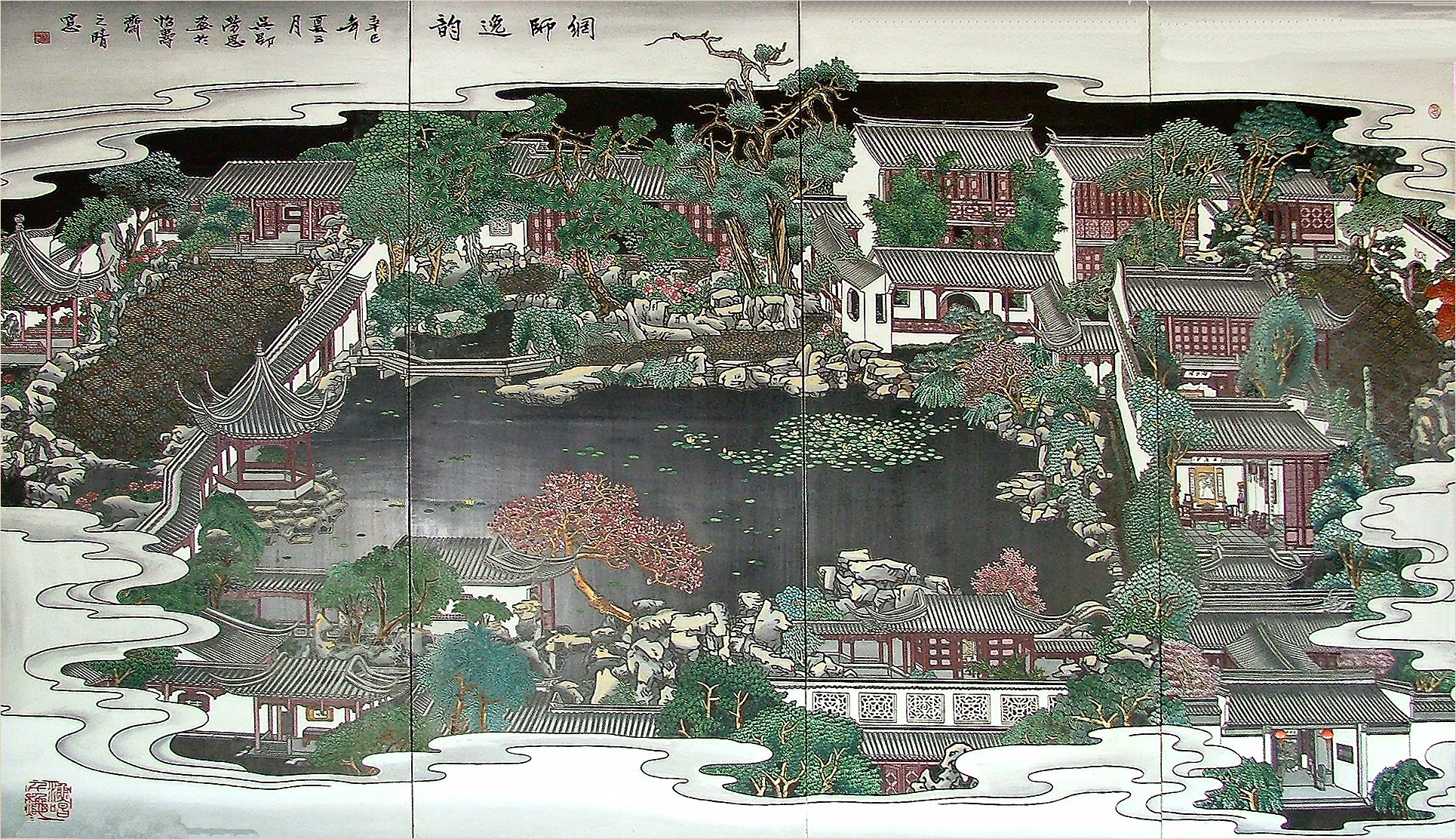
Намальована мапа Саду Володаря Тенет, який був вперше створений у 1140 р., реконструйований 1736—1796

На думку деяких перших західних відвідувачів китайських імператорських садів, вони були хаотичні, надмірно та безладно заповнені будівлями різного стилю. Однак для священика-єзуїта Жана Дені Аттіре сади мали «прекрасний безлад, антисиметрію»: «Захоплюєшся мистецтвом, з яким створена ця нерегулярність. Все з гарним смаком і так добре розташовано, що не існує кута, під яким можна побачити всю красу; її потрібно роздивлятись частина за частиною.».
Класичні китайські сади значно відрізнялись розміром. Найбільший сад у Сучжоу, Сад скромного адміністратора, мав площу трохи більше 10 га, п'ята частина якої була зайнята озером. Інші були значно менші. Так, Цзі Чен побудував для Ву Юю (Wu Youyu), скарбника Цзіньліна, сад за розміром трохи менше ніж 1 га, прогулянка по якому займала лише 400 кроків від входу до останньої оглядової точки, однак для Ву Юю сад містив всі чудеса провінції в одному місці.
Класичний сад був оточений стіною, як правило побіленою, що слугувала тлом для різнобарв'я квітів та дерев. У центрі часто був став, а численні великі та маленькі споруди розташовували довкола ставу. В саді Ву Юю, описаному вище, споруди займали ⅔ площі, а сад — лише решту. У саді вченого центральною будівлею була бібліотека чи робочий кабінет, з'єднана галереями з іншими павільйонами, що слугували оглядовими точками для пейзажів. Ці споруди також допомагали поділити сади на окремі сцени. Важливими для саду вченого були квіти, дерева та камені, всі ретельно вписані в окремі ідеальні пейзажі, але сади вчених також використовували так звані «запозичені» пейзажі (借景 jiejing), коли несподівані краєвиди за межами саду, наприклад, вид на гірський хребет, здавалися продовженням самого саду.

### Архітектура

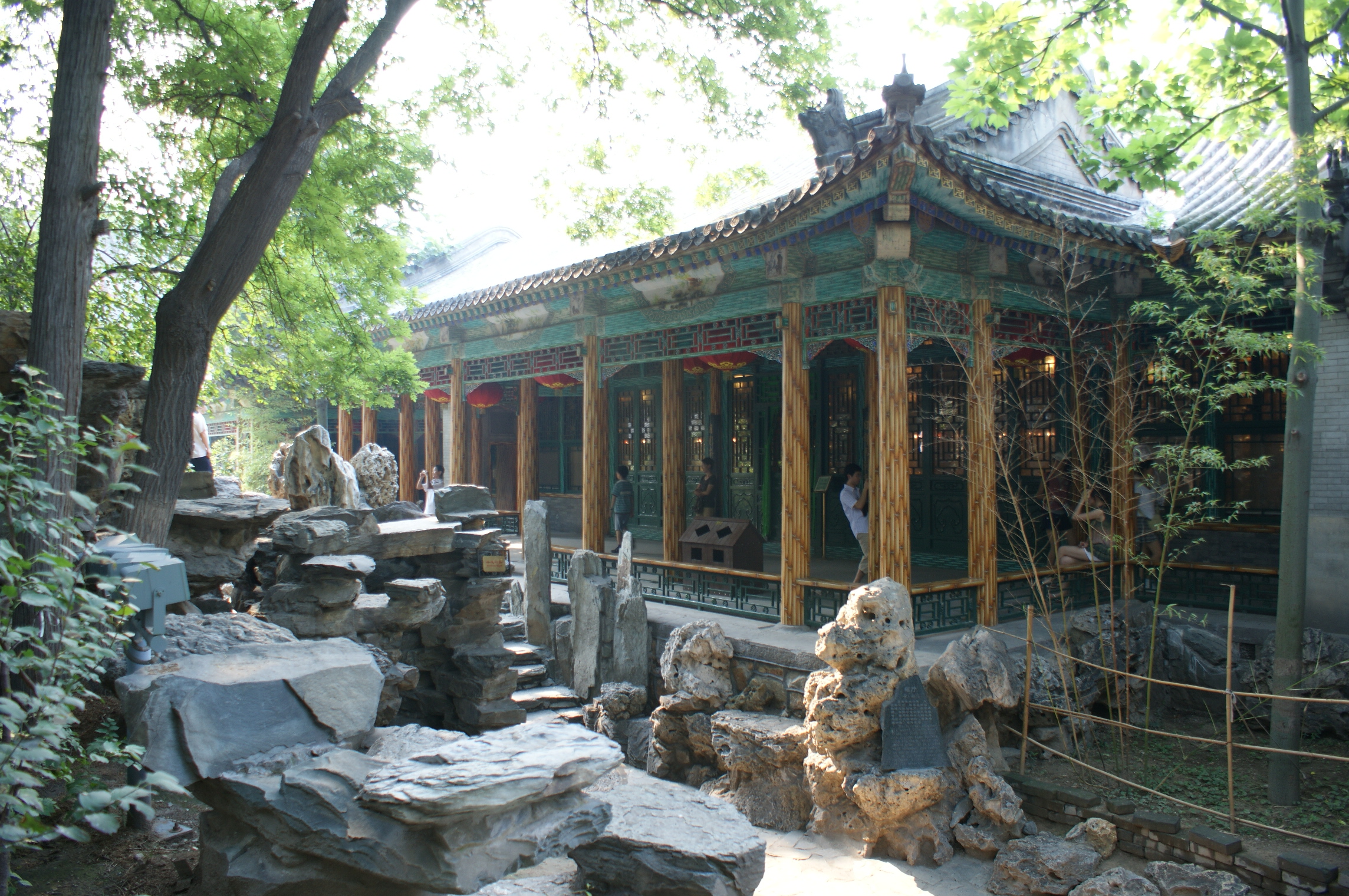
Павільйон для споглядання саду каміння у маєтку принца Гуна в Пекіні (1777)

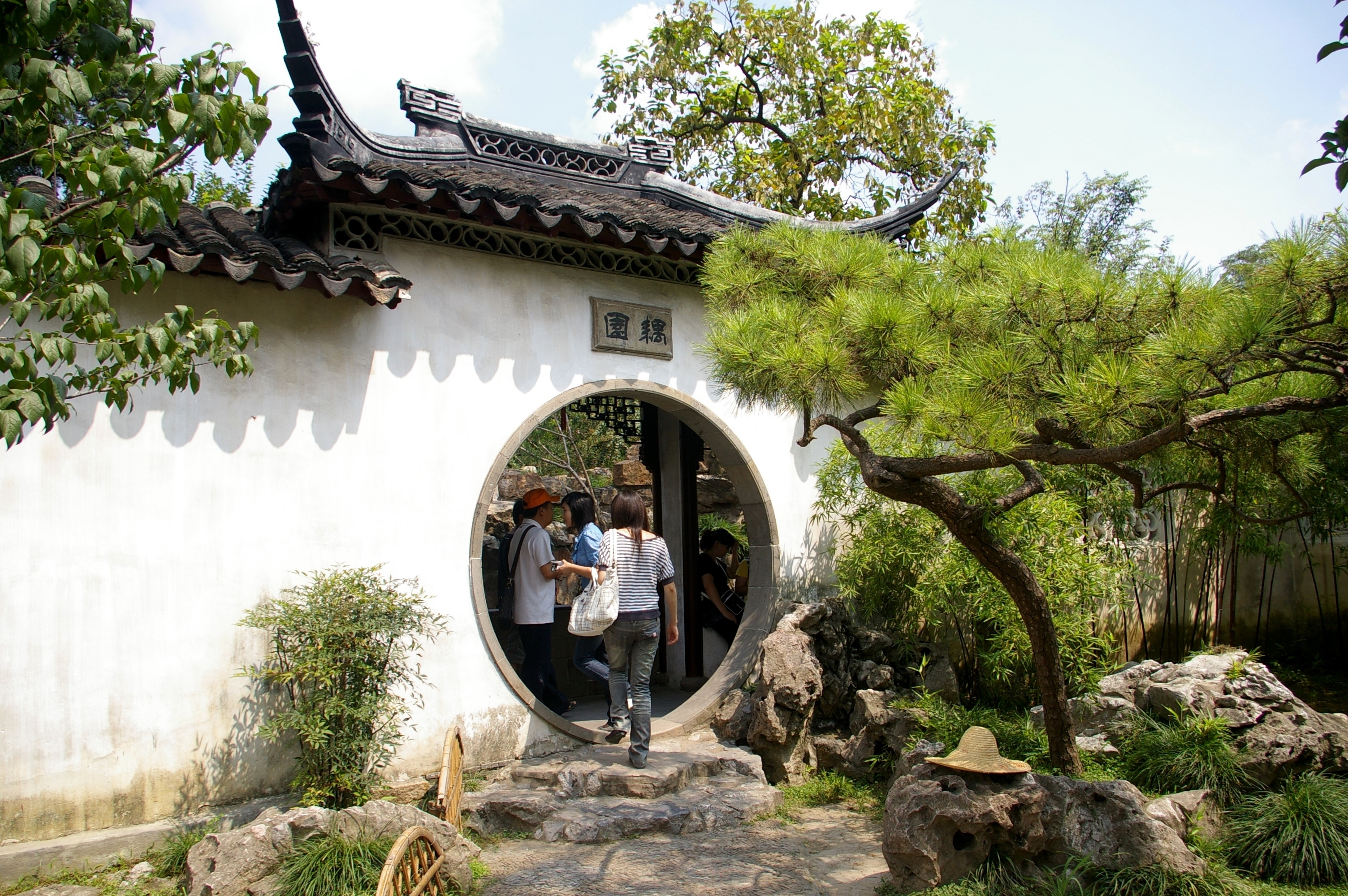
Місячні ворота у Саду усамітнення пар у Сучжоу

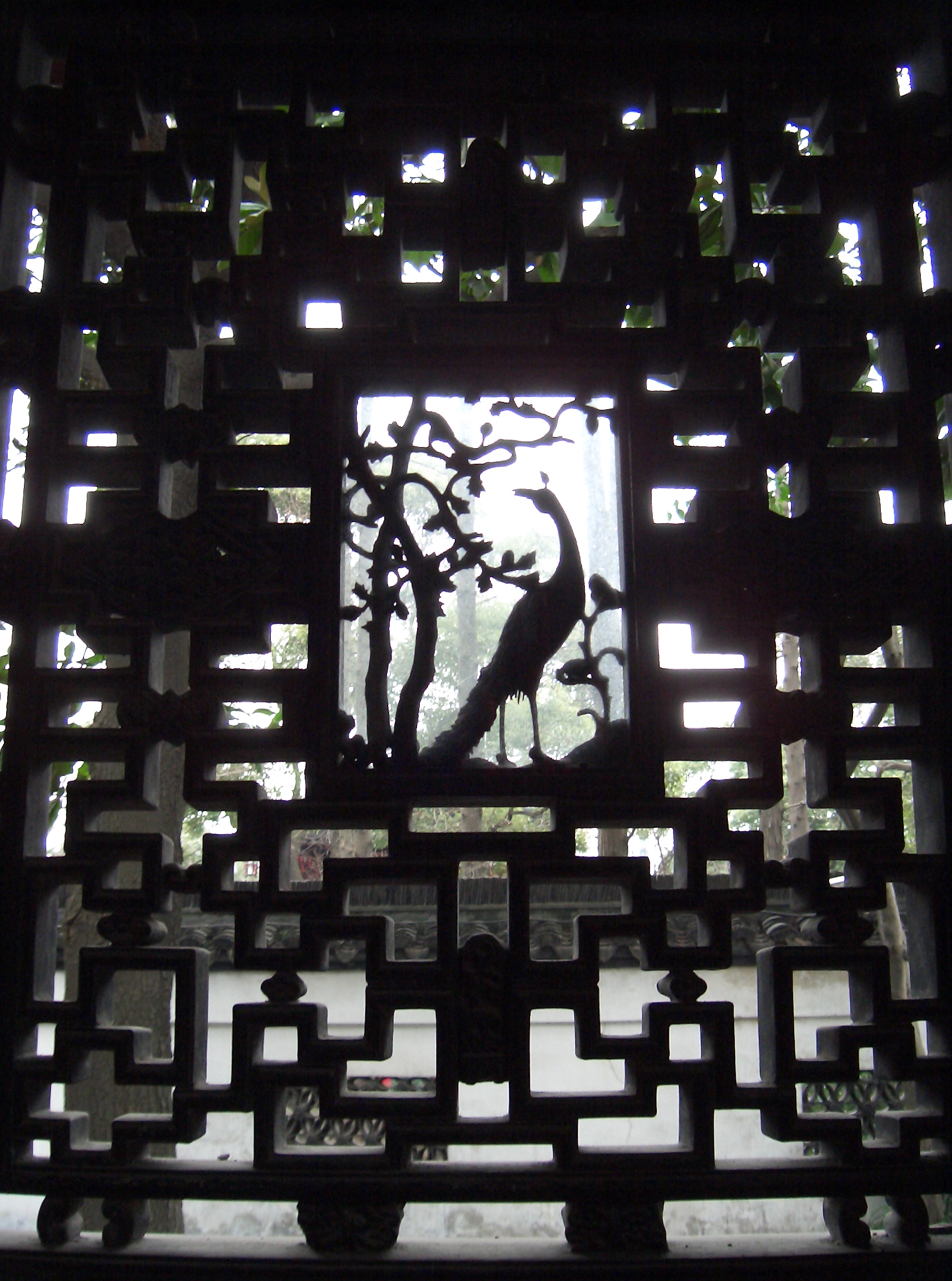
Орнаментована віконна рама для споглядання за садом в Саду щастя, Шанхай

Китайські сади наповнені архітектурою — зали, павільйони, храми, галереї, мости, альтанки та пагоди займають значну частину площі. Сад скромного адміністратора у Сучжоу має 48 споруд, включно з житловою будівлею, кількома залами для сімейних зібрань та розваг, 18 павільйонами для споглядання за різними пейзажами, а також різні пагоди, галереї та мости, всі спроектовані так, щоб бачити різні частини та пейзажі саду з різних точок спостереження. Всі садові споруди спроектовані так, щоб бути в гармонії з садом, а не домінувати над ним.
Класичні китайські сади традиційно мають такі споруди:
- церемоніальна зала (ting або tang) — будівля, використовувана для сімейних святкувань та церемоній, часто з внутрішнім двором, розташована неподалік від входу.
- основний павільйон (dating) — слугував для прийомів гостей, бенкетів та святкування таких свят, як Новий рік чи Фестиваль Ліхтариків. Він часто має по периметру веранду для тіні та прохолоди.
- павільйон квітів (huating) — розташований поруч із житловою будівлею, він має задній дворик, заповнений рослинами та невеликим садом каміння.
- павільйон, що має вид на чотири сторони світу (simian ting), має складані або пересувні стіни, які можна відкривати по черзі для панорамних видів на сад.
- павільйон лотосу (hehua ting) — будувався поруч з лотосовим ставом, щоб споглядати за цвітінням та насолоджуватися ароматом.
- павільйон качок-мандаринок (yuanyang ting) — ця будівля поділялась на дві частини: частина з видом на північ, на лотосовий став отримувала прохолодне повітря і використовувалась влітку; частина з видом на південь використовувалась взимку і виходила на дворик з вічнозеленими хвойними та сливовими деревами, чиї квітки сповіщали про прихід весни[30].

Крім цих більших за розміром залів та павільйонів, сад заповнений меншими павільйонами (що також звуться ting), спроектованих для захисту від сонця чи дощу, для розмірковування над пейзажем, декламації віршів, використання бризу чи просто відпочинку. Вони можуть розташовуватися в місці, де найкраще споглядати за світанком чи за місячною доріжкою на воді, де найкращий вид на осіннє вбрання дерев, де найкраще чути стукіт дощу по банановому листю чи як свистить вітер у гущавині бамбука. Деколи вони приєднані до стіни іншої будівлі, інколи є самостійними спорудами на оглядових точках, біля ставу чи на пагорбі, і часто відкриті з трьох сторін.
Назви павільйонів у китайських садах вказують на вид чи відчуття, які вони пропонують відвідувачам:
- Павільйон вшанування гірських вершин (Сад, що залишає у себе)
- Зала віддалених ароматів (Сад скромного адміністратора)
- Пагода з видом на гори (Сад скромного адміністратора)
- Павільйон Місяця та вітру (Сад володаря тенет)
- Павільйон у бризі з ароматом лотосу (Сад скромного адміністратора)
- Павільйон слухання дощу (Сад скромного адміністратора)
- Зала споглядання за соснами та поцінування картин (Сад скромного адміністратора)
- Місце, куди повертаються для читання (Сад, що залишає у себе)
- Павільйон між горами та водою (Сад усамітнення пар)
- Павільйон, що спирається на нефрит (Сад скромного адміністратора)
- Тераса «Тихий дощ приносить прохолоду» (Сад усамітнення та розмірковування)
- Пагода тривалої весни та споглядання за Місяцем (Сад усамітнення та розмірковування)

В садах часто також присутні двоповерхові пагоди (lou або ge), переважно на кордоні саду, нижній поверх яких кам'яний, а верхній — побілений, дерев'яний і висотою ⅔ від нижнього. З пагоди відкривався горішній краєвид на певні пейзажі саду або ж на далекий пейзаж за межами саду.
У деяких садах на озері був збудований павільйон у вигляді човна (під назвами xie, fang або shifang), який звичайно мав три частини — альтанку з крилатими фронтонами попереду, більш приватну залу по центру та двоповерхову споруду з панорамним краєвидом на озеро в кінці.
У садах часто були виділені дворики (yuan) — маленькі закриті стінами споруд ділянки, які забезпечували тишу та приватність для медитації, малювання, чаювання чи гри на кіфарі.
У китайських садах популярними були і галереї (lang) — вузькі криті коридори, що з'єднували будівлі, захищали від сонця чи дощу, а також відділяли одну частину саду від іншої. Відповідно вони рідко були прямими, частіше мали звивисту форму, йдучи паралельно зовнішній стіні чи берегу озера, або серпантином піднімаючись на пагорб саду каміння. Галереї мали невеликі вікна, іноді круглі чи дивних геометричних форм, через які мимохідь можна побачити певний пейзаж саду.
Вікна та двері в цілому були важливими архітектурними елементами класичного китайського саду. Вони могли бути круглі (місячні вікна чи місячні ворота), овальні, шести- або восьмикутні, у формі вази чи якогось фрукту. Окремі з них мають дуже орнаментовані керамічні рами. Вікна часто слугували рамою якомусь пейзажу, наприклад гілці сосни чи заквітчаному сливовому дереву.
Важливими для китайського саду були і мости. Як і галереї, вони рідко бували прямими, частіше звивистими або вигнутими аркою над ставами, імітуючи мости сільського Китаю та надаючи точки для огляду саду. Їх переважно будували з малообробленої деревини або з того ж каміння, що й доріжки, але деякі сади мали яскраво розфарбовані чи лаковані мости, що надавало їм легкості.
Також сади, особливо сади вчених, часто включали маленькі аскетичні будиночки для усамітнення та медитації, деколи у формі сільських хатинок рибалки, а також ізольовані будинки, що слугували бібліотеками або робочими кабінетами (shufang).

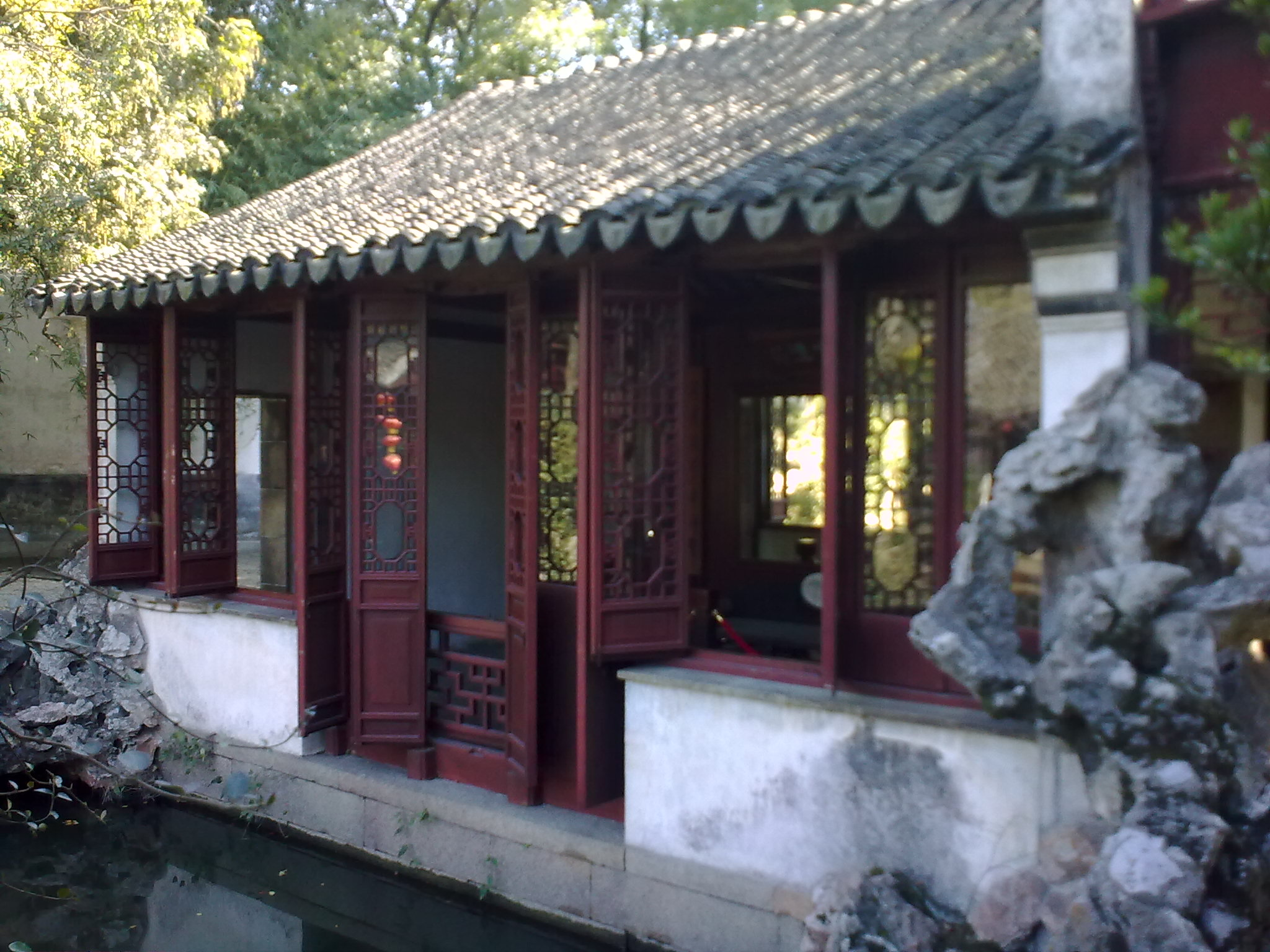
Зала з трьома прольотами, повноскатним дахом та пласкими карнизами у Саду усамітнення та розмірковування (1885)
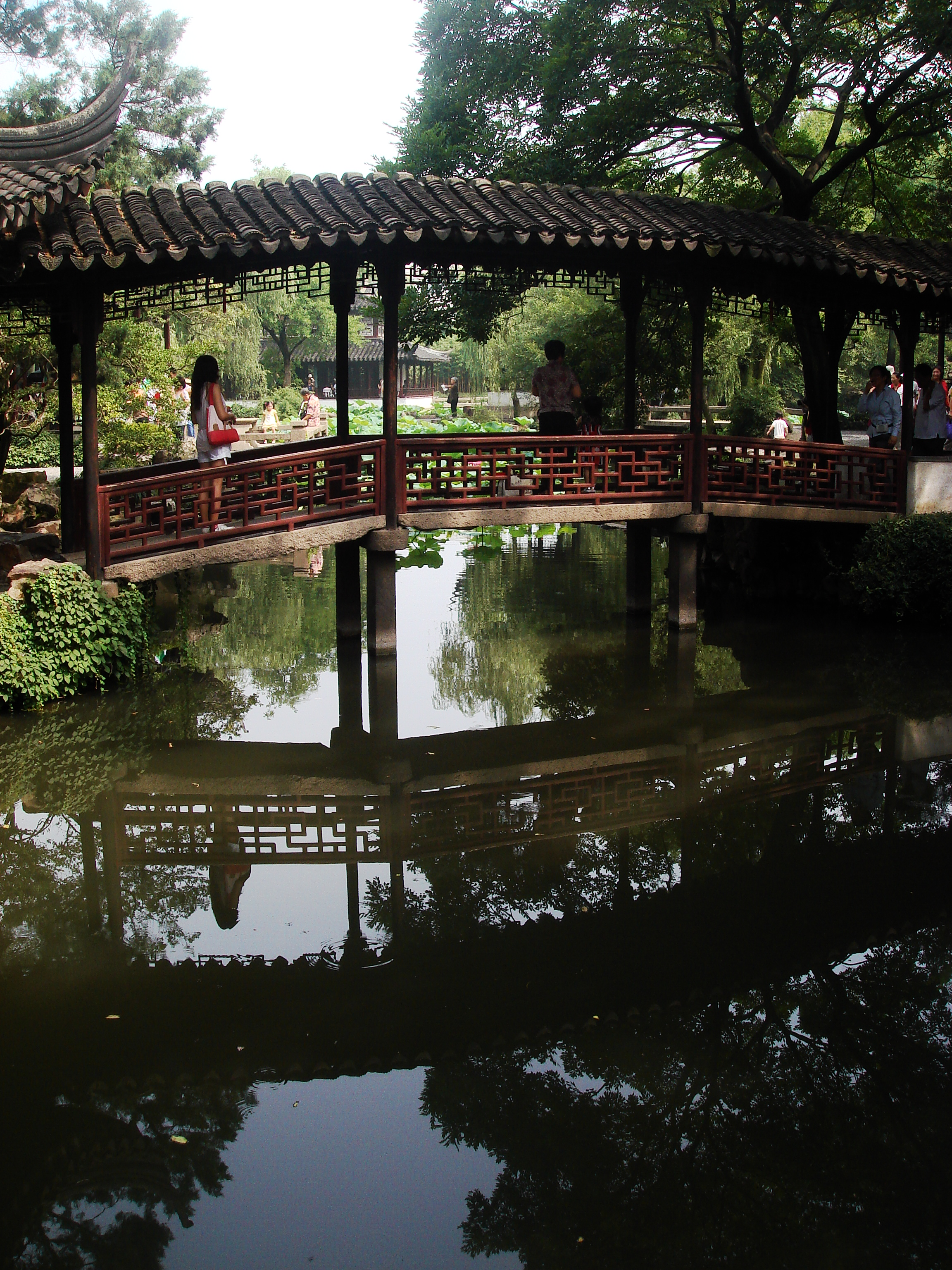
Міст Летючої Райдуги у Саду скромного адміністратора спроектований таким чином, щоб у озері було віддзеркалення у формі райдуги
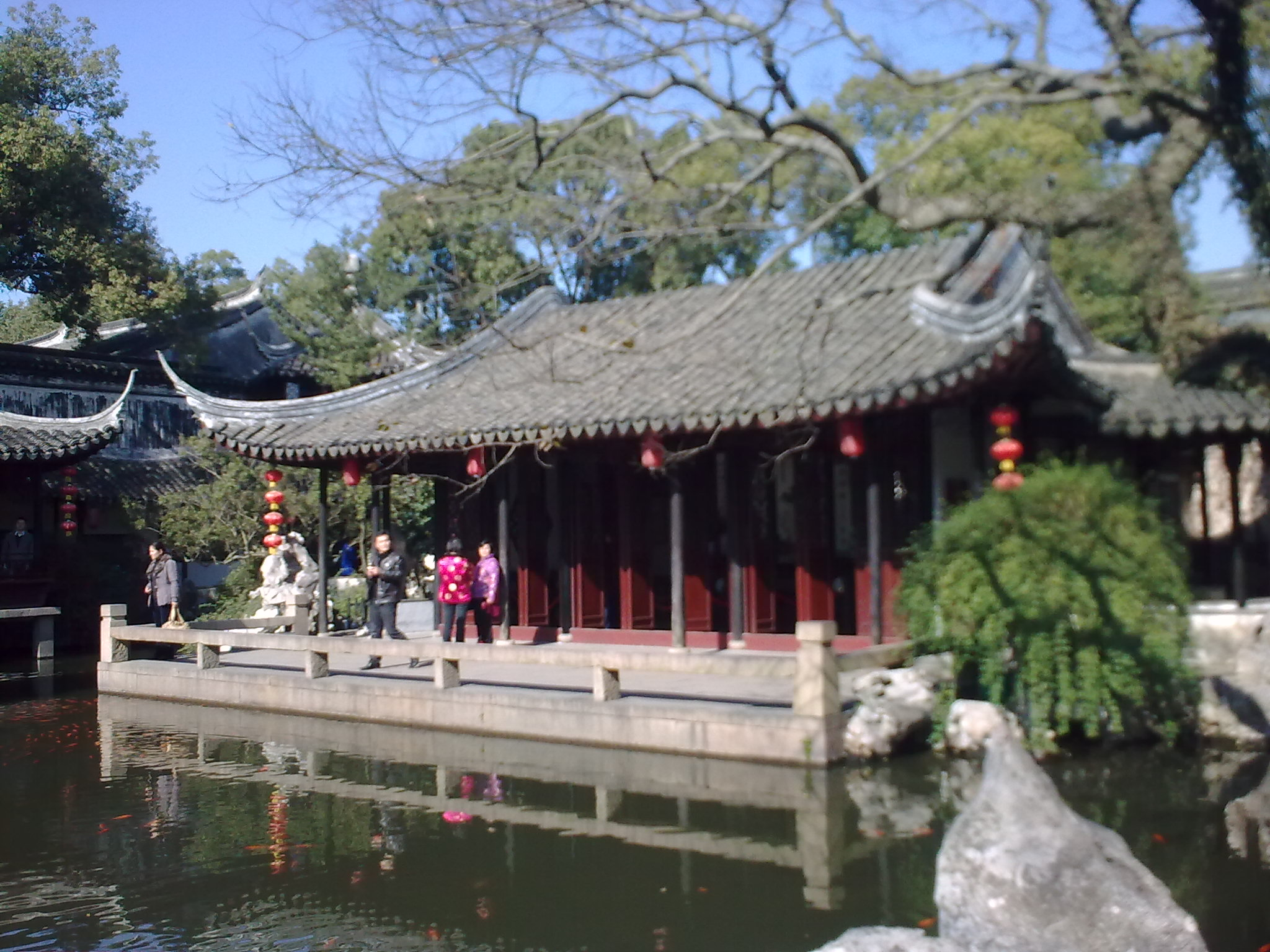
Головна зала Саду усамітнення та розмірковування
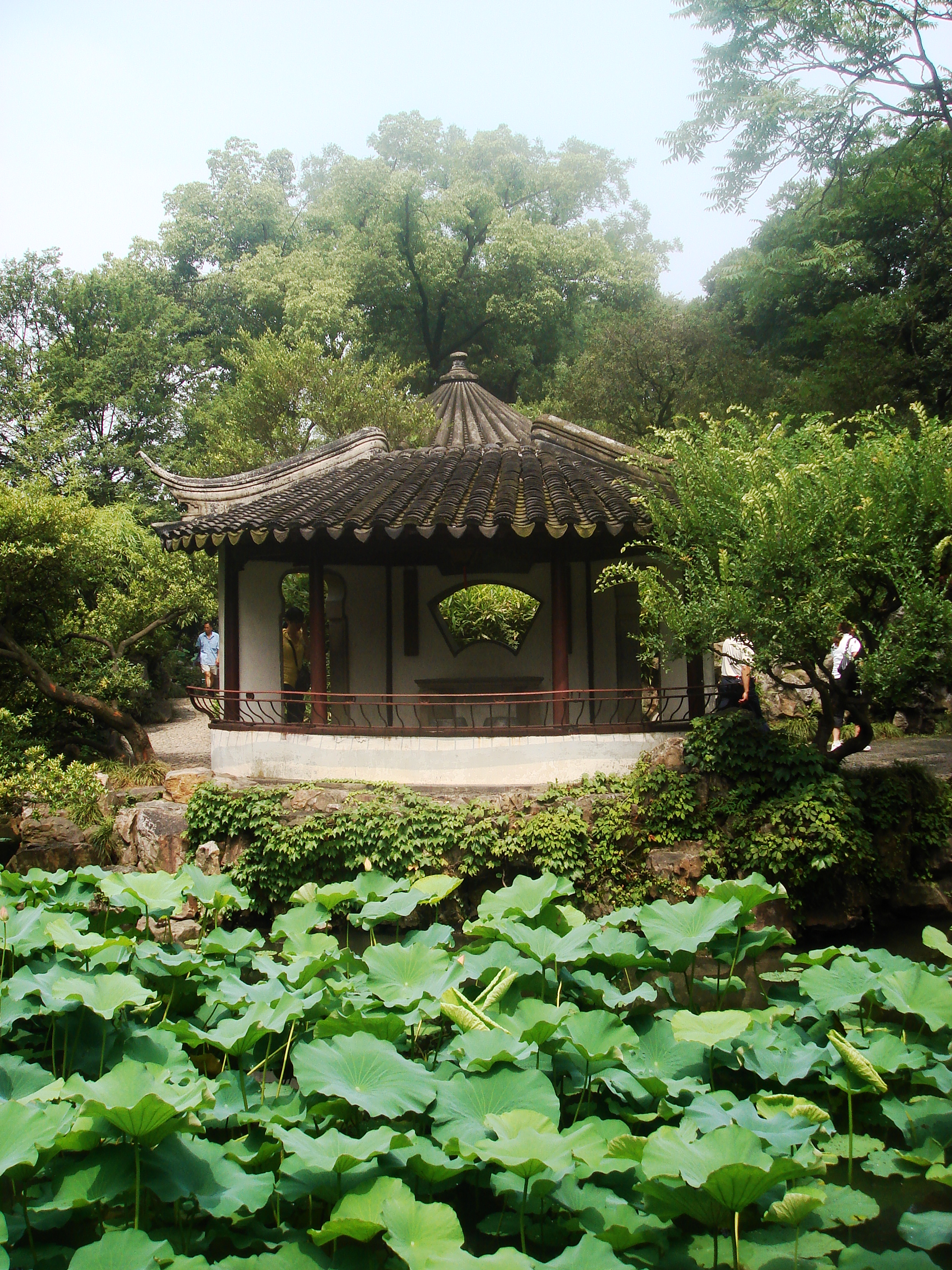
Павільйон із вікном у вигляді віяла на озері у Саду скромного адміністратора
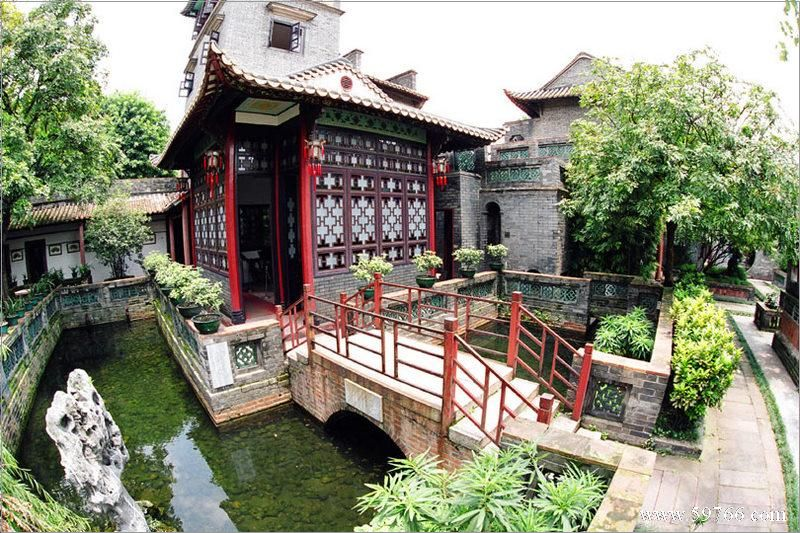
Павільйон у саду Кеюань
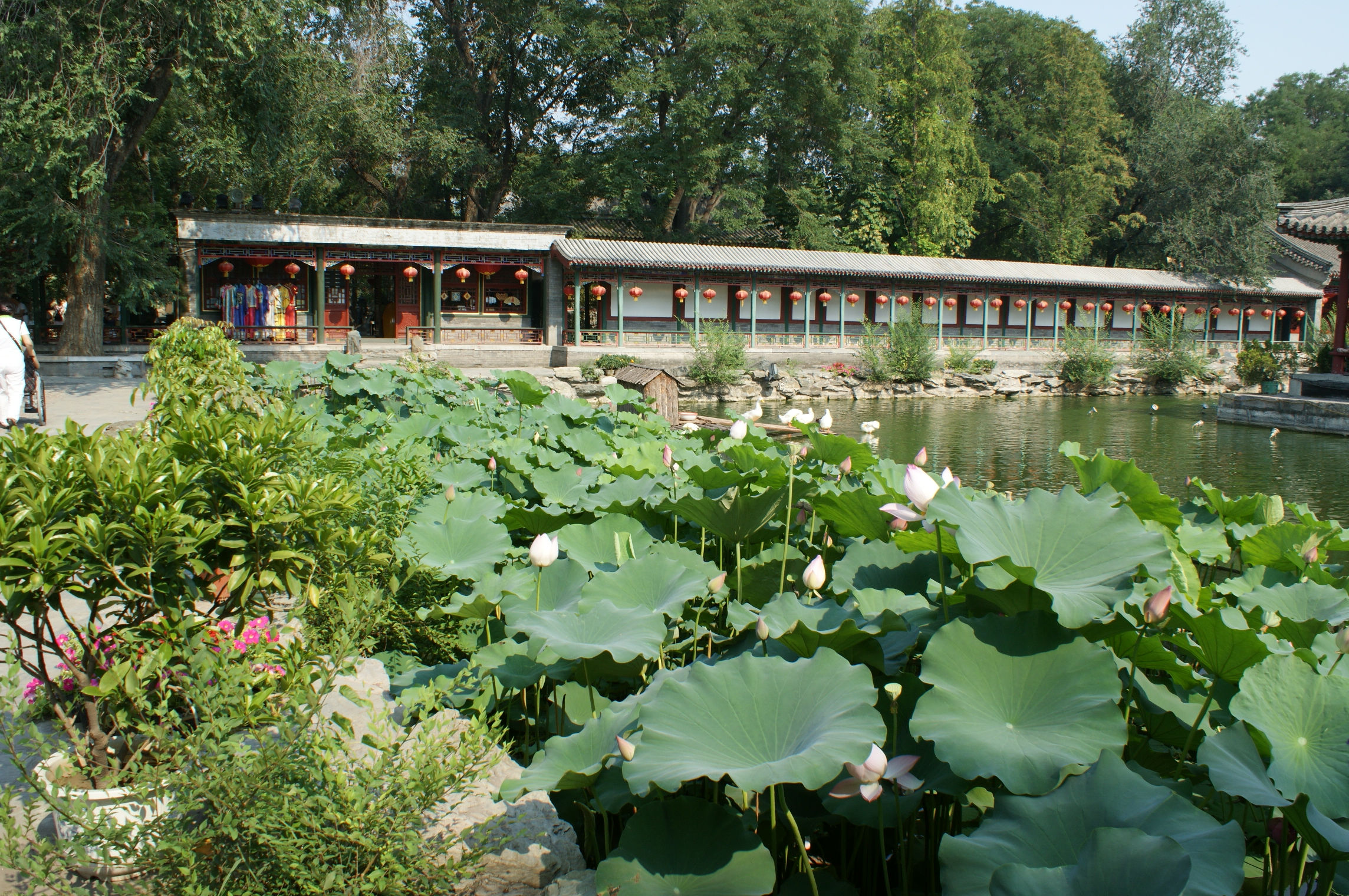
Довга галерея для споглядання за лотосовим ставом у маєтку принца Гуна в Пекіні
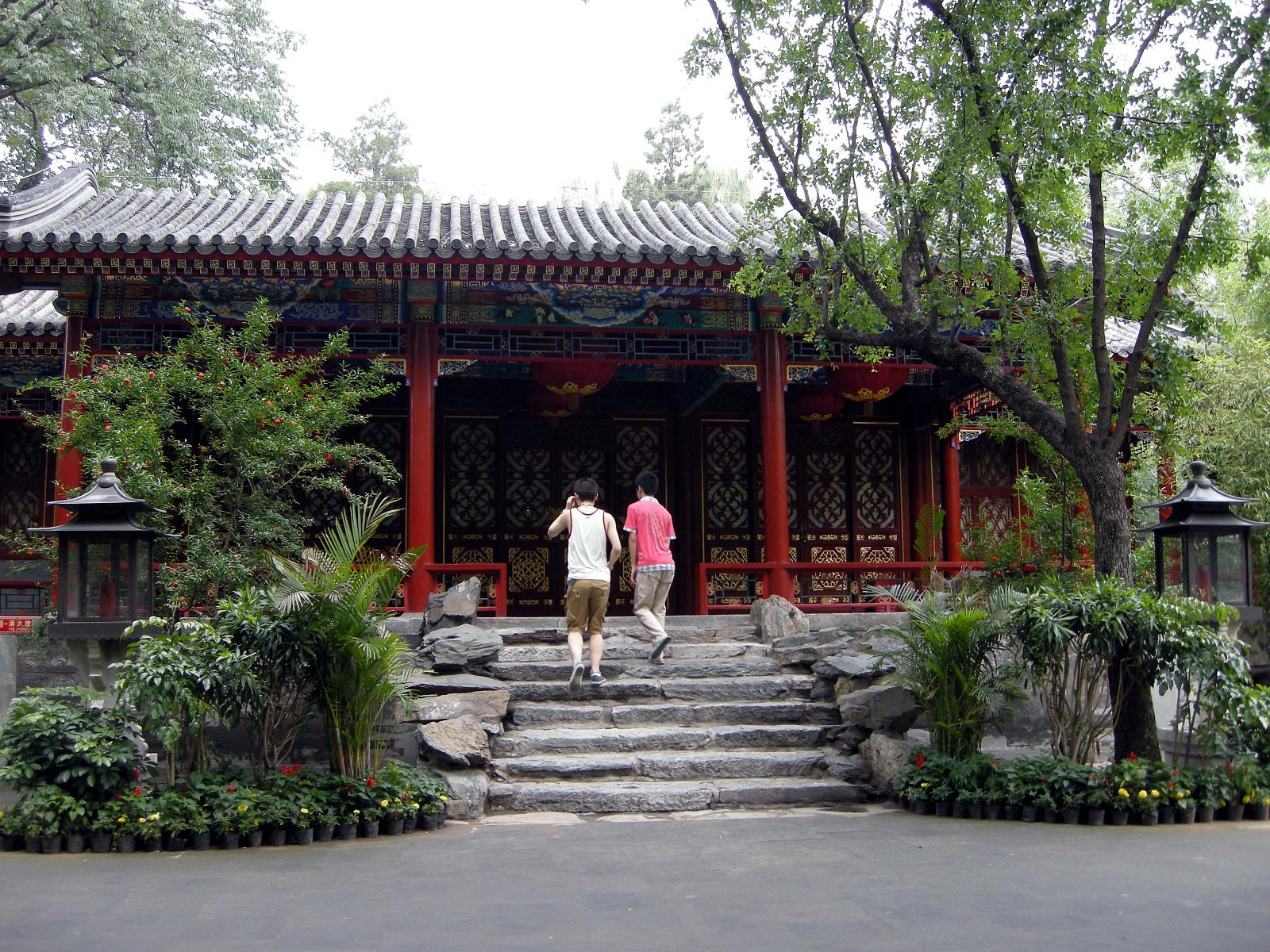
Садові ворота маєтку принца Гуна

#### Матеріали
Для створення архітектурних елементів використовувались різні матеріали:
- камені;
- деревина таких порід дерев як нан, сосна, камфорне, гінкго[26] — тих, які мали естетичний вигляд та здатність тривалий час протидіяти шкідникам;
- глиняна цегла та черепиця, різний колір яких досягався за допомогою різної температури обпалу та кількості кисню

### Штучні гори та сади каміння

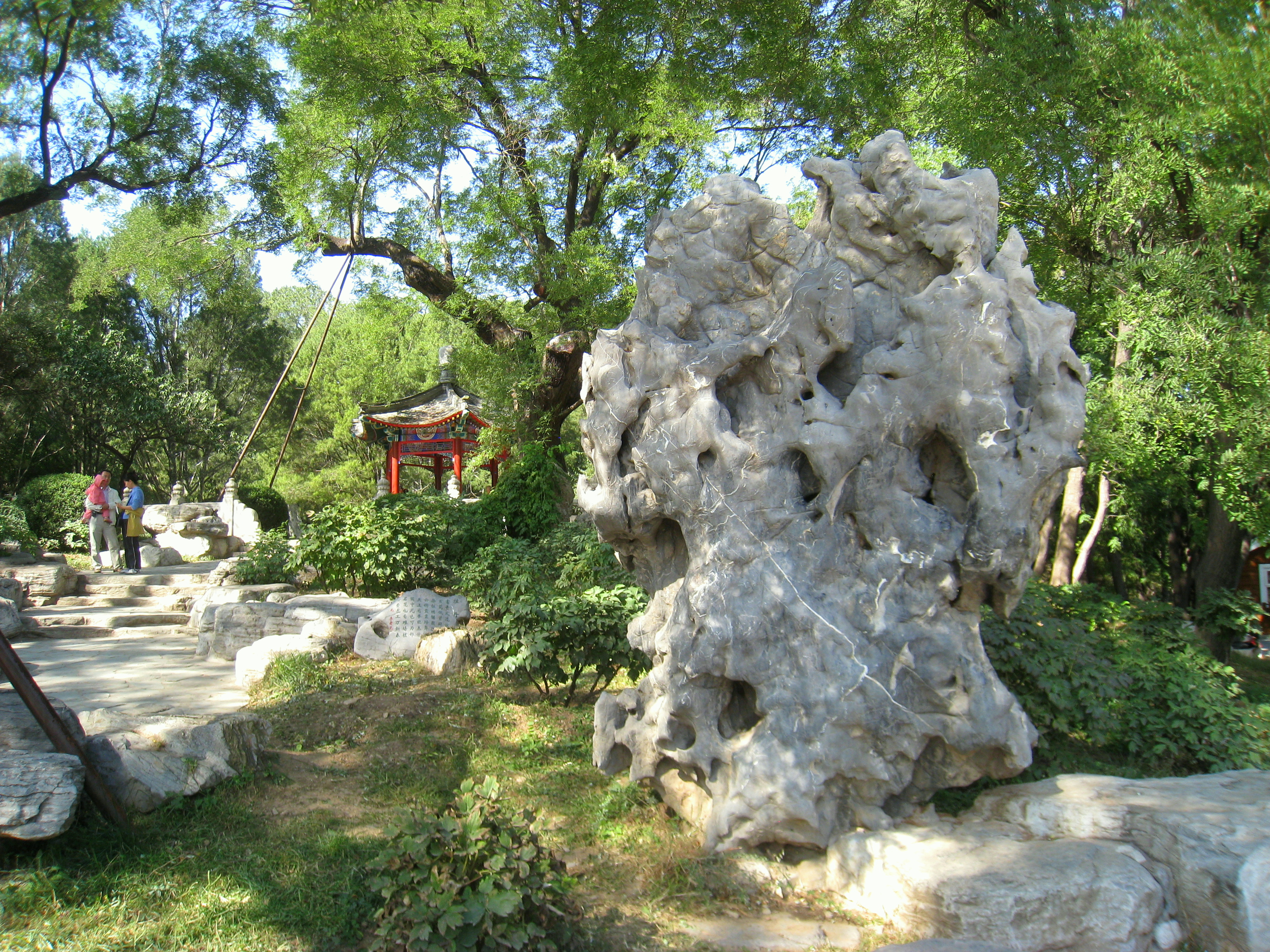
Камінь вченого з озера Тайху в Пекінському ботсаду

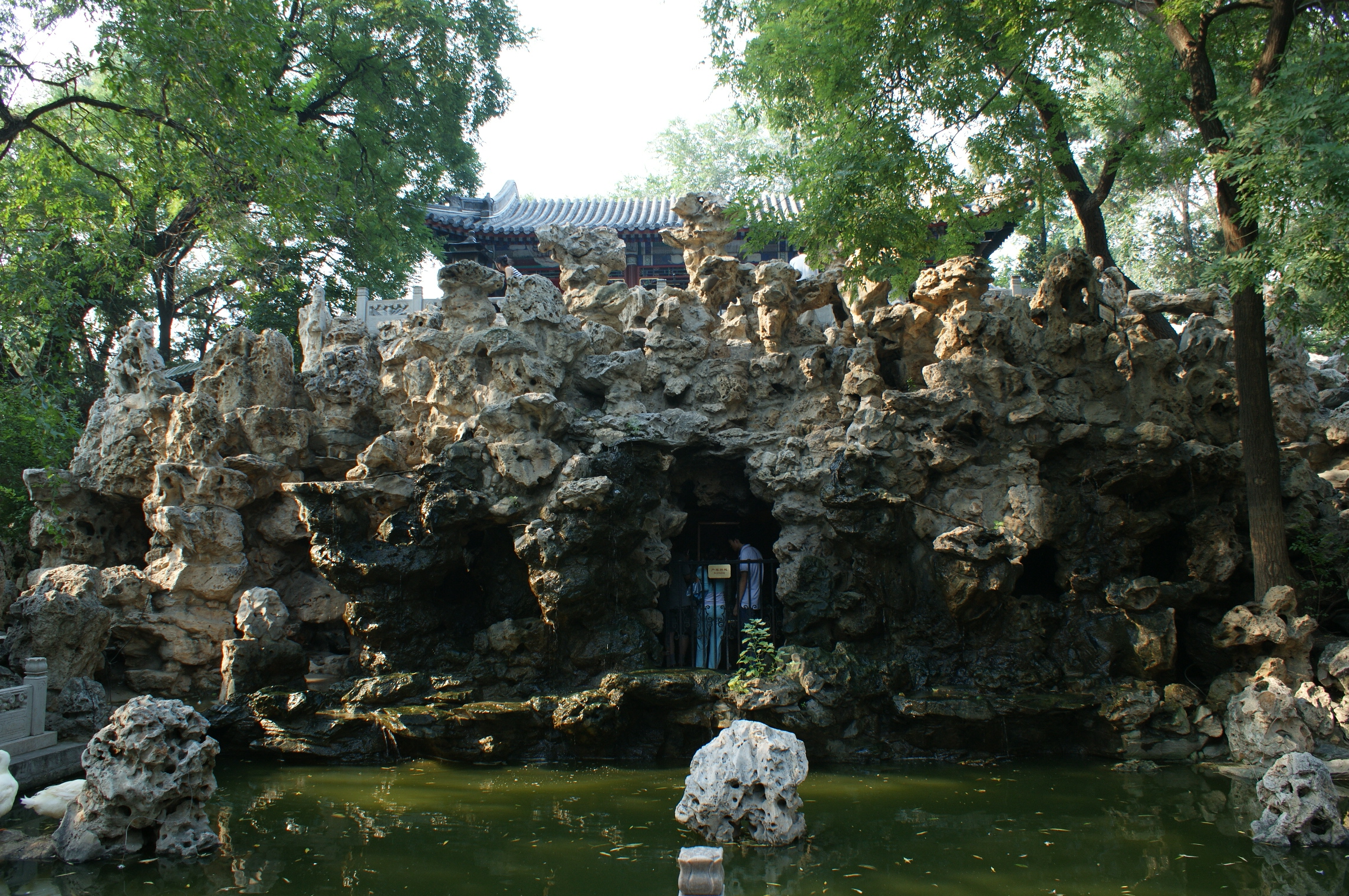
Сад каміння у маєтку принца Гуна в Пекіні, включно з гротом

Штучна гора (jiashan) або сад каміння були невід'ємною частиною класичного китайського саду. Вершина гори є символом честі, постійності та витривалості у філософії Конфуція й у «Книзі перемін». Гора на острові також є центральною частиною легенди про Острови безсмертних, тому вона стала центральним елементом і в багатьох класичних садах.
Перший відомий сад каміння в китайській історії садів з'явився у «Кролячому саді» (Tu Yuan), збудованому за часів династії Західна Хань. За часів династії Тан, камінь був піднятий до статусу мистецького об'єкту, який оцінювався за формою (xing), складом (zhi), кольором (se) та текстурою (wen), а також за м'якістю, прозорістю та іншими характеристиками. Поет Бо Цзюй-і (772—846 рр.) написав каталог знаменитих каменів з озера Тайху «Taihu Shiji». Ці камені, переважно вапнякові й сильно вирізьблені ерозією, стали дуже цінними для садів.
Під час династії Сун штучні гори будувались переважно з землі. Але імператор Хуей-цзун майже зруйнував економіку Імперії Сун, коли знищив всі мости на Великому китайському каналі, щоб перевезти на баржах великі камені до свого імперського саду. За часів династії Мін, використання груди каміння для створення штучних гір та гротів досягло піку, а в часи династії Цінь, сади каміння династії Мін вважалися занадто штучними, і нові гори вже споруджувалися з каменів та землі.
Сьогодні штучна гора у китайських садах має маленький видовий павільйон на вершині. У менших класичних садах у ролі гори виступає єдиний досить великий камінь вченого, а ряд каменів може представляти гірський хребет.

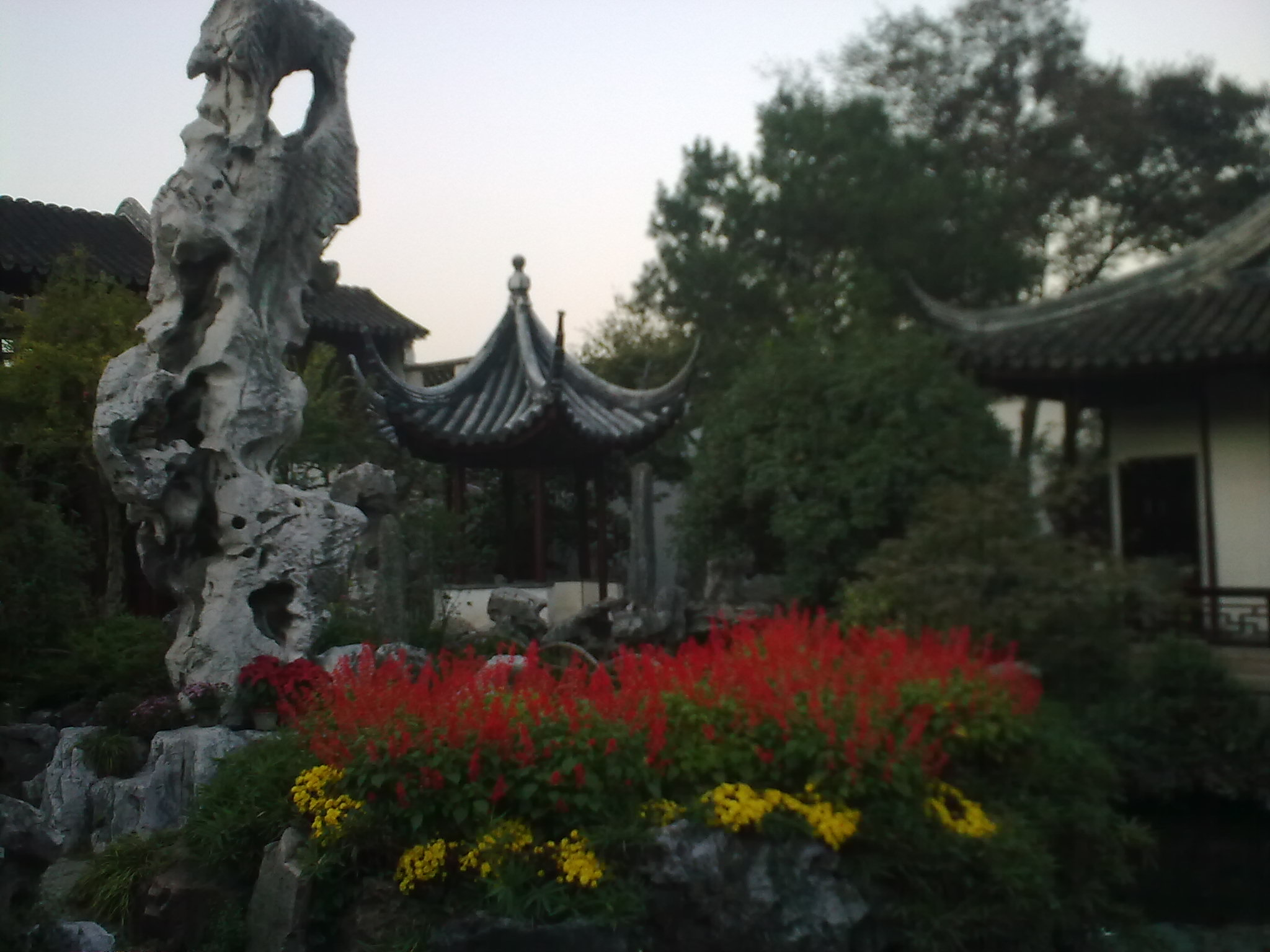
Камінь вченого «Приємна вершина, вкрита хмарами» у Саду, що залишає в себе
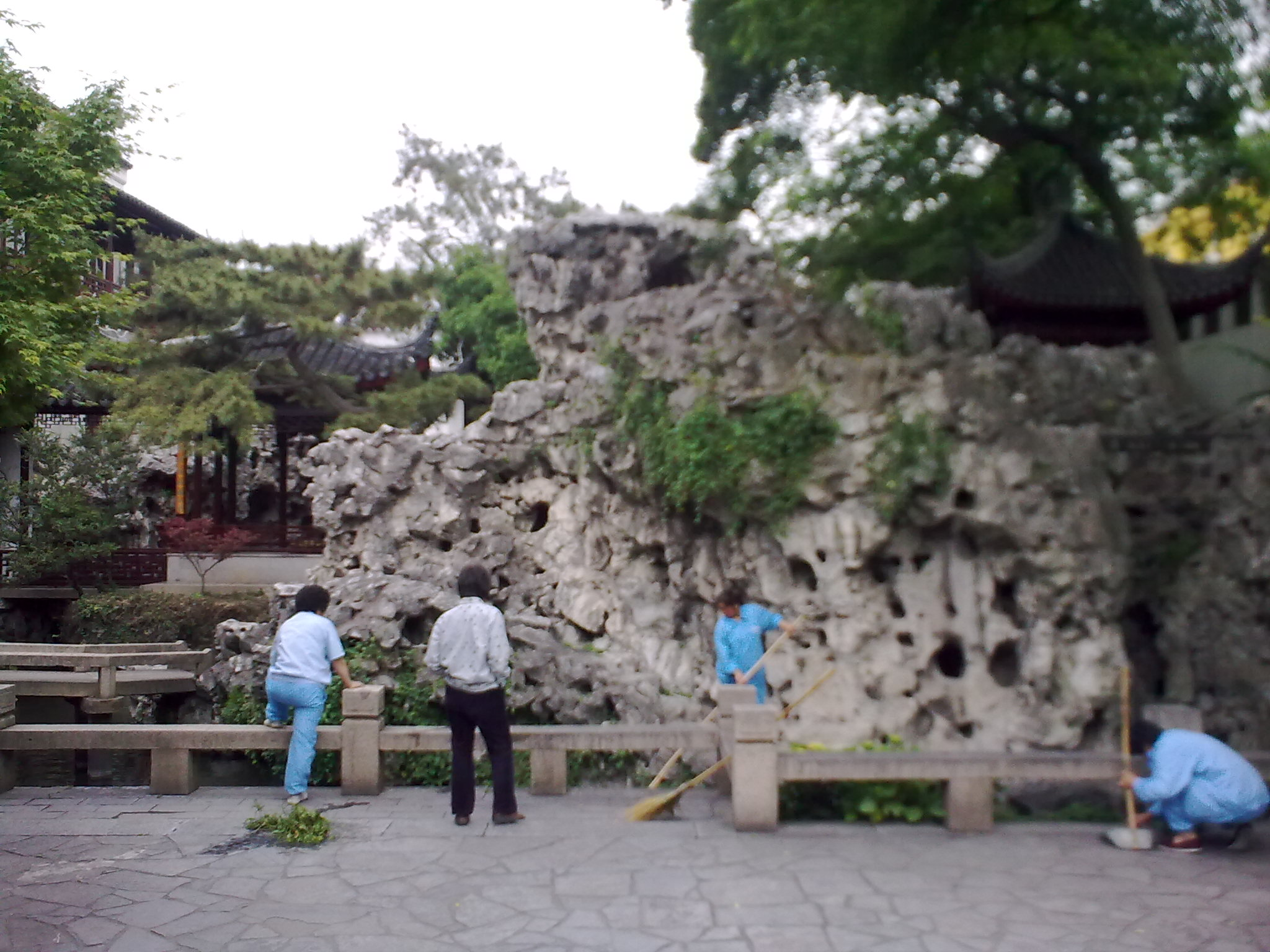
Сад каміння у «Гірській віллі з охоплючою красою»
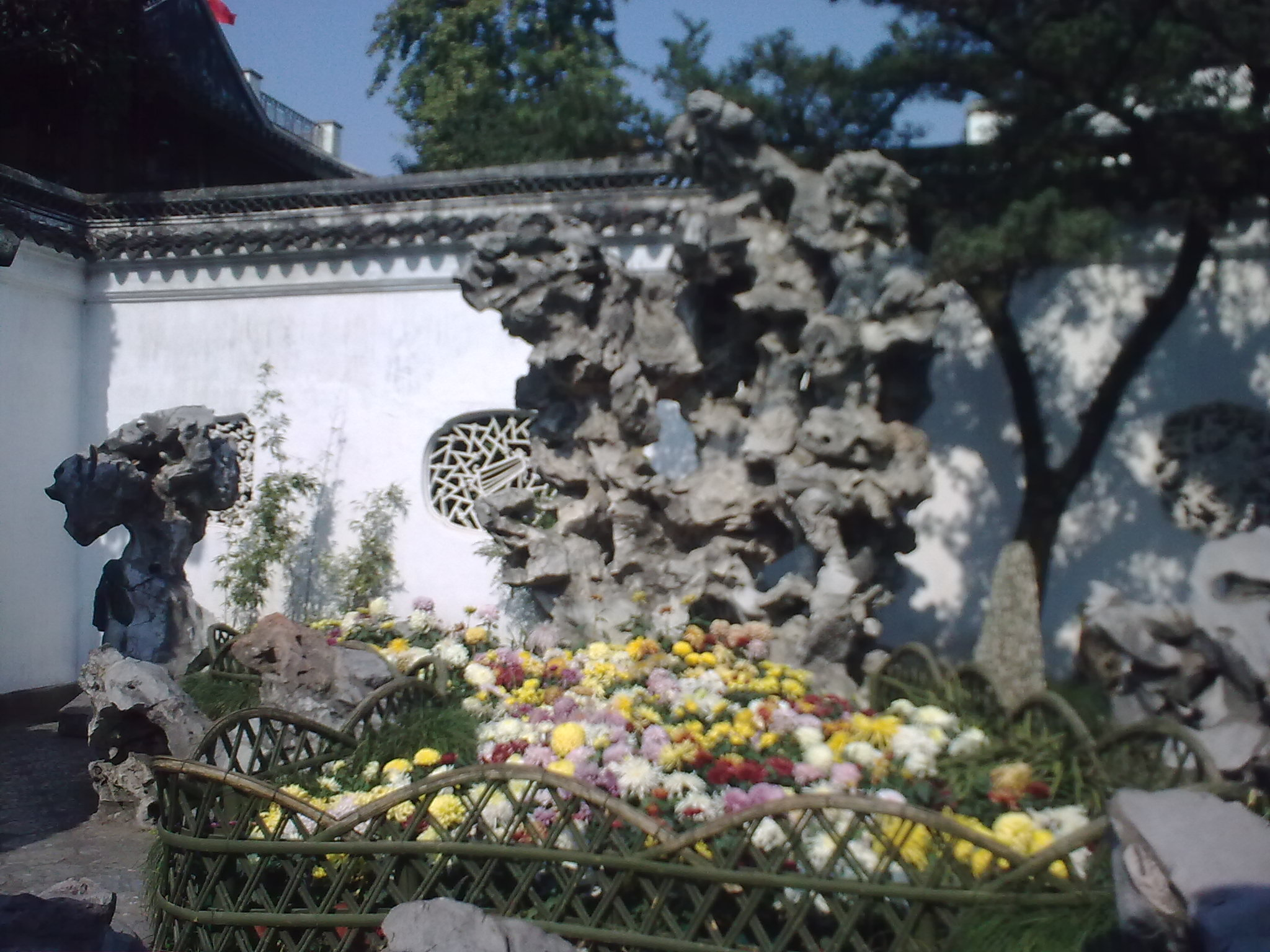
Вершина дев'яти левів у Левовій гущавині

### Вода

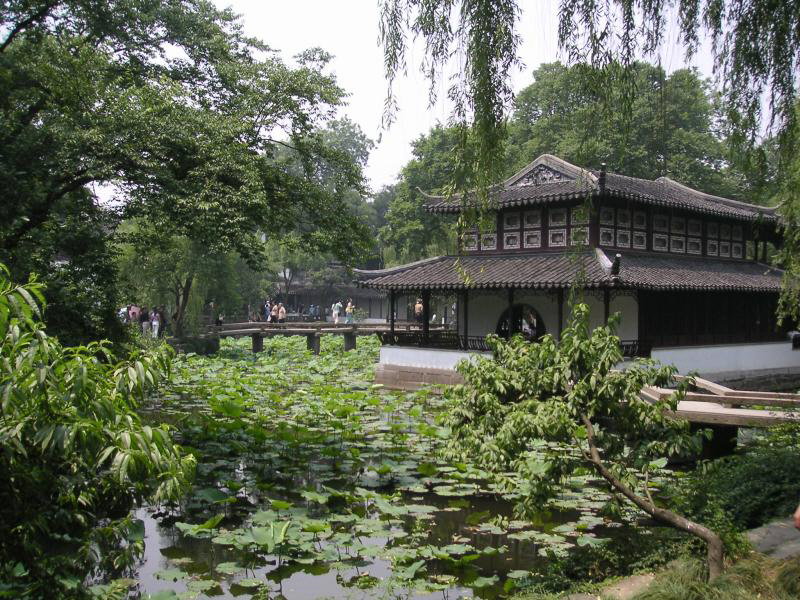
Озеро Саду скромного адміністратора

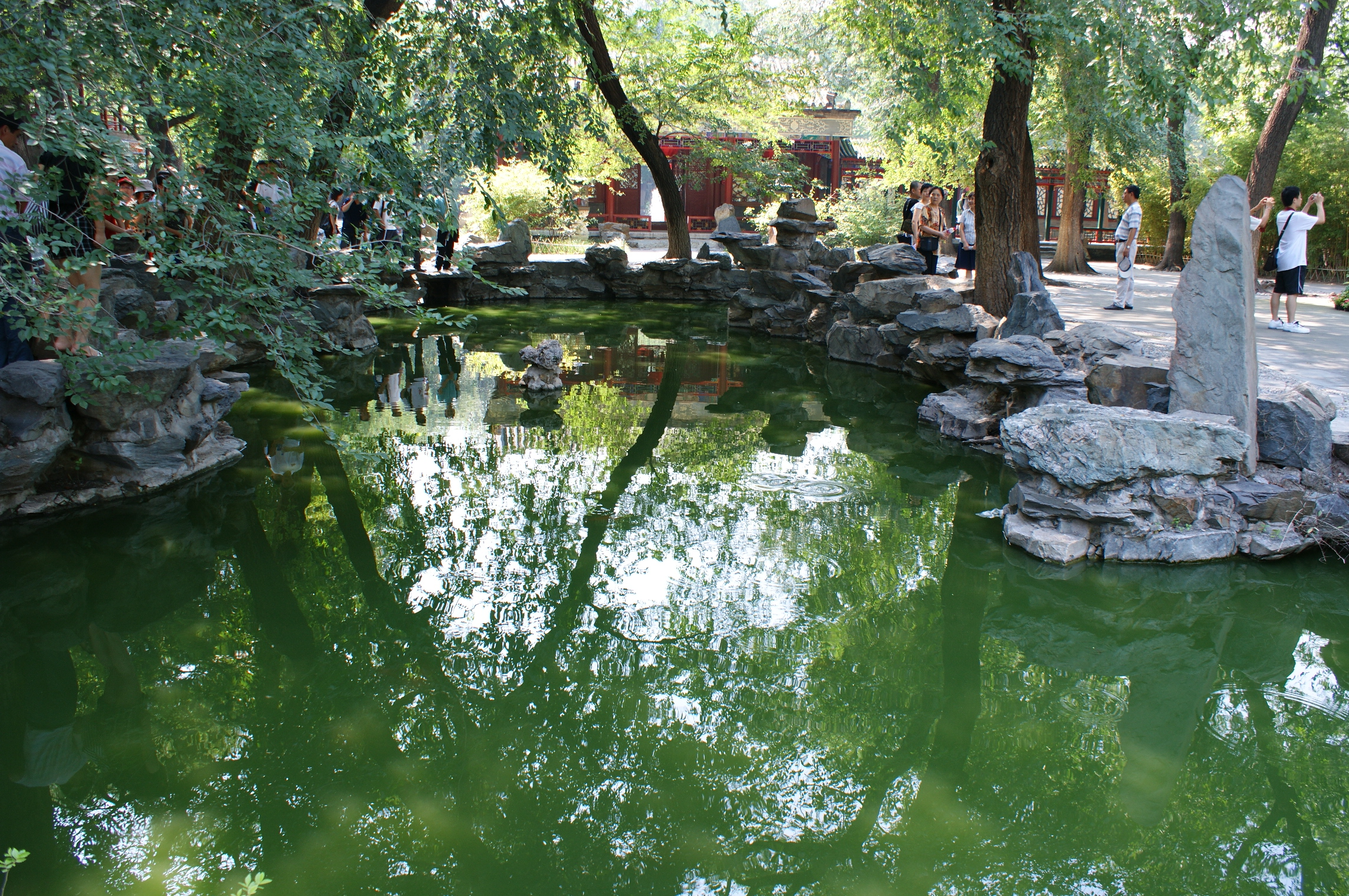
Озеро у Маєтку принца Гуна, Пекін

Озеро чи став є центральним елементом класичного китайського саду. Основні будівлі, як правило, розташовані поруч із ним, а павільйони довкола озера дозволяють розглядати його з різних точок. Сад часто мав лотосний став із золотими рибками, відповідно були і павільйони для споглядання за лотосом та рибками.
В саду озеро мало важливу символічну роль. У «Книзі перемін» вода означає легкість та спілкування і несе їжу життя у своєму шляху через долини та рівнини. Вона також доповнює гору, інший центральний елемент саду, і означає сни та нескінченність простору. Форма озера часто ховає його береги від спостерігачів з іншого берега, що створює враження нескінченності озера. М'якість води контрастує з твердістю каміння. Вода віддзеркалює небо і тому постійно змінюється, але найменший вітерець здатен розмити або стерти зображення на воді.
На озера та павільйони на їх берегах вплив учинив також інший класичний твір китайської літератури «Новий переказ розповідей світу» (Shishuo Xinyu) авторства Лю Юіцзіня (Liu Yiqing, 403—444 рр.), в якому він описав прогулянки імператора Сима Ю вздовж берегів річок Хао та Пу, у Саду чудового лісу (Hualin yuan). У багатьох садах, в першу чергу в садах Цзяннана та імперських садах північного Китаю, є елементи та назви, взяті з цієї книги.
В маленьких садах один став, з садом каміння, рослинами та спорудами вздовж його берегів. В садах середнього розміру вже буде або одне озеро з кількома струмками, що впадають в нього, і мостами через струмки, або одне довге озеро, розділене на дві частини вузькою протокою, через яку перекинуто міст. У дуже великому саду, як Сад скромного адміністратора, основною рисою є велике озеро з островами, що символізують Острови безсмертних, та струмками, які впадають в озеро. На озері розташовано багато споруд, що створюють різні краєвиди, — кам'яний човен, критий міст, декілька павільйонів.
У внутрішніх дворах деяких садів створювали образ озера за рахунок ділянки з вирівняним білим піском, оточеної камінням. У місячному світлі це виглядало як справжнє озеро. Цей стиль був пізніше запозичений японцями та став основою японського саду каміння.
Струмки у китайському саду завжди звивисті й на шляху час від часу ховаються за камінням і рослинами. Французький священик-єзуїт Аттіре так описав один з побачених ним садів:
«Канали там не такі як наші, закуті в каміння правильної форми, вони дуже сільські та оточені камінням, яке то виступає, то утоплене, яке розміщено з такою майстерністю, що можна подумати, що це зроблено природою»

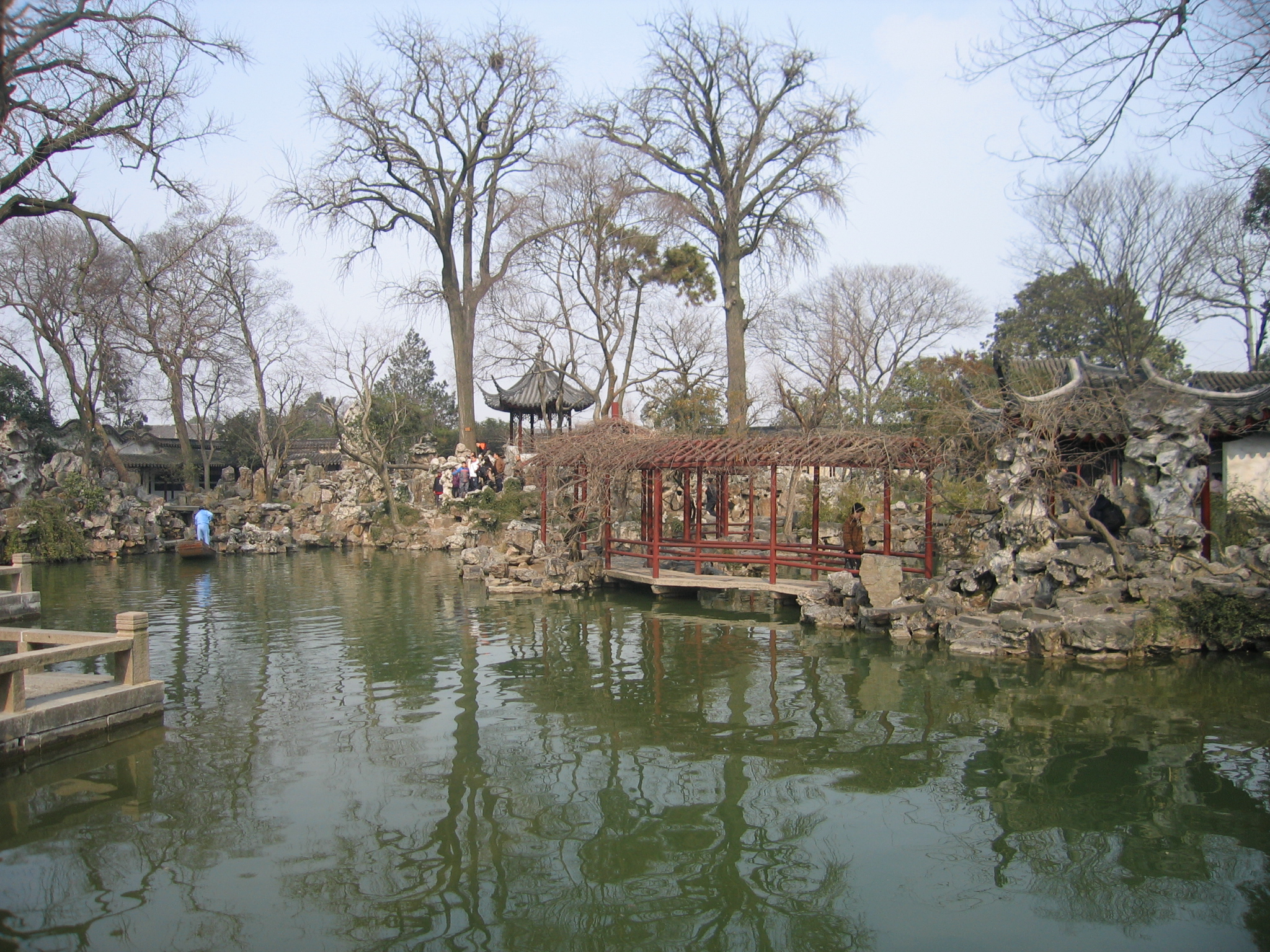
Став Саду, що залишає у себе
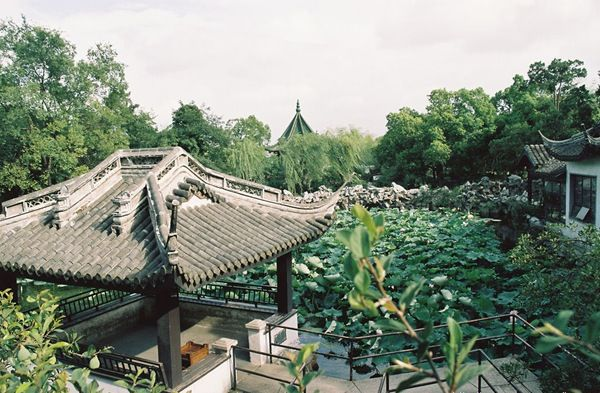
Озеро з водяними ліліями у Саду, що залишає в себе
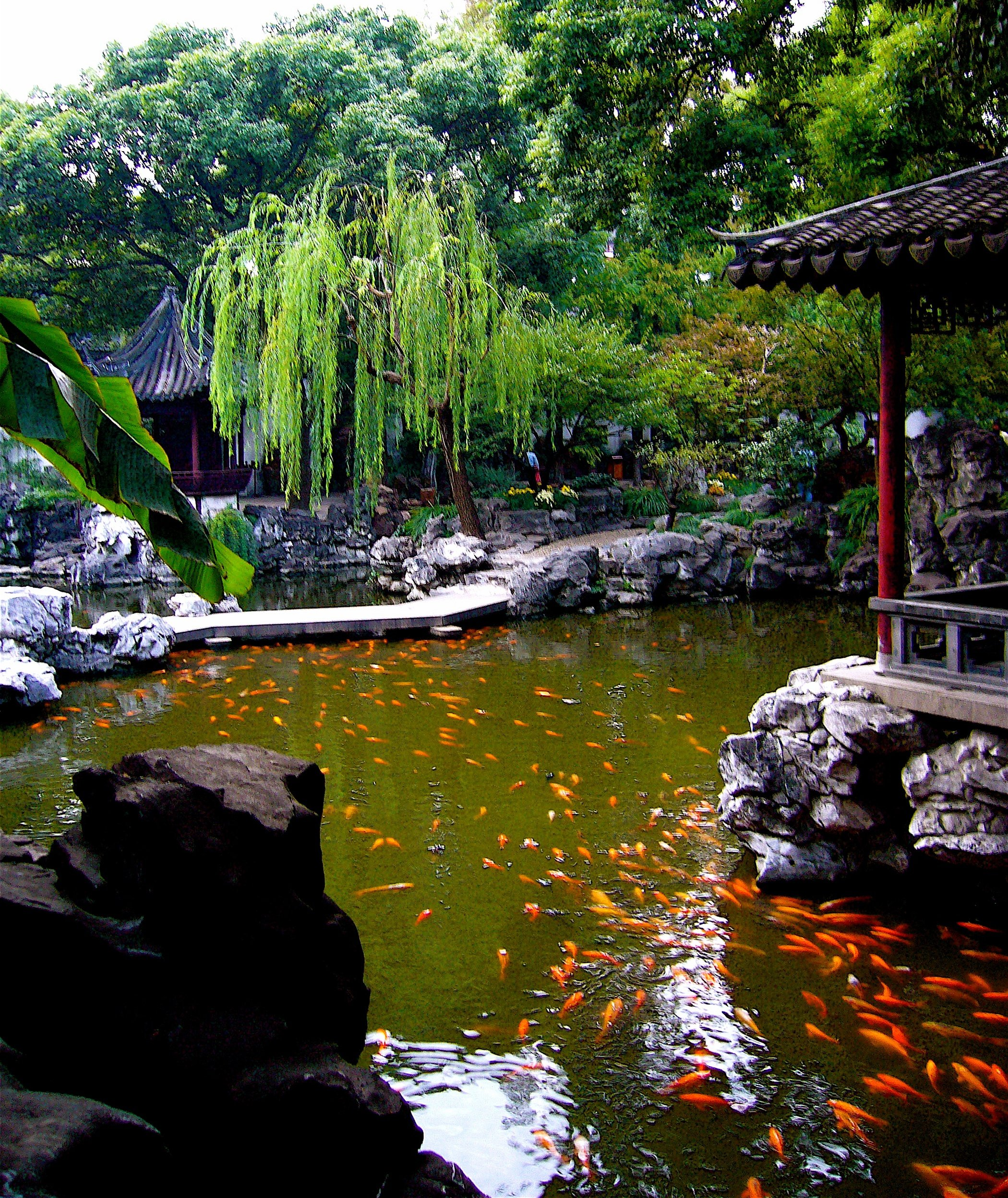
Золоті рибки у «Саду щастя» в Шанхаї
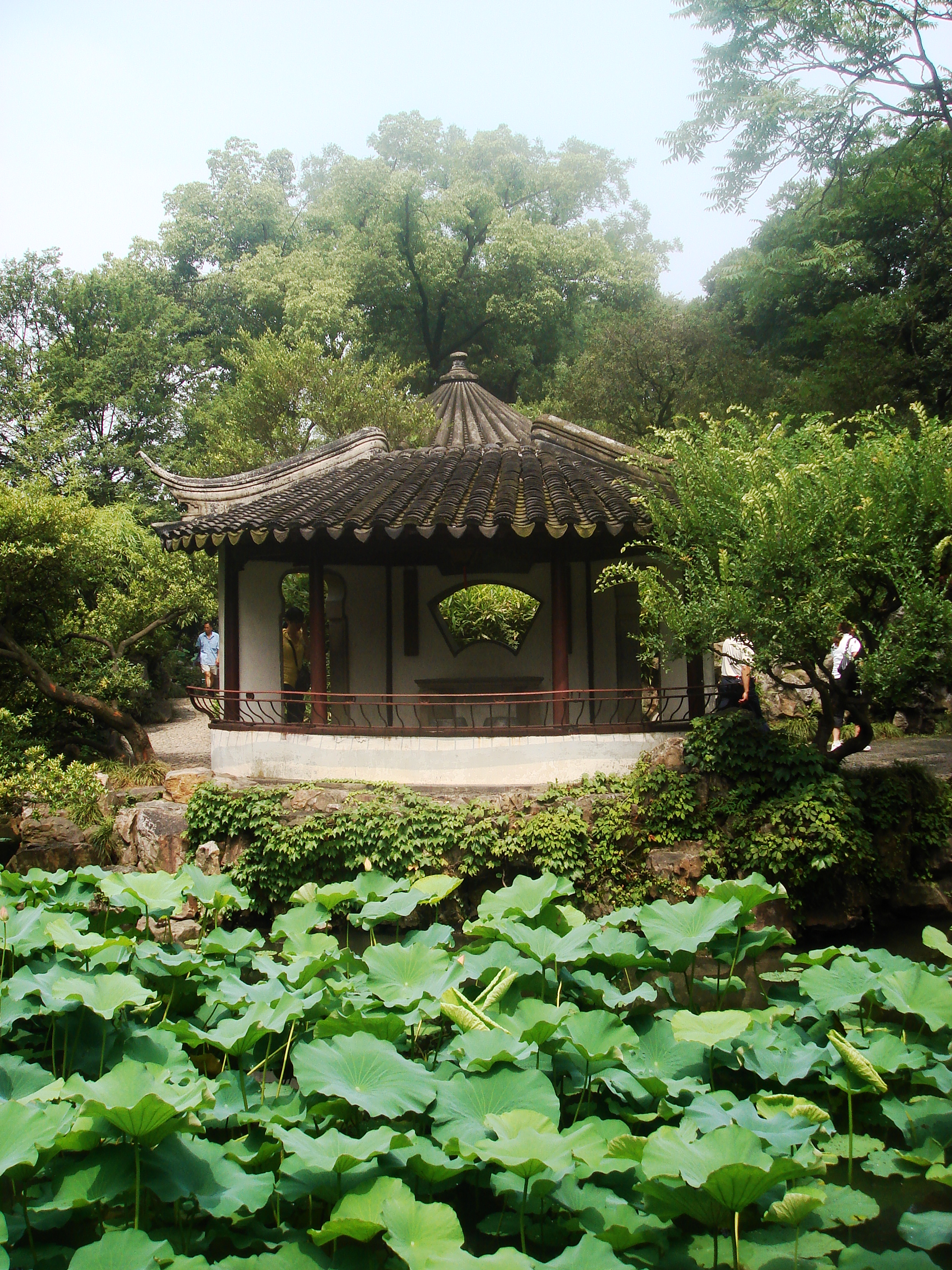
Озеро та павільйон Саду скромного адміністратора

### Квітки та дерева

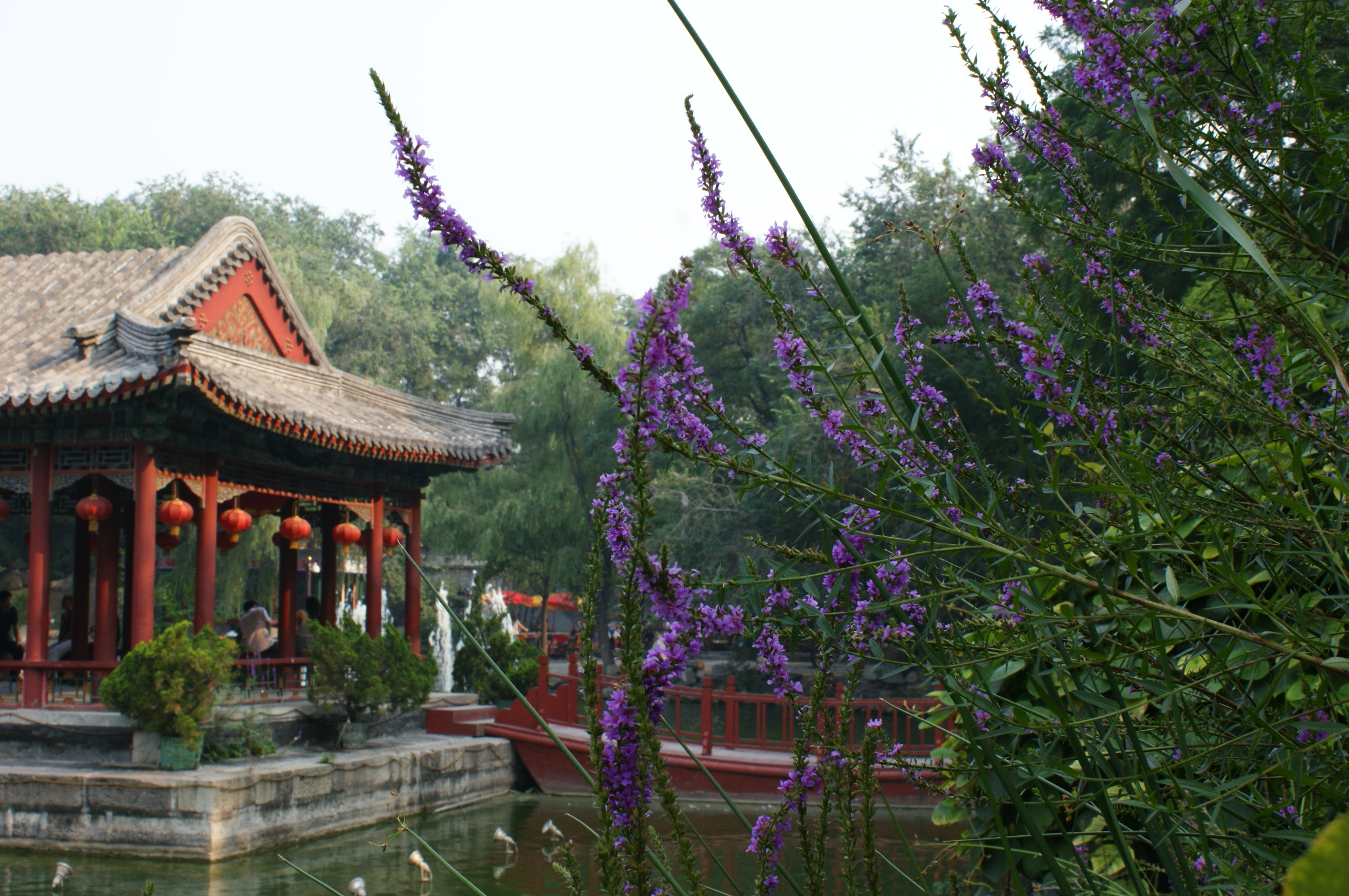
Заквітчане дерево над озером у Маєтку принца Гуна, Пекін

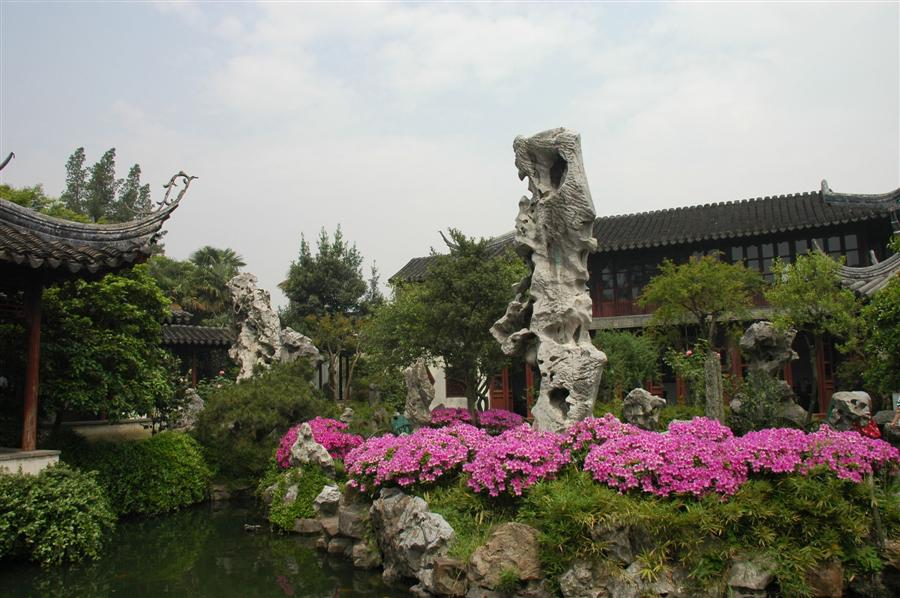
У Саду, що залишає в себе, квіти є контрастом до каменя вченого, який зображує гору Т'єн-Тай, один з центрів заснування китайського буддизму.

Четвертим важливим елементом китайського саду (поруч з водою, камінням та архітектурою) є квіти та дерева. Вони зображують природу у її найяскравішій формі та контрастують з прямими лініями архітектури та з постійністю, гострими кутами і нерухомістю каміння. Вони змінюються з перебігом пір року, створюють звуки (звук дощу по листю банана чи вітру в бамбуку) та аромати для задоволення відвідувача.
Кожна квітка та дерево у саду мали символічне значення. Оскільки сосна, бамбук та китайська слива залишались зеленими або квітнули взимку, вони вважалися «Трьома друзями зими» (歲寒三友) — вченими, що створили класичні сади. Часто їх і малювали разом, наприклад художник Чжао Менцзянь. Для них сосна була символом довголіття і стійкості, а також постійності у дружбі; бамбук з порожнистим стеблом, був символом мудреця, скромного і прагнучого знань, а також був відзначений за гнучкість в шторм, незламність; слива шанується як символ відродження після зими й приходу весни. За часів династії Сун улюбленим деревом було дерево зимової сливи, яке рано зацвітало біло-рожевими квітками з солодким ароматом.
Персикове дерево у китайському саду символізувало довге життя та безсмертя; воно асоціювалось з класичною історією «Плодовий сад Сі Ван Му, Королеви-Матері Заходу». За цією історією, у легендарному плодовому саду Сі Ван Му персики квітнули лише через три тисячі років, давали плоди лише ще через три тисячі років, які достигали ще через три тисячі років. А хто такий персик з'їдав, ставав безсмертним. Цей легендарний сад фігурує у багатьох китайських картинах та пейзажах у садах.
Груша була символом справедливості та мудрості. Китайська назва для груші звучала однаково зі словом «покинути», «розлучитись», і тому зрізати грушу означало накликати нещастя — втрату дружби або кохання. Оскільки дерево жило довго, груша також символізувала тривалу дружбу або кохання.
Абрикоса символізувала шлях мандарина — державного чиновника. За часів династії Тан, тих, хто здав вищий рівень державних іспитів чекав бенкет у саду абрикосових дерев (Цзіньюань, Xingyuan).
Плід гранату дарували молодятам, як побажання дітей-хлопчиків та численних нащадків загалом.
Верба була символом дружби та життєвих насолод, і гостям пропонували гілки верби на знак дружби.
З квітів найбільше цінувались орхідеї, півонії та лотоси. За часів династії Тан найціннішою квіткою саду вважалась півонія, як символ розкоші та за тонкий аромат. Орхідеї ж були символом шляхетності та неможливого кохання, про що свідчить китайський вираз «далека орхідея в одинокій долині». Лотос цінувався за чистоту, а за зусилля, які рослина докладає, щоб квітка розпустилась у повітрі над водою, він також став символом прагнення до знання. Письменник та філософ Чжоу Дуньї написав відому елегію лотосу, де порівняв його з junzi — людиною, яка має цілісність та баланс.
Хризантемі елегію написав поет Тао Юаньмін, який оточив свій будинок цими квітами:
«У підніжжя східного паркану, зірвав я хризантему, Вдалині, безпристрасні та спокійні, я бачу гори півдня.»
Творці класичних китайських садів намагалися зберегти природний вигляд пейзажу. Якщо вони робилися взагалі, обрізка крони та коріння мала на меті збереження природної форми. Особливо у міні-пейзажах китайських садів цінувалися карликові дерева, якщо вони виглядали старими та скрученими.

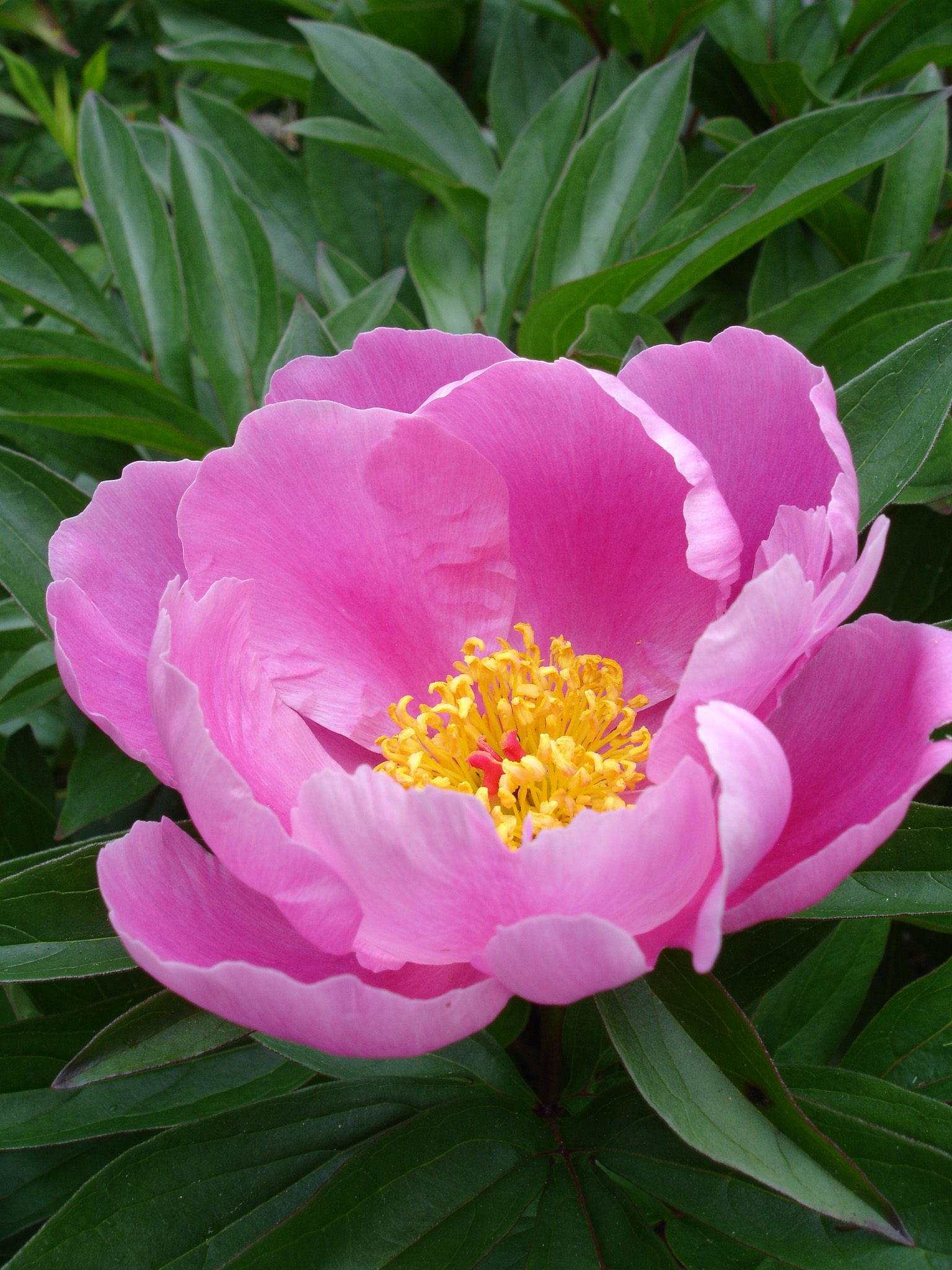
Paeonia lactiflora
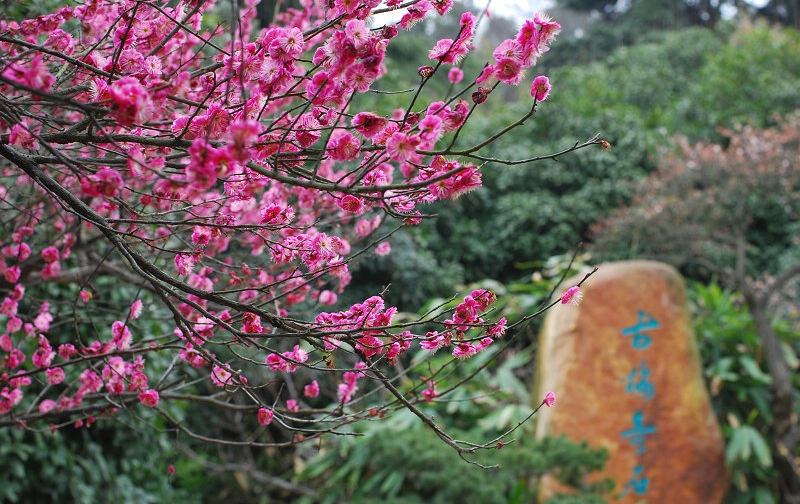
Квітки сливи у Сливовому саду, Цзянсу
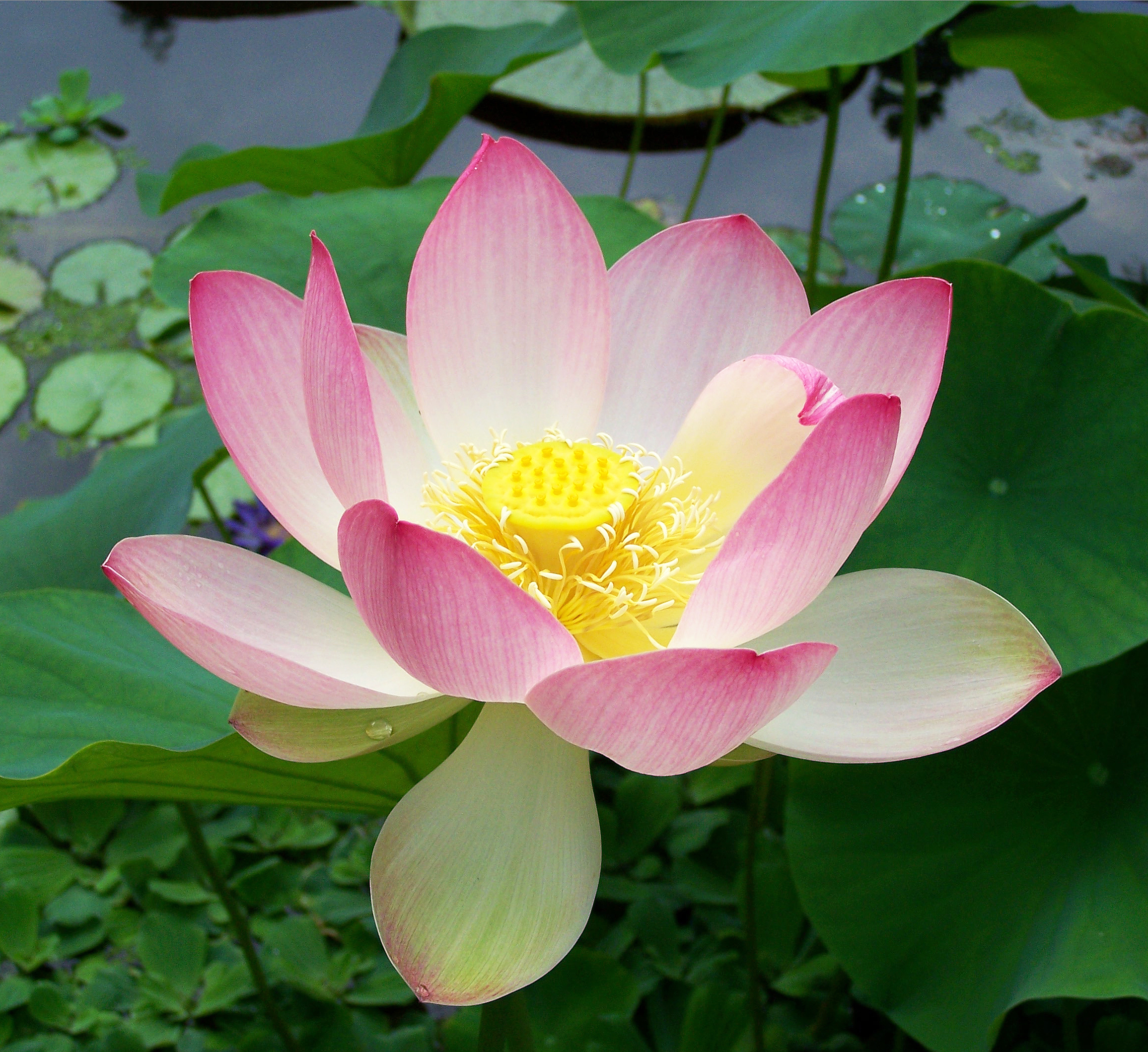
Квітка лотоса
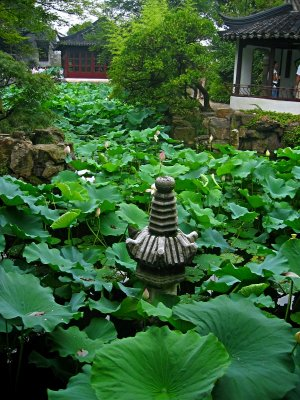
Лотосовий став у Саду скромного адміністратора
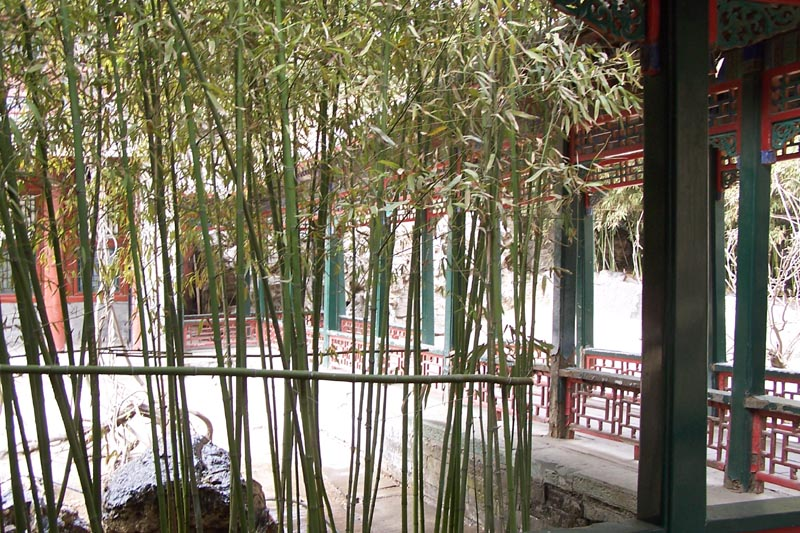
Бамбук в саду Літнього палацу

### «Позичений пейзаж», час та пори року
Відповідно до книги 16-го ст. Цзі Чжена «Мистецтво садів», «позичені пейзажі» (jiejing) були найбільш важливим елементом саду.
Це могло означати використання пейзажів за межами саду, наприклад, краєвиду на далеку гору чи дерева в сусідньому саду так, щоб створювалось враження про значно більший розмір саду ніж насправді. Знаменитим прикладом є оточений туманом далекий краєвид на пагоду Північного Храму в Сучжоу, який можна було побачити через озеро Саду скромного адміністратора.
Але, як писав Цзі Чжен, це також могли бути «ідеальна стрічка струмка, тварини, птахи, риби чи інші природні елементи (дощ, вітер, сніг), чи щось менш матеріальне, як промінь місячного світла, зображення на поверхні озера, ранковий туман чи червоне небо на заході Сонця». Це міг бути і звук; він рекомендував розташовувати павільйон поруч з храмом, щоб можна було чути молитви; садити пахучі квітки поруч з доріжками і павільйонами, щоб відвідувачі могли насолодитись їх ароматом; створювати сідала для птахів, щоб вони прилітати та співали; будувати струмки так, щоб їх звук був приємним, і садити бананові дерева у двориках так, щоб дощ тупотів по їх листю. «Розумне запозичення не має причини», писав Цзі Чжен, «воно народжується просто з відчуття, породженого красою пейзажу».
Пори року та година доби також були важливими — при створенні пейзажів творці саду враховували, що буде найкраще виглядати в певну пору року, на що найкраще дивитися вночі, ранком чи по обіді. Цзі Чжен писав: «В центрі бурхливого міста, слід обрати картини, які є безтурботними та витонченими: з височини ви дивитесь на далекий обрій, оточений горами як екраном; у відкритому павільйоні легкий ніжний бриз потрапляє всередину; від входу струмок тече у напрямку болота».

### Приховування та сюрприз
Для китайського саду важливим було також приховування та несподіванка — не повинно було бути можливості побачити весь сад з однієї точки, сад мав розкриватися серією пейзажів. Відвідувачі пересувались від пейзажу до пейзажу або по закритих галереях, або по звивистих доріжках, які приховували наступний пейзаж до останнього моменту. Новий пейзаж раптово з'являвся при повороті доріжки, чи крізь вікно галереї, або прихований за бамбуковим екраном. Пейзажі могли відкриватися крізь круглі «місячні ворота», вікна незвичної форми або вікна зі складним різьбленням, яке розбивало вид на деталі.

## У мистецтві та літературі

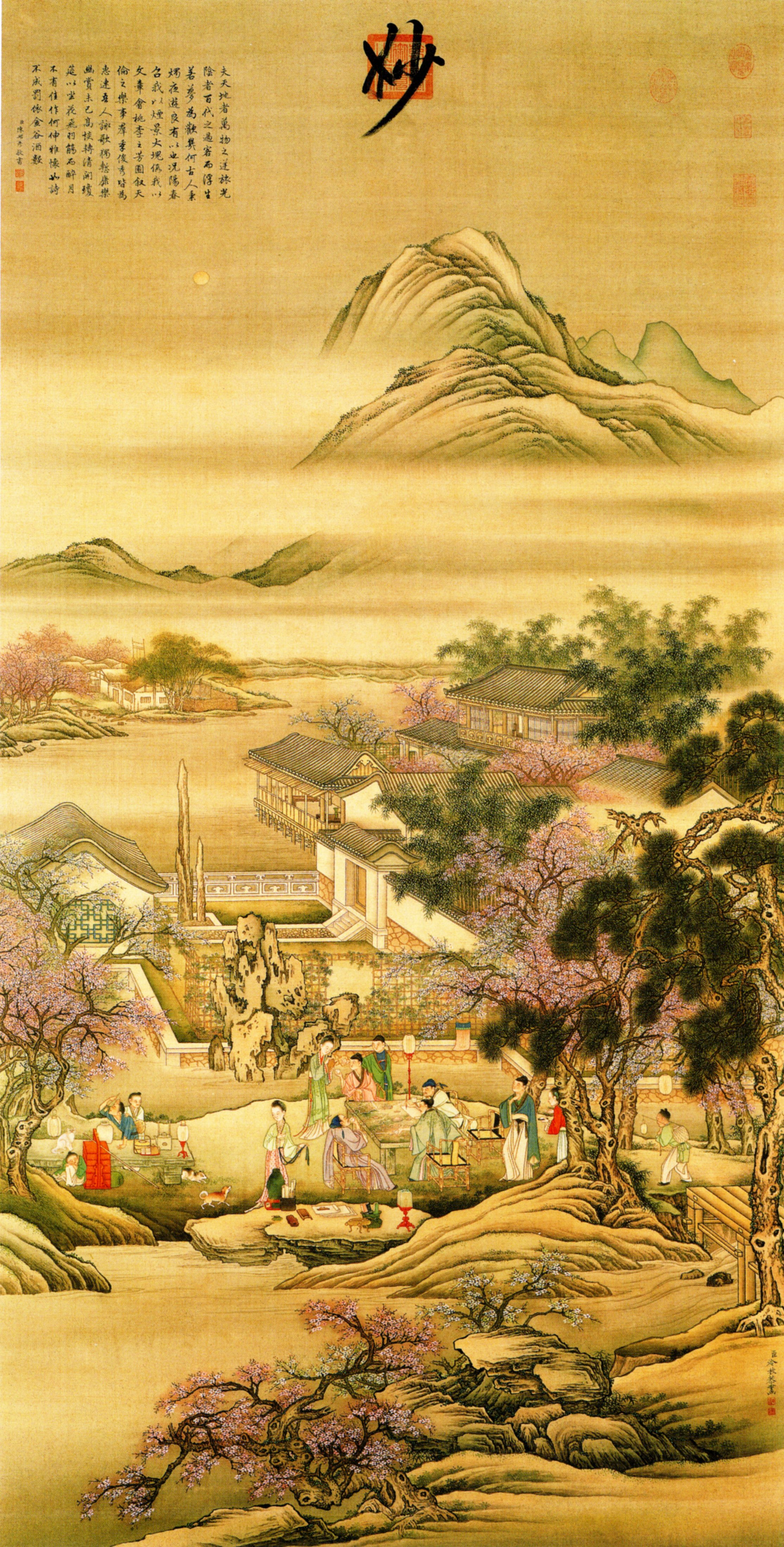
Картина «Весняний вечірній бенкет у Саду цвітіння персиків та слив», Ленг Мей (Leng Mei, 1677—1742 рр.) ілюструє знаменитий садовий вірш Лі Бо.

Китайський сад та китайське мистецтво і література взаємно надихали один одного. Наприклад, художня школа «Шань-шуй» (буквально «гори та вода», фактично — «пейзаж»), коріння якої в 5-му ст. н. е., встановила принципи китайського пейзажного живопису, дуже схожі на принципи китайського садівництва. Картини не повинні були бути реалістичними; вони мали зображати, що художник відчував, а не те, що бачив.
У 17 ст. пейзажист Шитао писав, що він хотів «…створити пейзаж, який би не був спотворений будь-якою вульгарною банальністю…» Він хотів створити у відвідувача відчуття вертиго: «зобразити світ, недоступний людині, без шляху, який би до нього вів, як острови Бохай, Пенлай та Фанху, де можуть жити лише безсмертні, і які смертна людина не може уявити. Це вертиго, яке існує у Всесвіті, і щоб зобразити його на картині, потрібно показати гострі вершини, обриви, висячі мости, глибокі ущелини. І для чарівності ефекту, це слід зробити лише пензликом». Саме цю емоцію творці садів хотіли викликати своїми каменями вчених та мініатюрними «гірськими хребтами».
В літературі сади були предметом такого напрямку поезії, як «Тянь-юань» (Tianyuan, буквально — «поля та сади»), що досяг свого найвищого розвитку за часів династії Тан у творчості таких поетів як Ванг Вей (Wang Wei, 701—761 рр.). У свою чергу, назви таких садів Сучжоу як Сад бурхливих хвиль чи Сад медитації взяті з китайської поезії, а в самих садах окремі павільйони та оглядові точки часто присвячували рядкам віршів, які вирізьблювали на каменях чи табличках.
Наприклад, Павільйон «Місяць сходить разом з бризом» у Саду усамітнення пар, що використовувався для споглядання за Місяцем, мав різьблення з цитатою з вірша Хань Юя:
«Сутінки приносить осінь: а вітер приносить сюди Місяць.»
А Зала півоній у тому ж саду була присвячена Лі Бо:
«Весняний бриз легко торкається балюстради: а півонія змочена росою.»
Ванг Вей був поетом, художником та буддистським монахом, що до переїзду у провінцію Ланьтянь працював в уряді. У провінції він збудував один з перших садів учених (wenren yuan) під назвою Долина Янте. У цьому саду відвідувачу один за одним, як картини у сувої, відкривалися 20 пейзажів, кожен проілюстрований віршем. Наприклад один з пейзажів ілюстрував такий вірш:
«Біла скеля виринає з течії;
Холодне небо червоним листям метушить:
По гірському шляху біжить дощ,
і блакить пустоти змочує наш одяг.»
Сад Долина Янте давно зник, але пам'ять про нього у картинах та віршах надихнула багато інших садів учених.
Соціокультурна вадливість саду проілюстрована у класичному романі «Сон у червоному теремі» письменника Цао Сюеціня, події в якому розгортаються майже виключно у саду.

## Філософія
– Цзі Чжен "Мистецтво садів" (Yuanye, 1633)

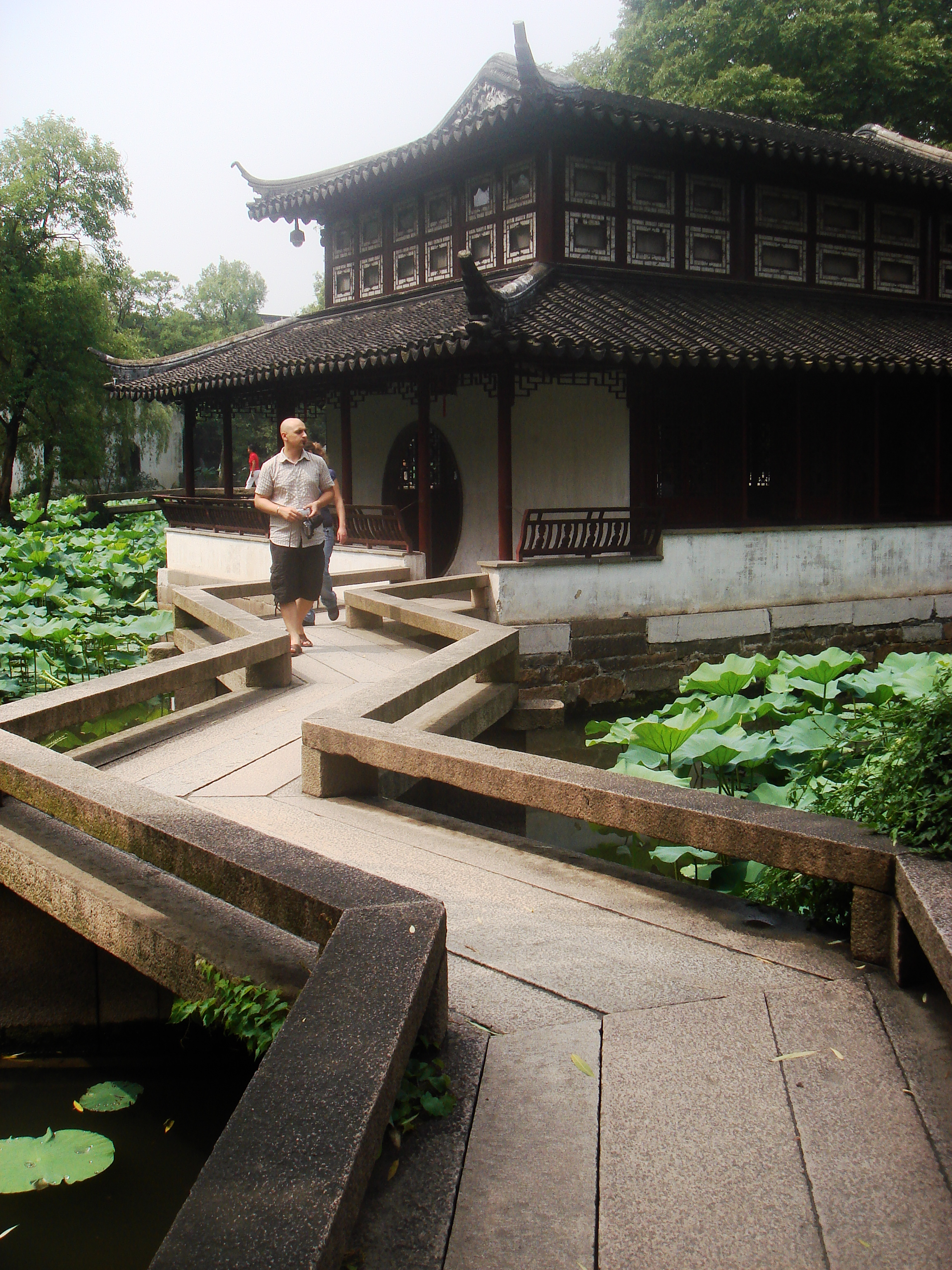
Міст у формі зигзагу у Саду скромного адміністратора ілюструє прислів'я, «Доступ до таємниць лише непрямими шляхом.»

Китайський класичний сад мав багато функцій — він міг використовуватись для бенкетів, святкувань чи для кохання; для усамітнення та розмірковування; як тихе місце для малювання, поезії, вправ з каліграфії та музики; для вивчення класичних текстів<; місце для чаювання та місце, де поети п'яніли від вина; місце демонстрації смаку власника та можливостей культивації. Але сади мали і філософське значення.
Даосизм справив сильний вплив на класичні китайські сади. Після династії Хань сади часто створювались як житло урядовців, що втратили свої посади або хотіли втекти від тиску та негативного впливу життя при дворі. Вони обирали життя за ідеалами даосизму щодо усунення від турбот світу. Для прихильників даосизму, просвітлення можна було досягти розмірковуючи над єдністю творіння, в якій порядок та гармонія є притаманними природі.
Сади повинні були викликати ідилічне відчуття мандрування по природному ландшафту, близькості до старовинного способу життя та цінування гармонії між людиною та природою.
В даосизмі каміння та вода є протилежностями їнь і ян, які, однак, доповнюють та довершують одна одну. Каміння є міцним, однак вода його точить, і сильна ерозія каменів з озера Тайху, які розміщували в садах, демонструвала цей принцип.
Своє послання мали і звивисті доріжки, мости та галереї у формі зигзагу, що вели від одного пейзажу до іншого, — вони ілюстрували китайське прислів'я, «Доступ до таємниць лише непрямими шляхом.».
На думку ландшафтного історика й архітектора Че Бін Чю (Che Bing Chiu), кожен сад був «прагненням до раю, втраченого світу, утопічного всесвіту. Сад вченого брав участь у цьому пошуку — з одного боку пошуку домівки Безсмертних, з іншого — пошуку світу золотого віку, жага до якого була в серці вченого».
Чжоу Ганчжи (Zhou Ganzhi), президент Китайського союзу ландшафтної архітектури і академік Китайської академії наук, висловив 2007 року більш сучасний погляд на філософію саду: «Класичні китайські сади є ідеальною сполукою природи та праці людини. Вони є імітацією природи і повністю показують її красу. Але вони можуть розглядатись і як покращення природи, з якого сяє мистецький геній людини».

## Вплив

### Китайський вплив на японські сади
Класичні китайські сади мали значний вплив на ранні японські сади. Вплив Китаю вперше досяг Японії через Корею до 600 р.н. е.. У 607 р.н. е., японський кронпринц Шьотоку надіслав до китайського двору дипломатичну місію, яка почала культурний обмін, що тривав століттями. Сотні японських вчених надсилали до Китаю для вивчення мови, політичної системи та культури. Японський посол в Китаї Оно но Імоко описав японському двору великі ландшафтні сади китайського імператора, і його звіти мали значний вплив на розвиток японського ландшафтного дизайну.
В період Нара (710—794 рр.), коли японська столиця розташовувалась в Нарі, і пізніше в Хейан-кьо, японський двір створив великі ландшафтні сади з озерами та павільйонами за китайським зразком, щоб аристократи могли прогулюватись та повільно плавати у маленьких човнах, і менші приватні сади для розмірковування та релігійної медитації.
Японський монах Ейсай (1141—1215 рр.) приніс з Китаю до Японії Ріндзайськку школу дзен-буддизму, що сприяло створенню знаменитого унікального стилю — японського саду каміння, прикладом якого є сад монастиря Рьоан. Він також привіз з Китаю зелений чай, спочатку як тонізуючий засіб для монахів, щоб вони не засинали під час довгої медитації. Це сприяло появі чайної церемонії, яка стала важливим ритуалом в японських садах.

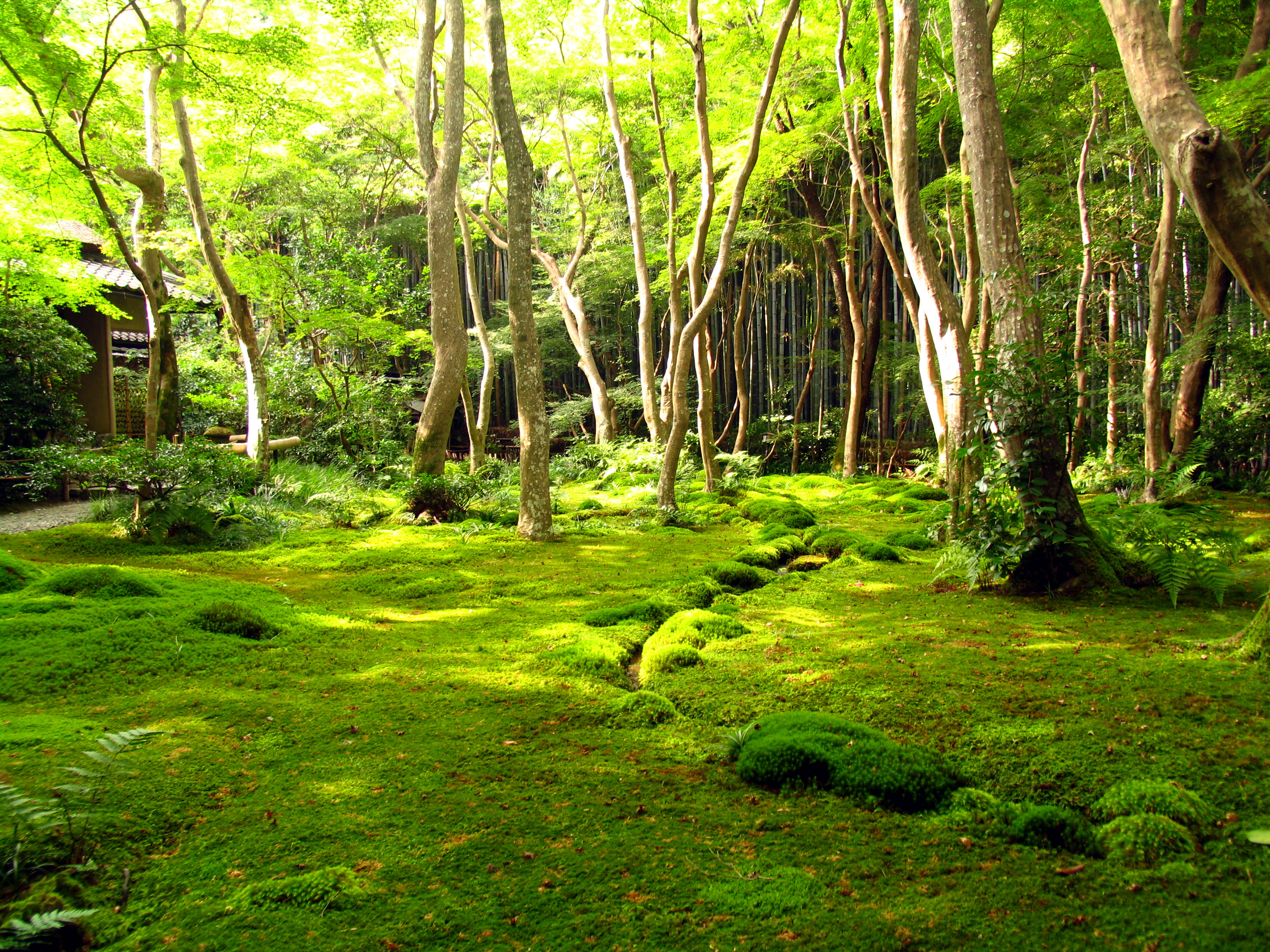
Сад мохів монастиря Сайхо у Кіото

Японський дизайнер садів Мусо Сосекі (1275—1351 рр.) створив знаменитий Сад мохів монастиря Сайхо у Кіото, який включав відтворення Острова Восьми Безсмертних, який японською називається Горай і який був важливою рисою багатьох китайських садів. В період Камакура (1185—1333 рр.) і особливо в період Муроматі (1336—1573 рр.) японський сад поступово став більш строгим, ніж китайський, розвиваючись за власними естетичними принципами.

### В Європі

Уявлення про китайський сад художника Франсуа Буше (1742)

Першим європейцем, що описав китайський сад, був Марко Поло, який відвідав літній палац Хубілая у Ксанаду. Цей сад мав подальший вплив на європейську культуру — у 1797 році він надихнув поему «Кубла-хан» англійського поета-романтика Семюеля Тейлора Колріджа.
Марко Поло також описав сади імперського палацу у Ханбалику (монгольська назва для міста, що стало Пекіном), — вали, балюстради і павільйони, що оточували глибоке озеро, повне риби, з лебедями та іншими водними птахами; центральною рисою саду був штучний пагорб у сотню кроків угору та тисячу кроків по периметру, засаджений вічнозеленими деревами та прикрашений каменями зеленого азуриту.
Перший священник-єзуїт Франциск Ксав'єр прибув до Китаю 1552 рр., а єзуїт Маттео Річчі отримав дозвіл поселитися в Пекіні 1601 року, започаткувавши там місію. В рамках свого орденського листування єзуїти почали надсилати до Європи й описи китайської культури і садів. Луї де Комте, математик французького короля, відвідав Китай 1685 року. Він писав, що китайські сади мали гроти, штучні пагорби та складене в купу каміння, щоб імітувати природу, на відміну від строгих геометричних форм тодішніх французьких садів.
У 18-му сторіччі, у міру того, як китайська порцеляна та інші декоративні предмети почали потрапляти в Європу, відбувся розвиток стилю шинуазрі, сплеск інтересу до всього китайського, включно з садами. Художники Ватто (Watteau) та Франсуа Буше малювали китайські сценки, як вони їх уявляли, а Катерина II зажадала переробити одну з палацових кімнат в китайському стилі.
У 1738 році француз-єзуїт та художник Жан Дені Аттіре направився до Китаю, де став придворним художником імператора Цяньлуна. Він багато описував життя при дворі, садиби та сади й у тому числі написав:
«Все дійсно величне та прекрасне, як за дизайном, так і в виконанні: і [сади] найбільше мене вражають, оскільки я ніколи не бачив нічого схожого на них, в будь-якій частині світу, де я вже був».
Імператор Цяньлун також був зацікавлений Європою. Він замовив єзуїту-художнику Джузеппе Кастільйоне, який мав інженерні навички, збудувати палац в стилі бароко і фонтани, схожі на ті, що він чув були у садах Версаля.

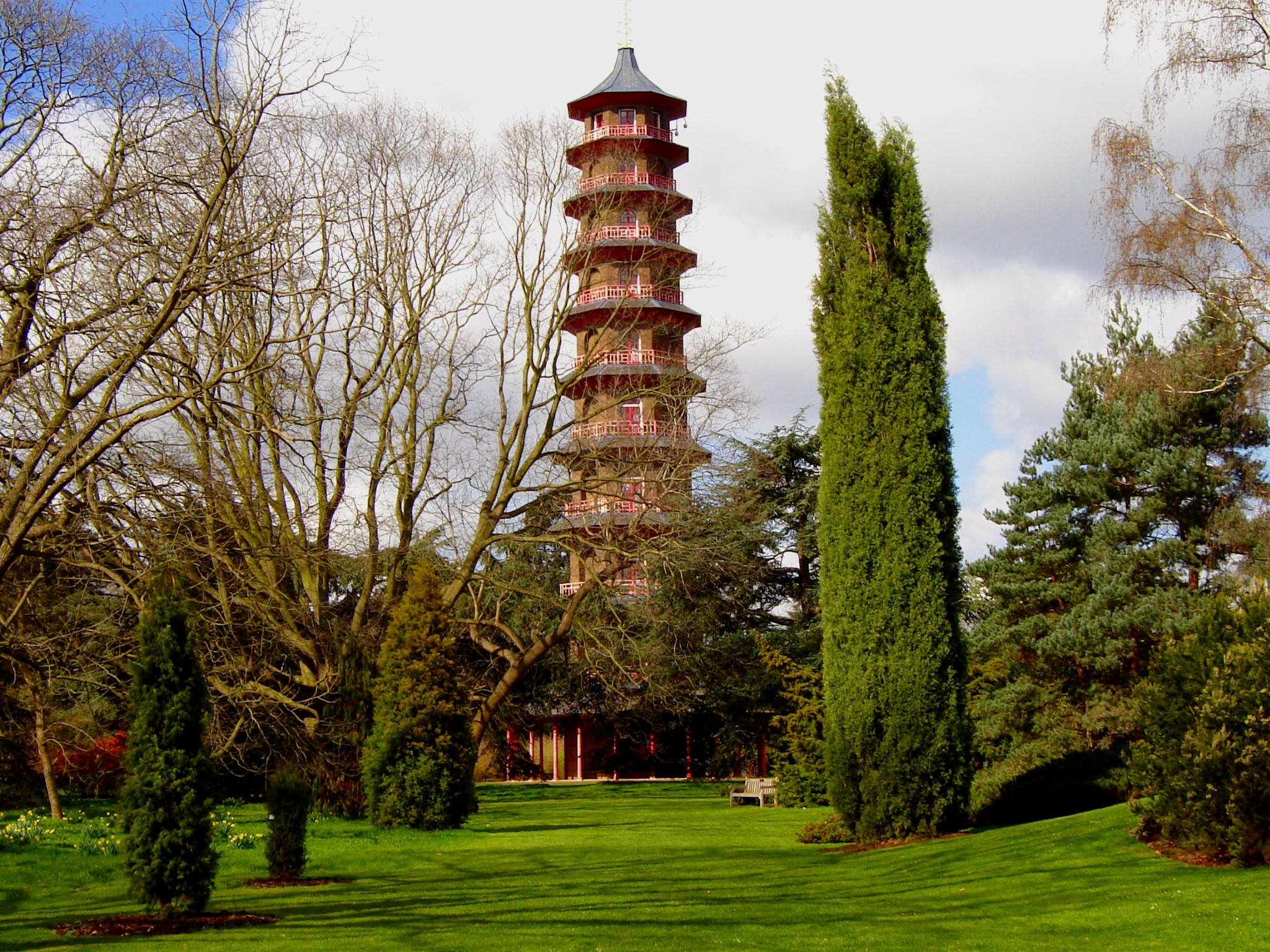
Пагода в Королівських ботанічних садах в К'ю, Лондон (1761)

Китайська архітектура й естетика вчинила деякий вплив і на англійський сад. У 1685 році англійський дипломат та письменник сер Вільям Темпл написав есе «У саду Епікура», в якому протиставляв європейські теорії симетричних садів з асиметричними садами Китаю. Темпл сам у Китаї не був, але читав твори європейців, які відвідали країну. Він зазначав, що в китайських садах уникають рядів дерев та квітників, а натомість розміщують дерева, квіти та інші елементи саду так, щоб створювати приємні оку композиції. Пізніше його спостереження щодо китайського саду цитував Джозеф Еддісон в есе 1712 року, з метою нападок на англійських садівників, які на його думку замість імітації природи намагалися створювати сади у французькому стилі, далекому від природного.
У першій половині 18-го сторіччя англійський пейзажний парк вже був досить розвинений під впливом мандрівок британської аристократії до Італії та їх бажання мати сади, які б пасували палладіанському стилю їх заміських маєтків, а також під впливом романтичних пейзажів Клода Лоррена та інших художників. З поширенням захоплення екзотичним китайським мистецтвом та архітектурою в Європі, у 1738 році перший в Англії китайський будиночок з'явився у Стоув Хаус, поруч з римськими храмами, готичними руїнами та іншими архітектурними елементами.
– Main, James. "Gardener's Magazine", 1827, Volume II, c. 135
Стиль набув ще більшої популярності завдяки архітектору Вільяму Чемберсу, який мешкав у Китаї у 1745—1747 роках та написав книгу «Малюнки, будівлі, меблі, звички, машини та столові прибори китайців» (1757), де заохочував західних садових дизайнерів використовувати такі китайські стилістичні засоби як приховування, асиметрія та натуралізм. 1772 року він надрукував свою «Дисертацію східного садівництва» — вільне розмірковування на тему сучасних йому ідей натуралістичного стилю китайського садівництва. Він вірив, що сад повинен бути повним несподіванок. У 1761 році він збудував у Королівських ботанічних садах в К'ю китайську пагоду, будиночок та сад, разом з мечеттю, храмом Сонця, зруйнованою аркою та палладіанським мостом.
Завдяки Чемберсу китайські споруди почали з'являтися в інших англійських садах, потім у Франції й інших місцях Європи. Луїс Кармонтель додав китайський павільйон до свого саду у парку Монсо в Парижі (1772 р.), а герцог Етьєн Франсуа Шуазель збудував пагоду у своєму маєтку в Шантлу в 1775—1778 рр. Російська імператриця Катерина II збудувала пагоду у саду палацу Царського Села між 1778 та 1786 роками Оскільки континентальні критики не любили термін «англійський сад», для опису стилю вони навіть почали використовувати термін «англо-китайський стиль». Наприкінці 19 століття багато парків по всій Європі мали мальовничі китайські пагоди, павільйони чи мости, але лише декільком була притаманна більш стримана справжня естетика китайського саду.

### Сучасні китайські сади на Заході
З 1970-х років в Європі та США почали з'являтися справжні китайські сади, часто в рамках програми міст-побратимів. В таких випадках їх створювали китайські садівники з використанням китайських рослин та архітектурних елементів. Деякі приклади:
- Китайський садовий дворик Музею мистецтва Метрополітен в Нью-Йорку, створений як репліка одного з двориків Саду Володаря Тенет у Сучжоу[26] (1980)
- Сад аромату та розкоші у Мюнхені (1983)
- Китайський сад дружби у Сіднеї (1988)
- Сад небесної радості у Франкфурті-на-Майні (1989)
- Китайський сад у Цюриху (1994)
- Сад молодого Місяця у Берліні (2000) — найбільший китайський сад в Європі (2,7 га)
- Сад багатьох облич у Мангаймі (2001)